# Martigues
Cet article possède un paronyme, voir Artigues.
Martigues est une commune française des Bouches-du-Rhône en région Provence-Alpes-Côte d'Azur, également connue sous le surnom de « Venise provençale ». Elle s'étend sur les rives de l'étang de Berre et sur le canal de Caronte. Elle est composée de trois quartiers (Jonquières, Ferrières et L'île) et de plusieurs villages. Les habitants sont appelés Martégaux et Martégales.

## Géographie
Les communes limitrophes sont  Berre-l'Étang, Châteauneuf-les-Martigues, Port-de-Bouc, Saint-Mitre-les-Remparts et Sausset-les-Pins.

### Localisation
Martigues est située sur la bordure sud-ouest de l'étang de Berre, de part et d'autre du canal de Caronte qui relie l'étang à la Mer Méditerranée. La commune s'étend de la Côte Bleue (au sud) en passant par les villages de Saint-Pierre-les-Martigues, Saint-Julien-les-Martigues, La Couronne, Carro, Lavéra, jusqu'à celui de Croix-Sainte au nord. Elle donne au sud-ouest sur le golfe de Fos et au nord-est sur l'étang de Berre, pour un total de 7 144 hectares dont 697 hectares de forêts et 40 kilomètres de linéaire maritime dont 11 sur la côte méditerranéenne.
Le nom de Martigues est rattaché à son pluriel, en effet on parlait encore des Martigues en 1890.
La ville se compose de trois quartiers : Ferrières au nord (côté Camargue), l'Île sur le canal (île Brescon) et Jonquières au sud (côté Côte Bleue).
Les communes limitrophes sont (dans le sens des aiguilles d'une montre) Port-de-Bouc, Saint-Mitre-les-Remparts, Châteauneuf-les-Martigues et Sausset-les-Pins.

### Communes limitrophes
| Chenal de Caronte | Canal Galiffet   | Étang de Berre            |
| Port-de-Bouc      | Martigues        | Châteauneuf-les-Martigues |
| Mer Méditerranée  | Mer Méditerranée | Sausset-les-Pins          |

### Géologie

#### Sols et roches affleurantes
La grande majorité des sols affleurant de la commune est composée d'argiles et de calcaires.

#### Gisements

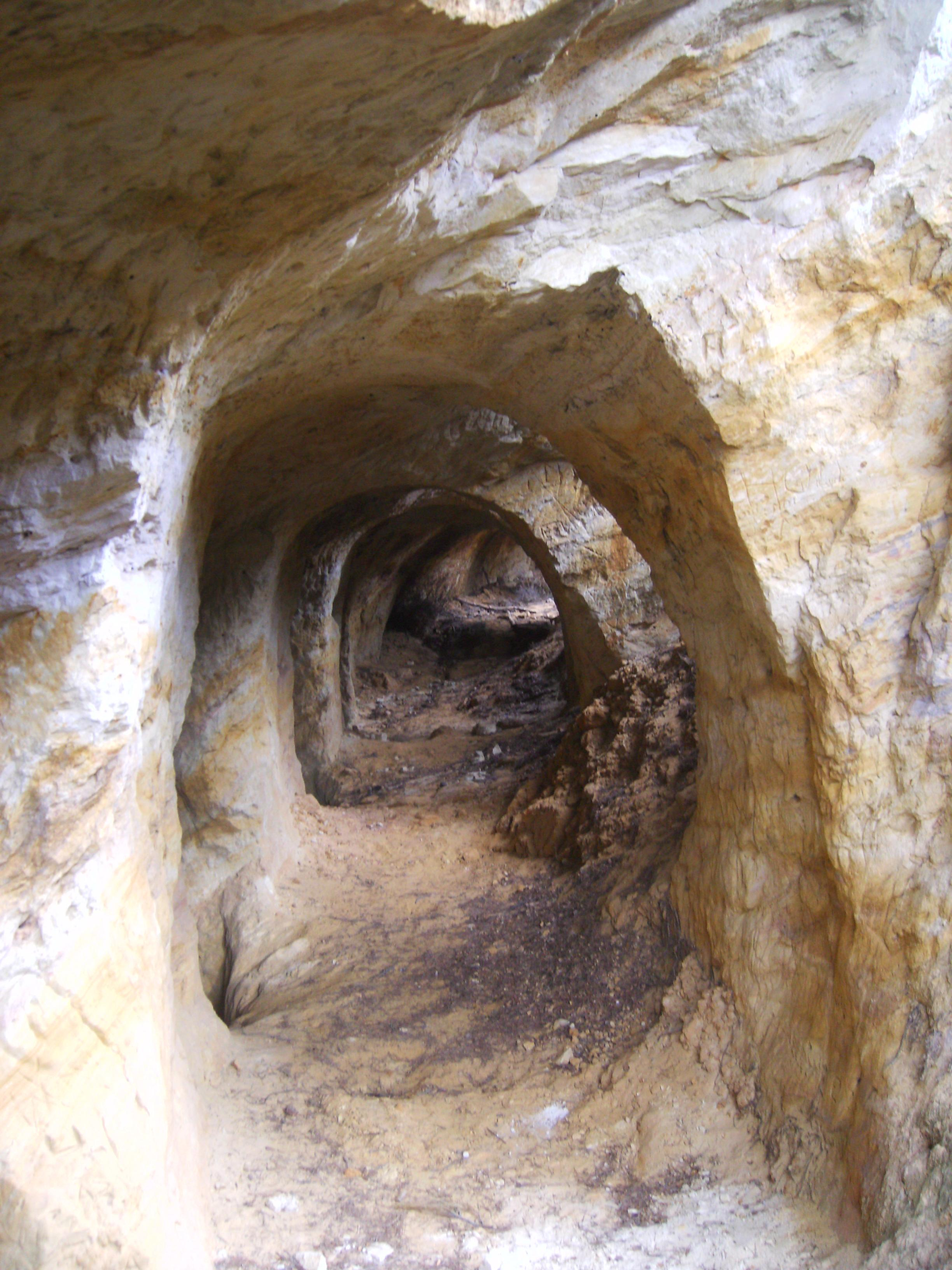
Entrée des anciennes mines de sable situées le long de l'ancienne route de Saint-Julien.

Le sous-sol de la commune abrite de nombreux gisements d'importance diverse. L'une des premières exploitations fut l'extraction de pierre de construction le long du littoral qui commence vers le IVe siècle av. J.-C. par les Phocéens. Cette exploitation se poursuit jusqu'au XIXe siècle. Elle se prolonge au XXe siècle dans les terres avec la carrière de calcaire de l'Oratoire,. Ensuite, une concession est accordée en 1814 pour l'extraction de houille et de lignite sur un gisement étalé entre Martigues et Châteauneuf-les-Martigues. De la tourbe a aussi été extraite brièvement de petits gisements le long du chemin de halage pendant la Seconde Guerre mondiale. Une exploitation de sable à destination de l'industrie verrière a aussi existé. Cependant, l'exploitation la plus importante a concerné un important gisement de gypse, vers le village de Saint-Pierre, dont l'exploitation s'est étalée de 1900 à 1987.

#### Sismicité
Martigues est classée en zone de sismicité de niveau 1A (faible). Il convient cependant de préciser que Saint-Mitre-les-Remparts, commune limitrophe nord, est classée en zone 1B (moyen).

### Hydrographie

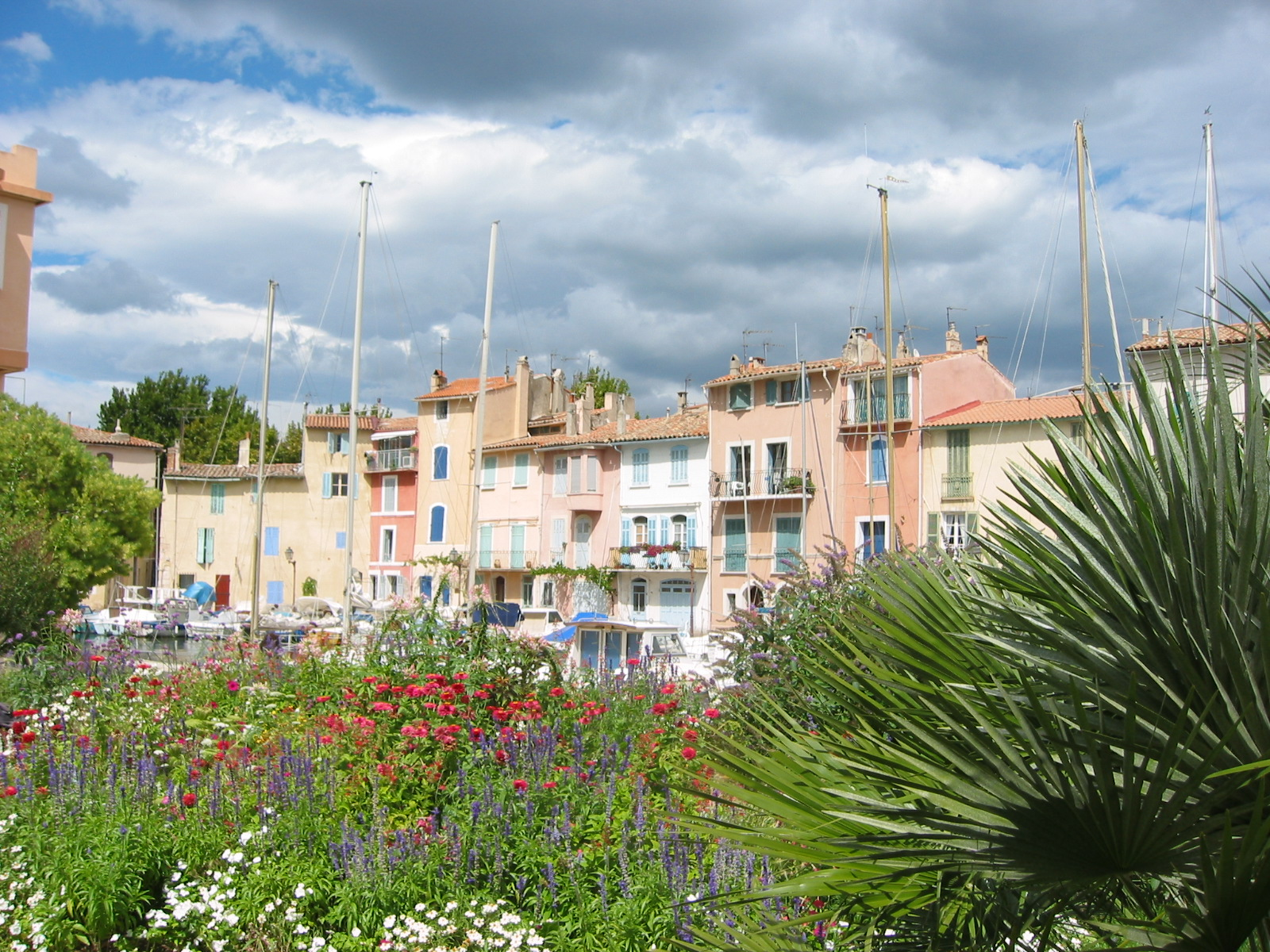
Le quartier de l'Île sur le canal.

La commune de Martigues n'est traversée par aucun cours d'eau (fleuve ou rivière) d'importance. Seuls quatre ruisseaux permanents existent, deux étant localisés dans la partie sud de la commune et deux autres dans la partie nord. Il s'agit du ruisseau de la Réraille Rau qui se jette dans la calanque des Rénaïres. Il n'est permanent que sur une longueur d'environ deux kilomètres mais sa taille peut parfois atteindre la dizaine de kilomètres et s'étendre dans toute la dépression de Saint-Pierre qui constitue son bassin versant.
Le second ruisseau est le Grand Vallat qui sert de limite communale entre Martigues et Sausset-les-Pins. Situé dans une vallée très encaissée de la partie sud-occidentale de la chaîne de la Nerthe, il alimente un petit marécage côtier long d'environ un kilomètre et large d'une centaine de mètres. Le cours d'eau n'est permanent que sur moins d'un kilomètre mais sa taille peut être multipliée par dix à certaines périodes de l'année. Il se jette dans l'anse de Boumandariel. Le bassin versant du Grand Vallat est principalement composé de la petite dépression de Saint-Julien. Les "grand vallat" sont nombreux dans la région (Simiane-La Duranne, Fuveau…). Ce nom pourrait être une identification de la vallée au ruisseau associé.
Le premier ruisseau de la partie nord se jette dans le canal de Caronte à la pointe de Monsieur Laurent. Il est situé dans une zone marécageuse et sa longueur est inférieure au kilomètre. Le second ruisseau de Ferrières se jette trois kilomètres plus à l'est après avoir traversé les quartiers de Pouane et de Saint-Jean. Il est permanent sur moins de 700 mètres mais peut avoir une longueur proche de trois kilomètres. Il sert de limite communale entre Martigues et Port-de-Bouc.
Il y a aussi de nombreuses sources dans la partie nord de Martigues, dont la principale est la source de l'Arc, dans le quartier de Tholon. C'est une source permanente qui s'écoule dans l'étang de Berre situé à une trentaine de mètres de son exutoire. Enfin, il existe de nombreux ruisseaux s'écoulant quelques jours ou quelques semaines après des périodes de précipitations.

### Relief
Le territoire de la commune est très vallonné : l'altitude minimale étant au niveau de la mer, la plus haute étant de 189 m. Les principales plaines naturelles se trouvent dans le quartier de Ferrières et dans la dépression de Saint-Pierre. Le long du canal de Caronte se trouvent aussi plusieurs polders qui forment aujourd'hui une plaine semi-marécageuse vers le viaduc ferroviaire de Caronte.
La partie nord de la commune présente plusieurs collines, culminant rarement au-dessus d'une centaine de mètres, qui séparent l'étang de Berre ou le canal de Caronte de la dépression de l'étang du Pourra. Le plus haut sommet fait partie de l'ensemble des collines de la chapelle de Notre-Dame-des-Marins et culmine à 108 m. Les autres ensembles de collines notables sont celles de Saint-Macaire (92 m) et de Tourret de Vallier (48 m). Ce groupe de collines se poursuit ensuite dans la commune de Saint-Mitre-les-Remparts. Ces collines sont ainsi peu élevées et présentent souvent un plateau assez régulier en guise de sommet. En revanche, les pentes peuvent être très raides. Enfin, le nord de la commune est dominé par le plateau de Figuerolles qui assure la séparation entre l'étang de Berre et les dépressions de l'étang du Pourra et de l'étang de Martignane,.
Le relief de la partie sud est dominé par l'extrémité occidentale de la chaîne de collines de la Nerthe. Cette chaîne est formée à cet endroit de deux sous-chaînes principales qui encadrent la dépression de Saint-Pierre selon des axes est-ouest. La séparation entre les deux alignements de collines a lieu au niveau de la colline de l'ancien moulin de Saint-Julien (164 m d'altitude) à l'est de la dépression de Saint-Pierre. Les sous-chaines sont aussi parfois traversées par des vallées encaissées. Les formes des sommets sont les mêmes que pour la partie nord. Ils sont d'ailleurs souvent injustement dénommés "plaines".
Sur le territoire, la sous-chaîne du nord s'étend de la raffinerie Total Provence jusqu'au village de Lavéra. Elle longe ainsi toute la partie sud du quartier de Jonquières. Sa partie ouest est formée par un important plateau qui couronne la colline de l'Escourillon. Ce plateau culmine à 189 m. Cette altitude diminue en allant vers l'ouest en traversant plusieurs vallons avant de remonter en atteignant le sommet de la Mourre du Bœuf haut de 136 m. Ensuite, la chaine de collines atteint le site de Lavéra où les aménagements industriels l'ont nivelé en plusieurs endroits.
La sous-chaîne sud est moins haute que sa voisine septentrionale mais davantage accidentée. D'ouest en est, les principaux ensembles de collines sont ceux de la Tour de Guet (situé au-dessus du vallon de l'Isle) haut de 143 m d'altitude, celui de Roussignas (136 m), celui de Saublan (environ 145 m) et enfin celui de la Plaine de Cavalas (113 m).

### Climat
Pour des articles plus généraux, voir Climat de Provence-Alpes-Côte d'Azur et Climat des Bouches-du-Rhône.
En 2010, le climat de la commune est de type climat méditerranéen franc, selon une étude du Centre national de la recherche scientifique s'appuyant sur une série de données couvrant la période 1971-2000. En 2020, Météo-France publie une typologie des climats de la France métropolitaine dans laquelle la commune est exposée à un climat méditerranéen et est dans la région climatique  Provence, Languedoc-Roussillon, caractérisée par une pluviométrie faible en été, un très bon ensoleillement (2 600 h/an), un été chaud (21,5 °C), un air très sec en été, sec en toutes saisons, des vents forts (fréquence de 40 à 50 % de vents > 5 m/s) et peu de brouillards.
Pour la période 1971-2000, la température annuelle moyenne est de 15 °C, avec une amplitude thermique annuelle de 16,2 °C. Le cumul annuel moyen de précipitations est de 577 mm, avec 5,9 jours de précipitations en janvier et 1,5 jours en juillet. Pour la période 1991-2020, la température moyenne annuelle observée par la station météorologique installée dans la commune est de 15,9 °C et le cumul annuel moyen de précipitations est de 516,8 mm. 
La température maximale relevée sur cette station est de 39,4 °C, atteinte le 7 juillet 1982 ; la température minimale est de −10,5 °C, atteinte le 12 janvier 1987,,.
| Mois                                  | jan.             | fév.            | mars          | avril           | mai           | juin            | jui.            | août            | sep.            | oct.            | nov.          | déc.            | année      |
| ------------------------------------- | ---------------- | --------------- | ------------- | --------------- | ------------- | --------------- | --------------- | --------------- | --------------- | --------------- | ------------- | --------------- | ---------- |
| Température minimale moyenne (°C)     | 5,8              | 5,3             | 8,2           | 10              | 14,1          | 17,5            | 19,8            | 20,3            | 16,5            | 13,9            | 9,1           | 6,5             | 12,3       |
| Température moyenne (°C)              | 8,7              | 8,8             | 11,9          | 13,9            | 18            | 21,8            | 24,2            | 24,8            | 20,5            | 17              | 12            | 9,3             | 15,9       |
| Température maximale moyenne (°C)     | 11,6             | 12,3            | 15,6          | 17,8            | 21,8          | 26,1            | 28,6            | 29,1            | 24,4            | 20,1            | 14,9          | 12,1            | 19,5       |
| Record de froid (°C) date du record   | −10,5 12.01.1987 | −8,6 04.02.1963 | −7 07.03.1971 | 1 15.04.1973    | 5 04.05.1967  | 8,1 02.06.1962  | 12 17.07.00     | 11,8 30.08.1986 | 7,4 21.09.1977  | 2,2 31.10.1997  | −3 27.11.1989 | −9,4 27.12.1962 | −10,5 1987 |
| Record de chaleur (°C) date du record | 21 28.01.02      | 20,8 18.02.1998 | 26 30.03.1976 | 28,4 27.04.1984 | 32 28.05.1997 | 36,8 16.06.1981 | 39,4 07.07.1982 | 37,8 13.08.1998 | 34,2 07.09.1988 | 31,5 02.10.1997 | 23 11.11.1984 | 19,4 29.12.1974 | 39,4 1982  |
| Précipitations (mm)                   | 47,2             | 28,5            | 21,7          | 55              | 36,4          | 19,5            | 6,8             | 20,3            | 95,8            | 80              | 61,5          | 44,1            | 516,8      |

| Diagramme climatique                                  |             |             |          |              |              |             |          |              |            |             |             |
| J                                                     | F           | M           | A        | M            | J            | J           | A        | S            | O          | N           | D           |
| 11,65,847,2                                           | 12,35,328,5 | 15,68,221,7 | 17,81055 | 21,814,136,4 | 26,117,519,5 | 28,619,86,8 | 29,120,3 | 24,416,595,8 | 20,113,980 | 14,99,161,5 | 12,16,544,1 |
| Moyennes : • Temp. maxi et mini °C • Précipitation mm |             |             |          |              |              |             |          |              |            |             |             |

Les paramètres climatiques de la commune ont été estimés pour le milieu du siècle (2041-2070) selon différents scénarios d'émission de gaz à effet de serre à partir des nouvelles projections climatiques de référence DRIAS-2020. Ils sont consultables sur un site dédié publié par Météo-France en novembre 2022.

#### Données
Le tableau ci-dessous indique les températures et les précipitations pour la période 1971-2000 :
| Mois                                     | J    | F    | M    | A    | M    | J    | J    | A    | S    | O    | N    | D    | année |
| ---------------------------------------- | ---- | ---- | ---- | ---- | ---- | ---- | ---- | ---- | ---- | ---- | ---- | ---- | ----- |
| Températures maximales (°C)              | 11,0 | 12,4 | 15,2 | 17,4 | 21,8 | 26,0 | 29,6 | 29,3 | 25,2 | 20,0 | 14,4 | 11,8 | 19,5  |
| Températures moyennes (°C)               | 6,8  | 7,9  | 10,3 | 12,6 | 16,7 | 20,6 | 23,9 | 23,7 | 20,1 | 15,5 | 10,3 | 7,8  | 14,7  |
| Températures minimales (°C)              | 2,6  | 3,4  | 5,3  | 7,7  | 11,6 | 15,2 | 18,1 | 18,1 | 14,9 | 11,0 | 6,2  | 3,8  | 9,9   |
| Précipitations (hauteur en mm)           | 62   | 48   | 47   | 56   | 40   | 37   | 15   | 31   | 64   | 99   | 54   | 56   | 606,2 |
| Source: Météo France / Station de Istres |      |      |      |      |      |      |      |      |      |      |      |      |       |

### Voies de communication et transports

#### Réseau routier
Le territoire de la commune est traversé par trois axes routiers majeurs. L'autoroute A 55 va de Martigues à Marseille en empruntant notamment le viaduc de Martigues par-dessus le canal de Caronte. Cette autoroute se prolonge ensuite vers Fos-sur-Mer et Port-de-Bouc via la RN 568. Enfin, la route RD 5 permet de réaliser l'axe Martigues - Istres. La fréquentation de ces trois grands axes est la suivante :
| Trafic par jour                               | 1994   | 1995   | 1996   | 1997   | 1998   | 1999   | 2000   | 2001   | 2002   | 2003   | 2004   |
| RN 598 Martigues/Port-de-Bouc                 | 44 440 | 45 880 | 43 760 | 46 294 | 47 524 | 47 460 | 48 594 | 50 581 | 51 169 | 51 424 | 46 344 |
| Viaduc de Martigues A55 Marseille/Fos-sur-Mer | 58 349 | 59 802 | 57 887 | 60 422 | 66 211 | 68 671 | 69 984 | 72 676 | 75 208 | 73 843 | 75 588 |
| RD 5 Martigues/Istres                         | 22 886 | 24 662 | 20 997 | 20 362 | 20 765 | 21 669 | 21 832 | 22 606 | 22 863 | 21 013 | 27 104 |

#### Réseau de transport en commun
Le réseau de bus Ulysse a été créé le 27 janvier 2012, par le regroupement de la régie des bus municipaux de Martigues, les bus du Soleil, avec le 'réseau des transports de Ouest Provence le bus, au sein du Syndicat mixte de gestion et d'exploitation des transports urbains Ouest-Étang de Berre.
Depuis fin 2021, Martigues possède un Pôle d'échanges Multimodale situé en face de la Halle

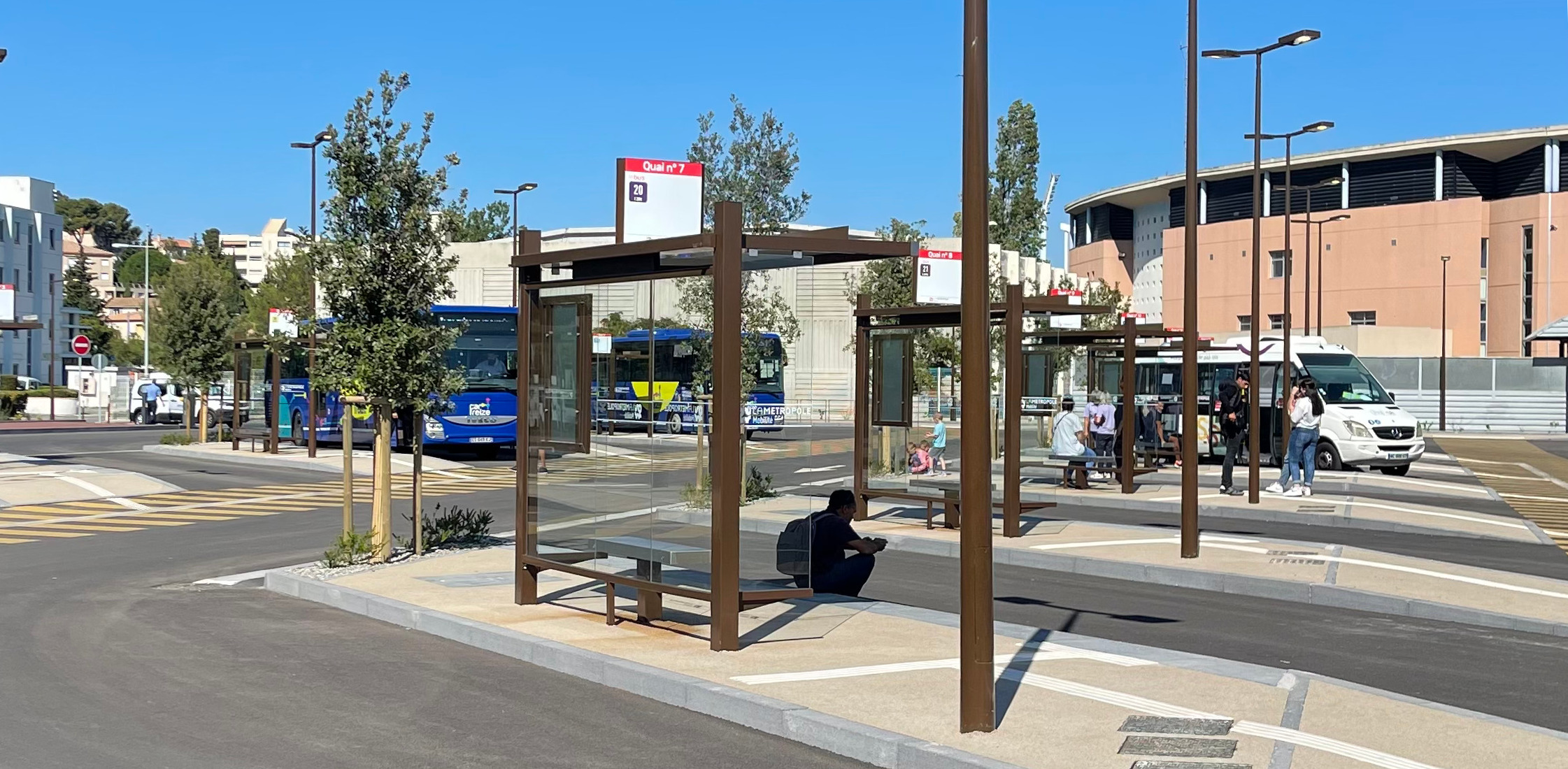
Pôle d'échanges

Le réseau est constitué de 26 lignes d'autobus, dont 2 lignes interurbaines "LeCar" et prochainement 3 BHNS "LeBus+"
La couverture de la ville de Martigues comprend 12 lignes exploités par la RTM Ouest Métropole :
- - 02 : Martigues - Port de Bouc - Fos sur Mer - Port st Louis
  - 20 : Pôle d'Échanges - Conservatoire
  - 21 : Gustave-Eiffel ↔ Canto-Perdrix
  - 22 : Martigues Figuerolles ↔ Port de Bouc Aigues Douces
  - 23 : Pôle d'échanges ↔ Lavéra ZI (écopolis & INEOS) (horaire variable) ↔ Lavéra ↔ St Pierre ↔ Laurons
  - 24 : Gueule d'Enfer ↔ Parc de Figuerolles ↔ Zac des Étangs (Saint-Mitre-les-Remparts, zone commerciale uniquement)
  - 25 : Martigues Pôle d'échanges ↔ Istres Gare Routière ↔ Miramas Gare SNCF
  - 26 : Pôle d'échanges ↔ Vigneros (dessert le cimetière de Réveilla 2 fois / jour)
  - 29 : Martigues Pôle d'échanges ↔ Saint Mitre-les-Remparts ville ↔ Istres
  - 30 : Pôle d'échanges ↔ Couronne-Carro (avec dessert st Pierre et Saulce selon les horaires)
  - 31 : Martigues Pôle d'échanges ↔ Port de Bouc Centre Commercial
  - SNCF : Guy Moquet ↔ Pôle d'échange

La commune est desservie par plusieurs lignes du réseau la Métropole Mobilité (anciennement Cartreize) :
- 34 : Martigues - Marseille
- 38 : Martigues - Châteauneuf-les-Martigues - Gignac-la-Nerthe - Aéroport Marseille-Provence
- 39 : Martigues - Châteauneuf-les-Martigues - Gignac-la-Nerthe - Aix-en-Provence
- 55 : Martigues - Sausset-les-Pins - Carry-le-Rouet - Gignac-la-Nerthe - Marignane

#### Réseau ferroviaire
La commune de Martigues est traversée du nord-ouest au sud-est par la ligne de la Côte Bleue (Miramas - Marseille), soit 12 kilomètres de voies, sans compter les embranchements industriels de Caronte (la Gaffette) et de Lavéra (site pétrochimique et port pétrolier).
Le service des voyageurs est réparti sur trois gares situées à Croix-Sainte, Lavéra et la Couronne : 13 relations par jour dans chaque sens (8 les samedis et dimanches), mettant Martigues à 25 minutes d'Istres et 50 minutes de Marseille.
Le transport ferroviaire est en forte croissance sur Lavéra. Ce transport est très largement orienté vers le fret comme le montrent les chiffres d'affaires 2003 des deux branches :
| Trafic       | C.A. (en euros) |
| Voyageurs    | 851 249         |
| Marchandises | 35 973 225      |

Cette gare compte pour 1,5 % du fret national et 8,7 % du fret en Provence-Alpes-Côte d'Azur. Située sur un important point d'arrivée des hydrocarbures en France, elle se caractérise par un fort trafic d'expéditions et un faible trafic d'arrivage :
|         | Expéditions (tonnes) | Arrivages (tonnes) |
| Chimie  | 470 663              | 223 201            |
| Pétrole | 271 254              | 9 200              |
| Gaz     | 384 331              | 1 222              |
| TOTAL   | 1 126 247            | 233 623            |

## Urbanisme

### Typologie
Au 1er janvier 2024, Martigues est catégorisée grand centre urbain, selon la nouvelle grille communale de densité à 7 niveaux définie par l'Insee en 2022.
Elle appartient à l'unité urbaine de Marseille-Aix-en-Provence, une agglomération inter-départementale dont elle est une commune de la banlieue,. Par ailleurs la commune fait partie de l'aire d'attraction de Marseille - Aix-en-Provence, dont elle est une commune d'un pôle secondaire,. Cette aire, qui regroupe 115 communes, est catégorisée dans les aires de 700 000 habitants ou plus (hors Paris),.
La commune, bordée par la mer Méditerranée, est également une commune littorale au sens de la loi du 3 janvier 1986, dite loi littoral. Des dispositions spécifiques d’urbanisme s’y appliquent dès lors afin de préserver les espaces naturels, les sites, les paysages et l’équilibre écologique du littoral, tel le principe d'inconstructibilité, en dehors des espaces urbanisés, sur la bande littorale des 100 mètres, ou plus si le plan local d’urbanisme le prévoit.

### Occupation des sols
L'occupation des sols de la commune, telle qu'elle ressort de la base de données européenne d’occupation biophysique des sols Corine Land Cover (CLC), est marquée par l'importance des forêts et milieux semi-naturels (48,6 % en 2018), en diminution par rapport à 1990 (50,9 %). La répartition détaillée en 2018 est la suivante : milieux à végétation arbustive et/ou herbacée (29 %), zones urbanisées (18,7 %), forêts (16,8 %), zones industrielles ou commerciales et réseaux de communication (14 %), zones agricoles hétérogènes (11,1 %), espaces ouverts, sans ou avec peu de végétation (2,8 %), eaux maritimes (2,5 %), cultures permanentes (2,1 %), mines, décharges et chantiers (1,1 %), espaces verts artificialisés, non agricoles (0,9 %), zones humides côtières (0,7 %), prairies (0,4 %). L'évolution de l’occupation des sols de la commune et de ses infrastructures peut être observée sur les différentes représentations cartographiques du territoire : la carte de Cassini (XVIIIe siècle), la carte d'état-major (1820-1866) et les cartes ou photos aériennes de l'IGN pour la période actuelle (1950 à aujourd'hui).

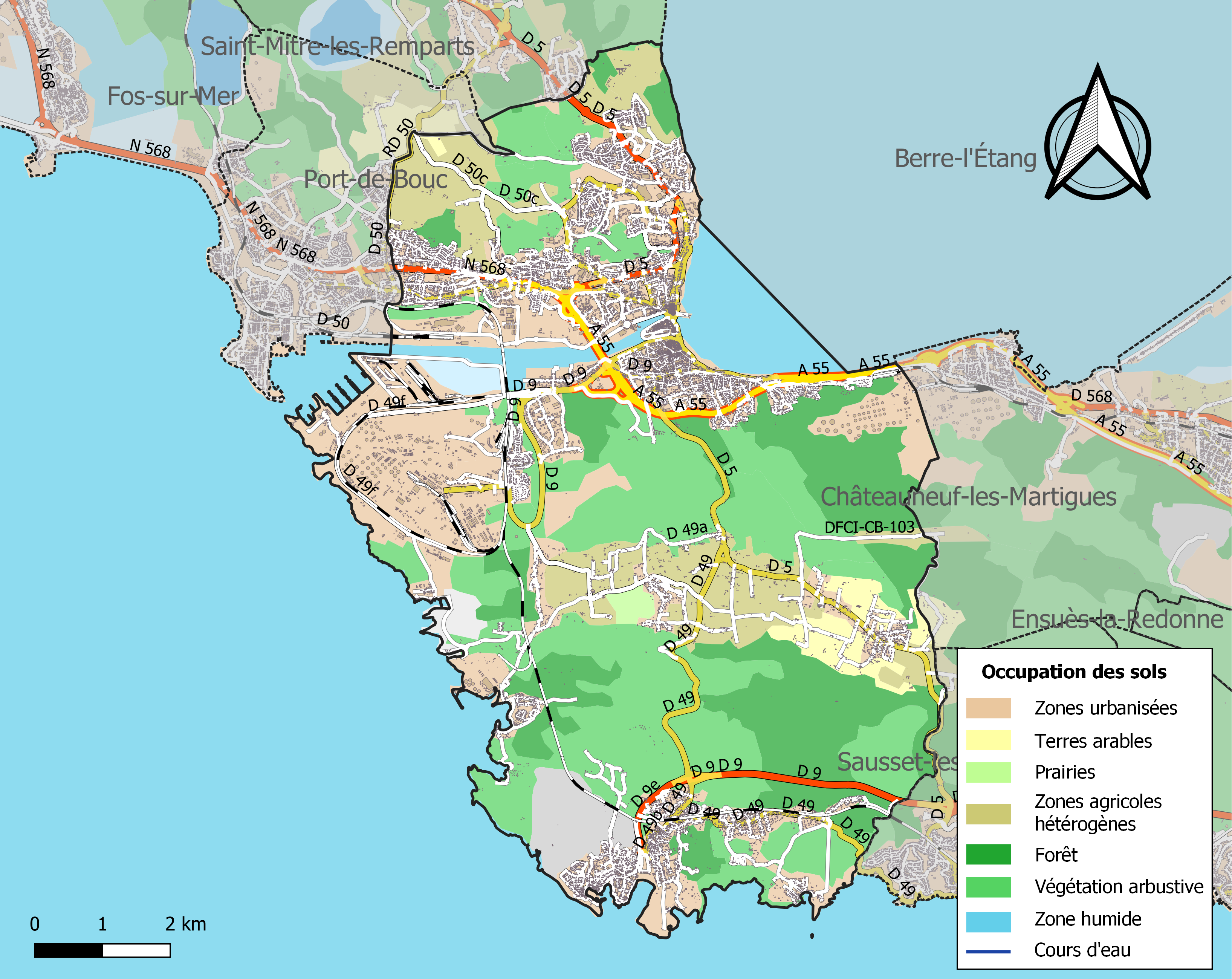
Carte des infrastructures et de l'occupation des sols de la commune en 2018 (CLC).

### Morphologie urbaine

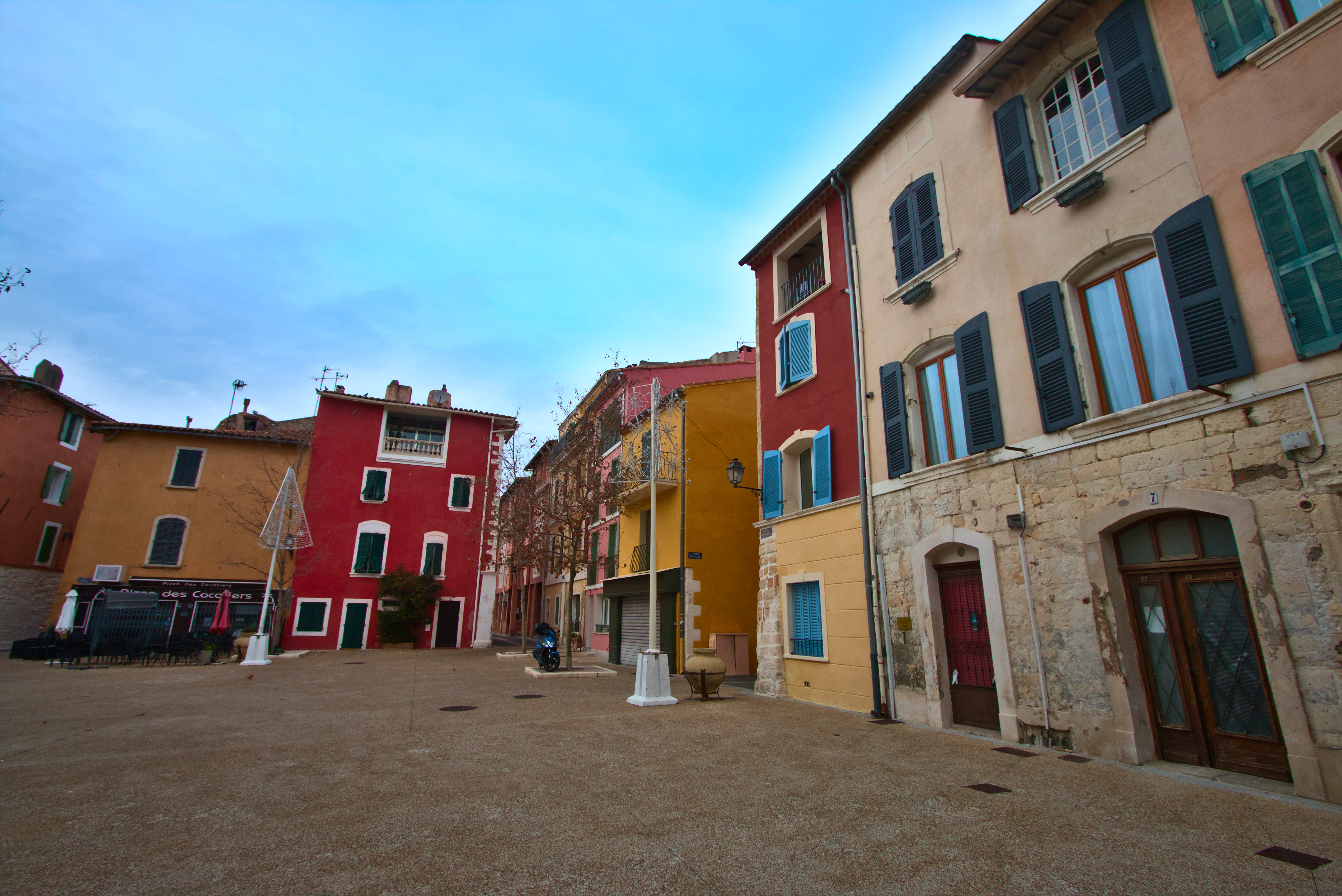
La place Mirabeau dans le quartier de l'Île.

En 2009, sur les 7 144 hectares de la commune, environ 3 300 sont considérés comme zones naturelles (dont 700 de forêt), 1 050 comme zones agricoles et 750 comme faisant partie de la zone d'activité industrielle de Lavéra. La surface des terrains communaux est de 3 127 ha.

### Logement
Le parc de logements tend à augmenter : 16 088 en 1982, 18 602 en 1990 (+15,6 %) et 20 684 en 1999 (+11,2 %). La part des résidences principales est de 86,5 % en 1999. Ce taux augmente légèrement puisqu'il était de 85 % en 1982. En 1999, le nombre de logements secondaires était de 1 382 (6,7 %) et celui de logements vacants à 1 385 (6,7 %). Le nombre d'occupants par logement diminue constamment passant de 2,88 en 1982 à 2,35 en 1999. Sur l'ensemble de ce parc, le nombre de logements sociaux est de 5 870.
Une Convention générale de gestion urbaine de proximité a été signée en 2009 entre la commune, le département, la région, l'État, les bailleurs sociaux et la CAPM. Elle prévoit la rénovation de 3 000 logements dans les quartiers de Boudème, Paradis Saint-Roch, Canto-Perdrix, Mas de Pouane et Notre-Dame-des-Marins, ces trois derniers étant des quartiers prioritaires. 55 millions d'euros devraient être investis jusqu'en 2012 (43 provenant de la commune et 12 de la région).
Bras armé de la politique de logement de la ville, la Société d’économie mixte immobilière de la ville de Martigues (Semivim), dont le président directeur général est le maire Gaby Charroux, a été fondée en 1961 : près d’un habitant sur dix vit dans l’un des 3 000 logements du parc immobilier de la Semivim, un actif qui est valorisé à près de 160 millions d’euros en 2022. Le bailleur social municipal commande chaque année près de 20 millions d’euros de marchés publics aux entreprises. En 2021 et 2022, la Société d’économie mixte immobilière est secouée par une crise profonde dont fait état la presse nationale,. La directrice de patrimoine et son conjoint sont mis en examen pour plusieurs chefs d’accusation relatifs à des malversations financières supposées au sein de l’Office HLM. Au total, dix personnes dont un élu municipal et la directrice générale de la Semivim se retrouvent mis en examen.

### Projets d'aménagements
La direction de l’aménagement et de l'urbanisme est formée de 25 personnes. En 2004, elle a instruit 1 156 permis de construire. L'une des opérations majeures d'urbanisme de la ville est le ravalement des façades du centre-ville. 909 façades de logements et 177 devantures ont ainsi été refaites entre 1988 et 2004 pour un coût de 3 942 226,15 €.

## Toponymie
Le nom de la localité est attesté sous les formes Martigum en 964, [stagnum] Marticum en 1057.
Albert Dauzat croit reconnaître dans le premier élément Mart-, une racine pré-indo-européenne (non attestée) *mart- « rocher », suivi du suffixe -icu(m). Ce nom s'est d'abord appliqué à l’étang de Berre qui aurait été un « étang des rochers »
Le nom de Martigues, en occitan provençal, est lo Martegue en norme classique ou lou Martegue en norme mistralienne. Le gentilé martegau, martegala a été repris en français (martégal, -e).
Microtoponymie
Collet redon : Collet signifie ici colline. Redon = rond. Redon par analogie est aussi le nom d'une sonnaille de troupeau.
verdon : terme préceltiqueque vara, qui sert à désigner l’eau.
Bonnieu : Il s'agit d'une formation toponymique gauloise (rare ici) ou gallo-romane en -(i)acum (forme latinisée du suffixe celtique continental -acon), suffixe locatif à l'origine, devenu également un élément marquant la propriété. La forme prise par ce suffixe dans domaine franco-provençal aboutit généralement à la terminaison -ieu, alors qu'ailleurs, c'est plutôt -(e)y / -(a)y (ou -ac dans le domaine d'oc).
La marrane : juif ou Maure converti au catholicisme de force par l'inquisition et continuant sa religion en secret. De l’espagnol marrano (« porc »).
Les bregues : machoirs (provençal)
cavalas : cheval
Estret : passage etroit, défilé
La gacharelle : latin médiéval gachare ou provençal gachar signifient la même chose : épier, faire le guet.
Gros Mourre, la Mourre du Bœuf : mourre = colline, sommet, plus exactement museau, groin.
Pereires : lieu planté de poiriers, ou déformation de peyres (pierres)
Vallon de Cheillands : hypothèse : « le caylar », de l’occ. castelar (château-fort, bourg perché et fortifié), du lat. castellare, de castellum. ou bien du gaul. ou ligure calania (fougère)
Vallon de la crotte : méconnaissance possible du provençal lors du relevé lei croto = "les caves"
La Gatasse : provenç. gastar, guastar : gâtée abimées
Lavéra : origine celte, suffixe -acum = lieu voir ci dessus
Les ubacs : versant nord
Le grand Vallat : vallat = ruisseau. L'adjectif Grand sous entend qu'il ne tarit pas.
les Roussures, Roussignas, les rouges : soit la couleur de la terre ocre, soit les sumacs (lou rous en provençal)

## Histoire

### Préhistoire
Martigues abrite des communautés humaines depuis l'époque néolithique comme l'attestent des fouilles menées sur les sites du Collet-Redon (-4300 à -3800), de La Gacharelle, au village de Saint-Pierre (de - 3400 à -2600), vers le village de Ponteau ou encore vers La Couronne (-2800 à -2500), qui donne ainsi son nom à la culture couronnienne de la fin du quatrième millénaire à une partie du troisième (-3200 à -2500), entre le Chasséen et le Campaniforme. De plus, de nombreux autres sites ont fait simplement l'objet d'un repérage et n'ont pas encore été explorés. Ces sites ont révélé quelques outillages en silex comme des meules ou des haches.
Vers 1800 av. J.-C., ces sites prennent davantage d'ampleur avec l'édification de murailles en particulier au Collet Redon. Des ensembles funéraires sont aussi relevés sur la période. Par exemple, les fouilles ont permis de retrouver un tertre vers le village de Ponteau.
Trois cents ans plus tard, vers 1500 av. J.-C., les sites d'Albion et des Salins commencent à être occupés par des habitats lacustres où les fouilles ont révélé un important mobilier et des traces de pilotis. Ces villages semblent avoir été occupés du XIVe jusqu’au VIIIe siècle av. J.-C. de manière continue.

### Périodes celtique, grecque et romaine

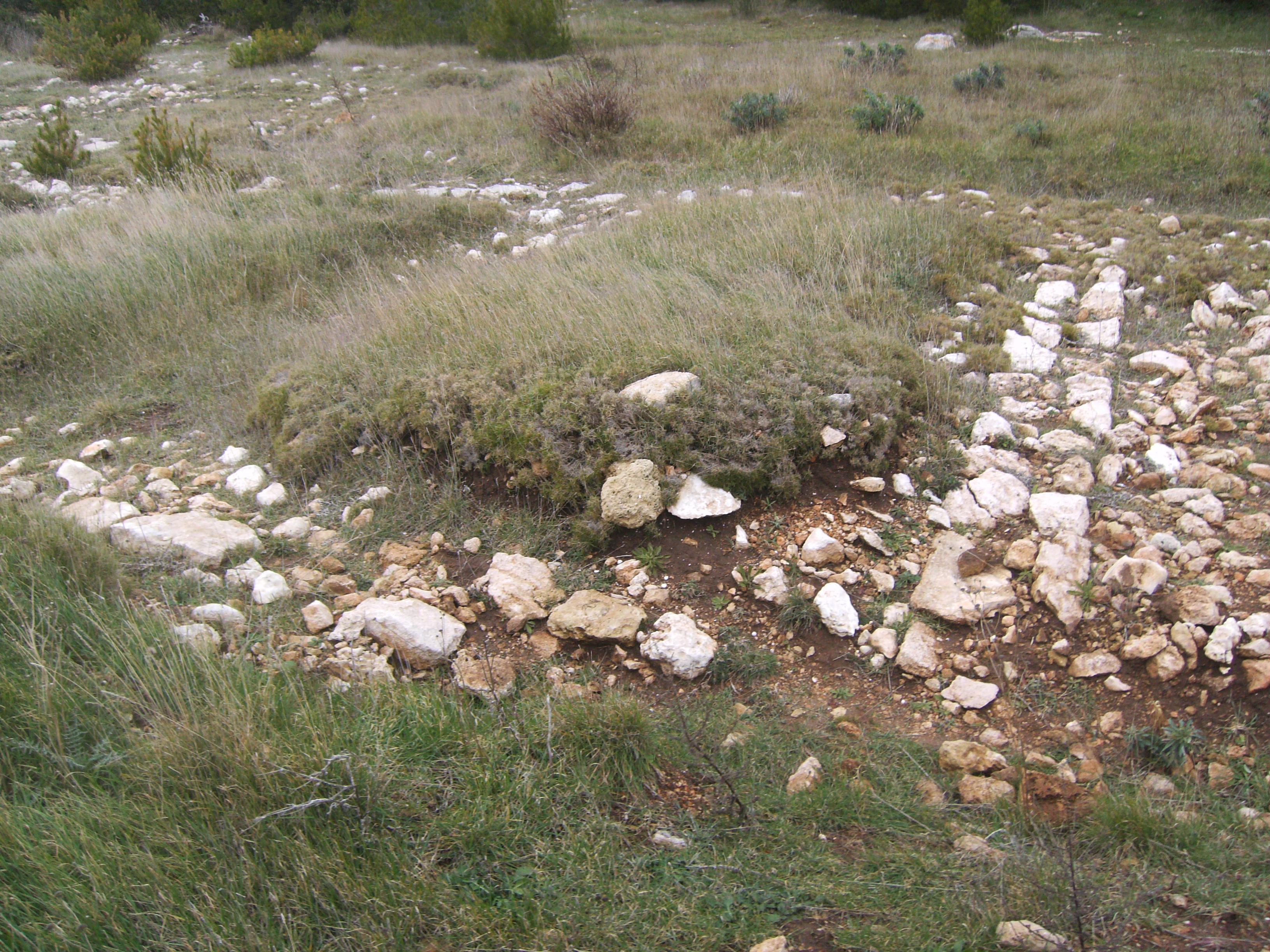
Vestiges des murs d'une habitation du village des Tamaris.

Le VIIe siècle av. J.-C. voit une transformation radicale des habitats martégaux avec l'apparition de véritables centres urbains. La région martégale est désormais habitée par un peuple d'origine celto-ligure nommé Avatiques. L’oppidum grec de Saint-Blaise, fondé vers -650 sur le territoire actuel de Saint-Mitre-les-Remparts, tend ainsi à devenir la principale agglomération de l’ouest de l’étang de Berre. Elle concurrencera même Marseille pendant un temps. La découverte d'un mur de 8m d'épaisseur datant de la deuxième moitié du VIIe siècle en fait la plus ancienne de la région. Les objets étrusques et grecs (amphores, cratères, coupes) datant de la même époque pourraient en faire le lieu de peuplement initial pour les grecs, selon Jean Chausserie-Laprée qui rejoint ainsi les écrits de Trogue Pompée six siècles après l'épisode. Plus au sud, sur le rivage de la mer Méditerranée, se forment les deux villages des Tamaris (-640--560) et de l'Arquet (-625--560)sur deux promontoires voisins. Ces deux villages ne sont occupés que l’espace d’une ou deux générations avant d’être abandonnés. Le village de Tamaris présente aussi le caractère remarquable d’être le plus vieil ensemble urbain indigène du sud de la France. La période voit aussi l'émergence de petits villages situés sur des sommets particulièrement difficiles d'accès comme les oppidum de l'Escourillon ou de la Mourre du Bœuf.
Après les centres côtiers des Tamaris et de l’Arquet, des sites plus importants commencent à apparaître. La colline de Saint-Pierre est occupée à partir de 550 av. J.-C.. Le site deviendra progressivement le plus important oppidum avatique et la principale ville dans l’ouest de la chaîne de la Nerthe. Vers 475 av. J.-C., un autre centre urbain avatique d'importance se met en place sur l’Île. Ces trois centres connaissent une occupation continue pendant plusieurs siècles. Les relations avec Marseille sont d'abord relativement pacifiques. Des échanges auront lieu entre Celtes et Massaliotes. Vers la fin du IIIe siècle av. J.-C., les Avatiques semblent ainsi être les premiers indigènes à avoir utilisé l'écriture grecque. Cependant, avec la prise de Phocée par les Perses et la fuite de ses habitants vers leur domaine colonial, la puissance marseillaise a considérablement augmenté. De fait, Marseille a le monopole du marché provençal d’amphores. Il semble que Marseille ait cherché à diviser les peuples gaulois. Cela n’exclut cependant pas quelques interventions directes. Au IVe siècle av. J.-C., le village de l’Arquet, reconstruit près d’importantes carrières, est rasé. La plus violente crise militaire entre Avatiques et Marseillais date de la période -200--190 av. J.-C. La ville de l’Île est détruite, mais rapidement reconstruite.
Cette opposition n'empêche pas les celto-ligures de profiter des avancées technologiques des Phocéens. Dans des couches datées entre 375 et 325 avant notre ère, il a été découvert des vases contenant des résidus de moût, donc qui avaient servi à une production de vin indigène. À la même période ont été identifiées ici les plus anciennes huileries.
La fin du IIe siècle av. J.-C. est marquée par la destruction de Saint-Blaise par les Romains ou par un peuple indigène vers 125 av. J.-C. En 123 av. J.-C., Marseille demande l'aide de Rome pour éliminer les Salyens. L'oppidum d'Entremont est ainsi détruit par les Romains qui occupent la région où ils fondent notamment Aix-en-Provence (122 av. J.-C.). Entre -104 et -102, les Romains occupent directement le secteur de Martigues et creusent le premier canal à travers l’étang de Caronte. Les eaux de l’étang de Berre, alors presque douces, voient leur salinité augmenter. Dans la foulée de l’occupation romaine, Marseille prend le contrôle des territoires à l’ouest de l'étang. Saint-Pierre semble cependant échapper à ce mouvement. L’oppidum survivra aussi à la chute de Marseille en 49 av. J.-C. qui voit pourtant de nombreux habitats gaulois être détruits.
Les Romains fondent alors Maritima Avaticorum sur le site de Tholon peu après leur prise de la région. La cité est d'abord concurrencée par Saint-Pierre, mais finit par l’emporter quand l’oppidum est abandonné à la fin du Ier siècle av. J.-C. Des villas romaines sont construites un peu partout sur le territoire de la commune pendant l’Empire. Le déclin romain et la prise d’Arles (480) entraîne l’abandon de Maritima Avaticorum, non fortifiée et exposée dans la plaine, au profit des hauteurs comme le site de l’ancien oppidum de Saint-Blaise.

### Moyen Âge
Les invasions barbares contraignent donc les habitants à gagner les hauteurs et le secteur de l’Île et ses environs. Un village de pêcheurs existe à Saint-Geniès en 540. En 963, un acte du pape Léon VIII indique la persistance de ce village situé près de l’ancien collège Picasso (aujourd’hui l’école de danse municipale). En 1078, le seigneur des Baux, le vicomte de Marseille, le comte de Provence et l’Archevêché d’Arles se mettent d’accord pour construire un château sur l’Île de Martigues. Des différends finiront par éclater entre ces partis.
Tout d’abord, le village de Saint-Geniès demanda au seigneur de Fos, son suzerain, une autonomie accrue qui lui fut refusée en 1218. La région subit ensuite les luttes d’influence entre Marseillais, archevêque d’Arles et comte de Provence. Raimond Bérenguer V, qui a alors du mal à prendre le contrôle de la Provence, souhaite faire de Martigues une ville nouvelle et importante sur laquelle baser son autorité. Le 11 janvier 1224, à la suite d'un accord avec l’archevêque d’Arles, Raimond obtient le contrôle de la ville tandis que l'archevêque garde celui des bourdigues. Les Marseillais cherchent à l’empêcher et s’emparent de la ville avant lui. Ils se fortifient dans l’île de Brescon mais une contre-attaque du comte et des Arlésiens réussit à les en déloger. En 1225, Raimond Bérenguer V accepta que les Marseillais maintiennent leurs fortifications à Bouc (sur l'îlot de « Corenthe » qui deviendra Caronte) mais n'en construisent plus aucune autre, de détruire les siennes à Saint-Geniès à condition que la ville lui verse 25 000 sous,. Enfin, le 11 janvier 1226, l’archevêque d’Arles cède ses droits sur Ferrières au même comte Raymond Bérenger V à la condition d’y construire une ville nouvelle,. Sous le règne de Charles d’Anjou (1246-1285), les Marseillais perdent le contrôle des fortifications de Bouc. La ville est ensuite cédée à Raymond de Baux (1354) puis à Jean d’Arcufia de Cayro (en 1375) par décision de la reine Jeanne à la mort sans héritiers de Raymond. De Cayro la rendit en 1382 et Martigues fut réuni au domaine des rois de Provence.
Au cours de cette période, la ville commence à évoluer et à s'affirmer au niveau commercial et seigneurial. La petite communauté juive des rives de l'étang de Berre fait les frais de la mutation et perd le contrôle du commerce de grain. Elle est en effet durement concurrencée par les seigneurs locaux et les marchands italiens. De plus, la montée de l'antisémitisme en Provence au XIVe siècle lui fait perdre les offices qu’elles occupent (à Berre notamment mais aussi à Saint-Geniès et à l’Île). Cette communauté finit par subir de graves problèmes financiers à partir de la décennie 1390. Ils finissent par migrer vers Arles et Marseille ne jouant plus qu’un rôle très ponctuel. Le commerce local est désormais entièrement aux mains des seigneurs et du clergé propriétaires de droits sur les rives de l'étang (par exemple les seigneurs de Fos ou de Berre et le prieur de Saint-Geniès pour le XIVe siècle) qui négocient avec des marchands génois ou florentins basés à Avignon et Marseille.
Trois bourgs sont ainsi peu à peu formés à la jonction de l'étang de Berre et de l'étang de Caronte. Ces trois bourgs forment déjà un même ensemble urbain, mais ils n'en restent pas moins distincts pendant tout le Moyen Âge. Le bourg de l'Île est le centre de l'ensemble. Sur la rive nord, se trouve celui de Ferrière et sur la rive sud celui de Jonquières. L'ensemble est entouré de remparts,. Plus au sud, le village de La Couronne éprouve des difficultés à se maintenir le long de la côte et semble un temps abandonné vers 1350. Le village de Saint-Geniès est lui aussi abandonné vers cette même période, qui voit la peste de 1346 sévir. Privés d'autonomie, ses habitants ont peu à peu gagné l'Île et en 1323, il était indiqué que le lieu était délabré. L'autorisation, donnée en 1385, de prélever les pierres du rempart du village scella la fin définitive de cet habitat.
Le nouveau site, bien protégé à l'intérieur des terres et relié à la mer par l'étang de Caronte, vit son importance croître au cours des siècles. Le port de Bouc, construit à l'embouchure de la passe de Caronte avec la mer Méditerranée, commence même à s'afficher en rival de celui de Marseille. Le mouvement est favorisé par les seigneurs de Provence qui se méfient de Marseille.
Au moment de la crise de succession qui s’ouvre à la fin du règne de la reine Jeanne Ire, Martigues est une des rares villes, avec Marseille et Arles, à se rallier dès 1382 à l’Angevin Louis Ier. Les Marseillais assiègent et prennent Châteauneuf-les-Martigues et tentent le blocus du port de Bouc. Martigues est ensuite cédé à Nicolas du Roux puis récupéré par les rois de Provence en 1414 et fera partie de leur domaine jusqu'en 1473.

### Du Moyen Âge à la Révolution
Le 15 juin 1526, Francois Ier accorda aux Marseillais le droit de pêcher dans les eaux de « Martigues ». Sous son règne, la vicomté est donnée à Pierre de Navarre (Pedro Navarro), un capitaine espagnol, en 1516 puis à Jean Caraccioli, capitaine italien déjà prince de Melphi, en 1526.
En 1580, la vicomté de Martigues (érigé en 1472) est érigée en principauté. À son extension maximale, la principauté de Martigues comprendra outre la vicomté de Martigues, les baronnies de Berre, d'Entressen, d'Istres, de Lançon, de Saint-Mitre et de Châteauvieux, ainsi que les seigneuries de Ferrières, de Jonquières, de Fos, de Châteauneuf, de Rognac, des Pennes et de Carry.

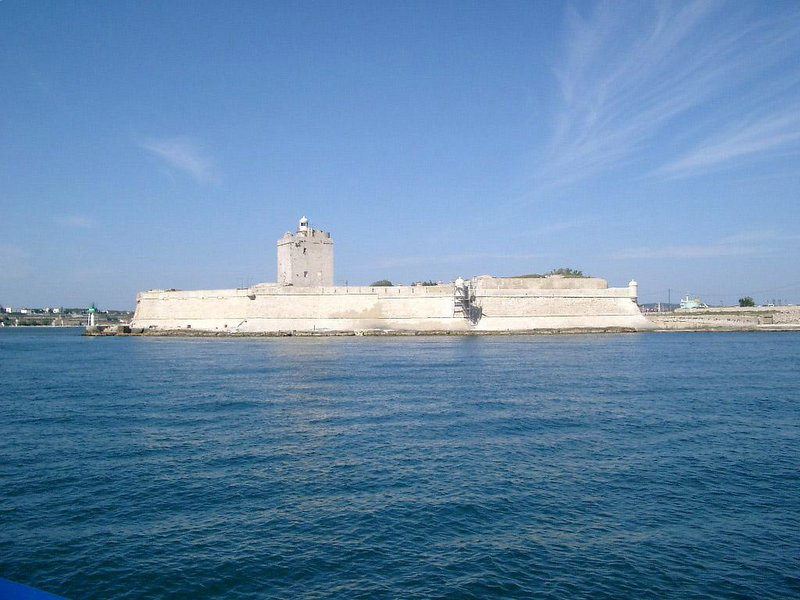
Le fort de Bouc vu de la mer

Les côtes subissent une attaque génoise en 1536 mais la défense du fort de Bouc permet à la ville d'éviter l'invasion. En 1560, le bourg de l'Île renforce sa défense avec la construction de la tour fortifiée de l'horloge (détruite en 1864).
À partir de 1549, Henri II cherche à rassembler Ferrières, l'Île et Jonquières en une même communauté. Le 14 mai 1564, la ville reçoit même la visite du roi Charles IX dans ce but. La vicomté est ensuite restituée en 1564 à la famille du Luxembourg évincée par Louis XI. Finalement, la fusion des trois bourgs aura lieu le 21 avril 1581 pour donner naissance à Martigues après la création de la principauté. Cette communauté compte alors près de quatre mille habitants dont la moitié pour l'Île. Elle est gouvernée par une assemblée de soixante conseillers, chaque quartier en fournissant vingt. Dès l'année suivante, la ville se rallie à la Ligue catholique des ducs de Guise. En 1589, elle est prise par l'armée royale mais se révolte en 1593 et reprend le fort de Bouc avec une aide marseillaise. La situation se calmera entre 1595 et 1599. En 1664, année de réalisation du fort de Bouc actuel, les flottes martégales et marseillaises rivalisent avec respectivement sept mille et huit mille tonneaux. Cependant, au XVIIe siècle, Louis XIV et Colbert réorganisent largement la France et le ministre de la Marine décide de faire de Marseille le principal port méditerranéen. Il tranche donc définitivement en faveur de Marseille en laissant les institutions judiciaires marseillaises régler les différends entre pêcheurs marseillais et martégaux. Martigues, qui compte peut-être deux mille habitants en 1688,, commence alors à péricliter. Plusieurs catastrophes vont frapper la ville en moins de vingt ans. Tout d'abord, une épidémie en 1705 (probablement de rougeole ou de variole) qui cause la mort de nombreux enfants. Ensuite, la vague de froid de l'hiver 1709-1710 (environ 1 500 morts) et l'épidémie de peste de 1720 (d'environ 2 150 à 2 440 morts,) décime une grande partie de la population. Marseille fut aussi sévèrement touchée par l'épidémie de peste mais La Ciotat, autre port concurrent de la région, fut épargné. De plus, les guerres menées sous Louis XIV et Louis XV ruinent les marchands de la Ville avec la perte de plus de 300 tartanes et touchent le cœur de l'économie de la ville.
Une partie des marins martégaux participera alors au commerce marseillais (avec également les marins de La Ciotat). Ainsi, au milieu du XVIIIe siècle, un quart des capitaines trafiquant dans le port de Marseille sont natifs de Martigues. Ils se livrent au commerce du blé et à la traite.

### Révolution française
À la veille de la Révolution, la population ne compte plus que 7 000 habitants même si elle se classe encore 7e ville de Provence. Elle demeure un des principaux fiefs de Provence, mais la ville est désormais essentiellement tournée vers la pêche. Frappée par la famine due à une mauvaise récolte et la rigueur de l'hiver 1789 (l'étang de Berre gèle), la population accueille plutôt bien la Révolution. Les cahiers de doléances de la ville montrent des préoccupations centrées sur la demande d'égalité devant l'impôt pour tous, sur la réorganisation de la constitution provençale et sur les problèmes de pêche et de navigation de la Ville.
Le 14 février 1790, les élections désignent Louis Puech comme premier maire de la Ville. Lors du nouveau découpage du territoire en départements, Martigues s'oppose à Salon pour devenir chef-lieu de district. En avril 1793, Salon l'emporte grâce à son engagement du côté des Montagnards. Martigues s'engage alors avec les sections fédérées de Marseille. Ce mouvement contre-révolutionnaire proche des Girondins connaît d'abord quelques succès comme la prise de Salon le 16 mai, mais la défaite devant l'armée du général Carteaux entraîne l'occupation de la ville le 25 août. Le bilan de la répression à Martigues fait état de onze morts (huit guillotinés dont le maire et trois suicidés). Seize autres personnes quittent la ville.
Le comité de surveillance est institué en 1793. Il est un des plus radicaux du département, et travaille en liaison étroite avec le comité de surveillance du Congrès républicain des départements méridionaux. Son institution marque en quelque sorte l’apogée démocratique de la Révolution.
En 1794, l'ingénieur Groignard commence le creusement d'un véritable port à Bouc. Cependant, l'économie ne renaît pas et le déclin de la ville s'accentue. La population de la ville se réduit à tout juste 5 000 habitants. De plus, Martigues reste à l'écart des chantiers de développement du département même si quelques travaux d'aménagements sont engagés dans la ville. Vers la fin du XVIIIe par exemple, les remparts de Jonquières sont abattus pour permettre la mise en place de l'actuel Cours du 4 septembre.

### XIXesiècle
Au début du XIXe siècle, l'économie de la ville s'oriente vers l'agriculture, la pêche et les métiers de la mer et les marais salins. Ainsi, en 1842, les 428 pêcheurs et 149 navires martégaux capturent 343 tonnes de poissons pour une valeur de 505 000 francs (dont 92 pour les bourdigues) dont un tiers sert à la consommation annuelle de la ville. La valeur des armements et du matériel de pêche (filet…) est évaluée à près de 700 000 francs, ce qui montre que les revenus des marins couvrent difficilement leurs frais. Cette pêche se divise en « grand art » (pêche au large) et « petit art » (pêche dans les bourdigues). Les quantités de poissons disponibles le long des côtes diminuent cependant tout au long du siècle à cause du manque d'entretien des canaux et de la pêche au « grand art », relativement destructrice. En 1862, la valeur des prises vaut entre 750 000 et 850 000 francs (dont plus que 50 000 sur les bourdigues).
L'agriculture produit en 1838 de l'huile d'olive et du vin. Il existe aussi, la même année, une industrie de produits chimiques, avec des manufactures à « Rassaen » et au « Plan d'Aren », et de constructions de navires.
Sous le Second Empire, le territoire est réorganisé et quelques chantiers sont menés. En 1854, le cimetière de Saint-Joseph est fondé par le maire Pierre Boze. Ce cimetière accueille aujourd'hui les tombes de plusieurs notoriétés de la ville. Le 2 septembre 1866, le port de Bouc est érigé en commune. Par ailleurs, Martigues, après de longs efforts, obtient en 1868 le percement d'un canal, nommé depuis canal de Martigues, pour se ravitailler en eau potable depuis le canal de Provence. En 1863 débutent aussi les travaux pour construire un canal entre le Rhône et Marseille. Le canal de Caronte est une nouvelle fois réaménagé et recreusé. Ces travaux sont l'aboutissement d'un long débat qui visent alors à faire de l'étang de Berre une zone de refuge et de protection pour les navires, notamment militaires. Plusieurs îles obstruant le nouveau canal sont alors détruites faisant encore décliner la pêche aux bourdigues.

### Début duXXesiècle
Au début du XXe siècle, de nouveaux travaux commencent pour aménager un nouveau canal à Caronte et établir une voie ferrée entre Miramas-Martigues-Marseille. Cette ligne est partiellement finie en 1915, après plusieurs grèves très dures (1908 et 1910). Sa construction entraîne l'arrivée de nombreux ouvriers italiens ou espagnols dans la région. Certains y resteront et s'y installent définitivement. C'est à cette occasion qu'est édifié le remarquable viaduc ferroviaire métallique à système pivotant dit pont de Caronte. De plus, le canal de Caronte moderne est achevé entre 1908 et 1928. Ce chantier voit aussi l'aménagement actuel du quartier de l'Île et la destruction des derniers îlots et bancs de sable gênant la circulation des bateaux.
Première Guerre mondiale
Quelque 1 200 martégaux, de naissance ou d'adoption, sur une population de 7 500 habitants en 1914 sont mobilisés au cours du conflit. Bien que plus de la moitié de certaines classes soient formées d'inscrits maritimes, devant donc a priori servir dans la marine, la plupart des martégaux sont mobilisés dans l'infanterie. 197 soldats et marins disparaissent au cours de la Grande Guerre. Le dernier poilu martégal, Mathurin Laurent, artilleur, est décédé en 1992.
Les années 1920 et 1930 marquent le début de l'industrialisation de la commune et de ses environs : installation de l'usine d'oléagineux Verminck (1920) et installation d'ouvriers arméniens (cf. extrait sonore), installation de dépôts de la Société Générale des Huiles et Pétroles (SGHP) à Lavéra (1922), électrification de la ville (1924) et de sa campagne (1927), montage d'une raffinerie de la SGHP à Lavéra (1932-33) et création d'une autre raffinerie, de la Compagnie Française de Raffinage cette fois, à La Mède (1935). L'importance du site pousse l'armée à construire une batterie côtière au fort de Bouc en 1932 (4 pièces de 75 mm) puis une autre à La Couronne en 1934 (4 pièces de 138 mm). Un troisième projet (une batterie de deux pièces de 340 mm) à la Maranne sera abandonné.

### Seconde Guerre mondiale
Au début de la Seconde Guerre mondiale, la ville compte environ 10 000 habitants. L'occupation débute le 11 novembre 1942 et une garnison allemande de la 338e division d'infanterie s'installe dans la commune. Elle va ériger, via les réquisitions d'habitants, de nombreuses fortifications autour du canal et le long des plages du sud de la ville où Rommel effectuera une visite en mai 1944. 200 ouvrages militaires anciens sont ainsi aujourd'hui recensés entre Lavéra et les Tamaris. La Résistance locale cherchera à perturber ses travaux (ajout de sel dans le béton…) et à cartographier les défenses. Jusqu'au début de 1944, Martigues demeura éloignée des théâtres d'opérations de la guerre et tant les activités de la Résistance que les rigueurs de l'occupation allemande demeurèrent limitées. La situation changea quand commença de s'organiser le débarquement de Provence qu'il fut un temps question de réaliser vers Martigues. Ainsi, le 8 juin 1944, plusieurs résistants seront arrêtés et rapidement fusillés alors qu'ils préparaient l'union des principaux mouvements locaux. Le 21 août 1944, la ville s'insurge et se libère par ses propres moyens après une série d'escarmouches contre des patrouilles et des retardataires de la Wehrmacht. L'essentiel de la garnison allemande a cependant le temps de se retirer en faisant exploser les installations portuaires et en sabordant les navires dans le port. À la Libération, les communistes, qui ont subi les pertes les plus importantes de la Résistance martégale, s'installent à la mairie avec Jacques Toulmond (1945-1946) puis Francis Turcan (1946-1947). Aux élections municipales de 1947, la SFIO reprend le pouvoir. En 1953, la victoire de Paul Pascal (SFIO) est acquise de justesse devant la liste PCF de Francis Turcan.

### Période récente
Le 9 novembre 1949, le groupe Pechiney décide d'installer une raffinerie, Naphtachimie, sur le site de Lavéra. Les travaux débutent en avril 1950 et nécessitent près de 3 000 personnes. La municipalité Pascal commence alors en 1958 la modernisation de la Ville via la décision de rénover le canal de Martigues et l'adduction de l'eau potable. Ce chantier sera mené à bien par l'équipe du maire communiste Francis Turcan élu en 1959. Fort de ce succès et de la mise en place du tout-à-l'égout et de la création de la Régie des Eaux de Martigues, Francis Turcan est réélu en 1965. Ses mandats sont également marqués par la construction du stade municipal qui porte son nom et la construction de l'ensemble de logement des Capucins.
En 1968, Total-La Mède se met en grève le 20 mai suivi de Naphtachimie et de BP deux jours plus tard. Le 22 mai, la grève devient illimitée et les services publics sont fermés. Le 24 mai, les grévistes, rejoints par les commerçants, lancent une opération ville-morte qui paralyse la commune tandis que 3 000 personnes y manifestent Ils participent également au ramassage des ordures qui commencent à s’accumuler. Le conflit va durer de 11 à 24 jours et la reprise du travail s'effectue du 1er au 12 juin. Dans l'ensemble, les grévistes, sauf ceux de Naphtachimie, ont obtenu une augmentation de salaire et une diminution de la durée légale du travail.
Au décès de Francis Turcan en 1968, Paul Lombard (PCF) devient maire. Depuis 1958, il était l'adjoint à l'urbanisme. Il sera par la suite régulièrement réélu en 1971, 1977, 1983, 1989, 1995, 2002 et 2008. Sous sa direction, la ville mène d'importants travaux pour loger la population grandissante attirée par la nouvelle zone industrialo-portuaire de Fos et les constructions et les inaugurations vont se succéder. Deux grands axes se développent avec la mise en chantier d'équipements de base puis une série davantage orientée vers la culture et les loisirs. Les chantiers relatifs à l'adduction et au traitement des eaux occuperont une place particulière et feront l'objet d'un effort soutenu. En 1971/1972, les mairies de Martigues et Port-de-Bouc s'unissent pour obtenir de l'État le financement d'écoles et de lieux de culture pour éviter de transformer la ville en cité-dortoir.
La planification urbaine s'appuie sur le Bureau du plan et de l'urbanisme créé par la municipalité, ainsi que sur la société d'économie mixte immobilière de la Ville de Martigues (SEMIVIM) mais doit compter avec les projets de l'État. Depuis 1961, ce dernier a créé un périmètre de Zone à urbaniser en priorité (ZUP) dont les études sont confiés à l'urbaniste Michel Écochard. Les relations avec la municipalité sont tendues mais aussi marquées par l'estime et la coopération et les principales orientations définies par Écochard sont acceptées par les élus et vont structurer le développement nord de la ville. En 2012, le nom de l'urbaniste  Michel Écochard est attribuée à une place au cœur de la ZUP, signe de l'appréciation positive de cet héritage,.
Parmi les principales réalisations, l'avenue Francis Turcan est percée en 1971. La ZUP Notre-Dame des Marins est autorisée en 1967. Les travaux sont rapidement lancés et l'école Di Lorto dessinée par Michel Écochard ouverte en 1970-71. L'hôpital des Rayettes est ouvert en 1974 et le quartier de Saint-Roch en 1977. Une bibliothèque est inaugurée en 1980 en présence de Jean Ristat représentant Louis Aragon souffrant dont elle porte le nom. La municipalité se dote d'un nouveau bâtiment dans le quartier des Salins, inauguré en 1983. Parmi les autres réalisations, le parc de loisirs (parc Julien Olive) en 1981, une station d’épuration et une usine de filtration en 1989, une radio locale (Radio Maritima) est créée, un musée (Musée Félix Ziem) est inaugurée en 1992. Autour de l'hôtel de ville, qui est étendu, un nouveau quartier se structure autour d'une place en rotonde, articulant une salle de spectacle (Halle de Martigues) en 1993 et un théâtre (Théâtre des Salins) (1995). Le dessin de ce projet est dû à l'architecte Antoine Grumbach, à la suite d'un concours organisé par la municipalité en 1988. Dans le domaine éducatif, la ville a vu la construction de quatre collèges et de deux lycées (1963 et 1974). À partir des années 1990, de nombreux aménagements sont faits en vue de renforcer l'activité touristique de la ville. Parmi les exemples principaux, la modernisation de la plage du Verdon ou l'acquisition en 1992 puis la restauration du fort de Bouc (1999-2007). Ces efforts débouchent sur le classement de la ville en station balnéaire et touristique (23 juin 2008).
En 2000, la ville crée une communauté d'agglomération nommée Communauté d'agglomération de l'Ouest de l'étang de Berre (CAOEB) avec les communes de Port-de-Bouc et de Saint-Mitre-les-Remparts. Martigues, beaucoup plus peuplée, y dispose de la moitié des sièges. Cette intercommunalité est rebaptisée CAPM (Communauté d'agglomération du Pays martégal) en 2008. Le but est, pour les trois communes, de résister aux tentatives d'annexion menée par Marseille pour récupérer le montant de la taxe professionnelle perçu par la CAPM. Des négociations sont aussi en cours avec les communautés du Pays d'Arles et le SAN Ouest-Provence pour contrer les projets de Grand Marseille.
En 2009, Paul Lombard démissionne de son poste de maire après 41 ans passés à la tête de la ville et Gaby Charroux (PCF) lui succède.

## Politique et administration

### Tendances politiques et résultats
D'une manière générale, le résultat des scrutins à Martigues tend à montrer un fort ancrage à gauche même si certains votes ont fourni de notables exceptions. La principale étant le second tour de l'élection présidentielle de 2007 qui a placé Nicolas Sarkozy en tête (52,19 %) devant Ségolène Royal (47,81 %).
Cependant, tous les autres scrutins ont donné une large avance aux candidats de gauche. Ainsi, pour les législatives qui ont suivi la présidentielle de 2007, le candidat du parti communiste français (PCF), M.Vaxes, a gagné la circonscription avec 58,31 % des suffrages devant le candidat local de l'UMP, M. Aragneau (41,69 %). Auparavant, le référendum sur le Traité Constitutionnel Européen avait révélé un fort rejet des thèmes libéraux de celui-ci (plus de 70 % de Non). Enfin, lors des élections européennes de 2009, la liste Front de Gauche (alliance PCF et PG) est arrivé en tête avec un peu plus de 21 % (contre 6 % au niveau national) des suffrages exprimés devant l'UMP (19 % environ).
Cependant, c'est au niveau municipal que l'ancrage à gauche est le plus marqué puisque le PCF dirige la ville depuis 1958 en étant systématiquement réélu au premier tour. Il tient aussi les deux cantons de la commune. Par exemple, lors des élections municipales de 2008, le maire sortant d'alors Paul Lombard (liste d'union de la gauche) a été reconduit dès le premier tour avec 57,51 % des voix face à Mathias Petricoul (UMP) qui a obtenu 21,08 % des voix.
Fin avril 2009, Paul Lombard, 81 ans, annonce son intention de mettre un terme à ses fonctions de premier magistrat de la ville dans les prochaines semaines, après 40 années et six mandats consécutifs à la tête de celle-ci, pour ainsi passer le relais à son premier adjoint, Gaby Charroux. Ce dernier est officiellement élu maire de Martigues le 29 mai 2009 lors d'un conseil municipal extraordinaire.

#### Récapitulatif de résultats électoraux récents
| Scrutin             | 1er tour | 1er tour | 1er tour | 1er tour | 1er tour | 1er tour | 1er tour | 1er tour | 1er tour | 1er tour | 1er tour | 1er tour | 2d tour     | 2d tour     | 2d tour     | 2d tour     | 2d tour     | 2d tour     | 2d tour     | 2d tour     | 2d tour     |
| Scrutin             | 1er      | 1er      | %        | 2e       | 2e       | %        | 3e       | 3e       | %        | 4e       | 4e       | %        | 1er         | 1er         | %           | 2e          | 2e          | %           | 3e          | 3e          | %           |
| ------------------- | -------- | -------- | -------- | -------- | -------- | -------- | -------- | -------- | -------- | -------- | -------- | -------- | ----------- | ----------- | ----------- | ----------- | ----------- | ----------- | ----------- | ----------- | ----------- |
| Municipales 2014    |          | PCF      | 49,90    |          | FN       | 17,14    |          | DVD      | 15,88    |          | DVG      | 8,75     |             | PCF         | 58,52       |             | FN          | 22,99       |             | DVD         | 18,47       |
| Européennes 2014    |          | FN       | 33,63    |          | FG       | 20,53    |          | UMP      | 13,51    |          | PS       | 9,59     | Tour unique | Tour unique | Tour unique | Tour unique | Tour unique | Tour unique | Tour unique | Tour unique | Tour unique |
| Régionales 2015     |          | FN       | 41,19    |          | EELV     | 21,15    |          | LR       | 13,68    |          | PS       | 13,30    |             | LR          | 52,74       |             | FN          | 47,26       | Pas de 3e   | Pas de 3e   | Pas de 3e   |
| Présidentielle 2017 |          | FN       | 30,47    |          | LFI      | 29,54    |          | EM       | 15,41    |          | LR       | 13,41    |             | EM          | 52,21       |             | FN          | 47,79       | Pas de 3e   | Pas de 3e   | Pas de 3e   |
| Législatives 2017   |          | PCF      | 33,90    |          | LREM     | 21,90    |          | FN       | 20,43    |          | LR       | 13,22    |             | PCF         | 65,12       |             | LREM        | 34,88       | Pas de 3e   | Pas de 3e   | Pas de 3e   |
| Européennes 2019    |          | RN       | 30,99    |          | LREM     | 14,76    |          | PCF      | 12,14    |          | EELV     | 11,25    | Tour unique | Tour unique | Tour unique | Tour unique | Tour unique | Tour unique | Tour unique | Tour unique | Tour unique |

### Administration municipale
Voici ci-dessous le partage des sièges au sein du Conseil municipal de Martigues :

### Liste des maires
Trois maires ont été élus à Martigues depuis 1959 :
| Période                                  | Période  | Identité          | Étiquette | Qualité                  |
| ---------------------------------------- | -------- | ----------------- | --------- | ------------------------ |
| 1947                                     | 1953     | Théodore Cheillan | SFIO      | Artisan                  |
| 1953                                     | 1959     | Paul Pascal       | SFIO      | Entrepreneur             |
| 1959                                     | 1969     | Francis Turcan    | PCF       | Employé de bureau        |
| janvier 1969                             | mai 2009 | Paul Lombard      | PCF       | Employé de bureau        |
| mai 2009                                 | En cours | Gaby Charroux     | PCF       | Conseiller d'orientation |
| Les données manquantes sont à compléter. |          |                   |           |                          |

### Instances judiciaires et administratives
En 2009, les juridictions de l'ordre judiciaire dont dépend Martigues sont :
- Le Tribunal d'instance de Martigues.
- Le Conseil de Prud'Hommes de Martigues.
- Le Tribunal de grande instance d'Aix-en-Provence.
- Le Tribunal pour enfants d'Aix-en-Provence.
- Le Tribunal de commerce d'Aix-en-Provence.
- La Cour d'appel d'Aix-en-Provence.

Les juridictions de l'ordre administratif sont :
- La Cour d'appel administrative de Marseille.
- Le Tribunal administratif de Marseille.

Martigues est situé dans le département des Bouches-du-Rhône de la région Provence-Alpes-Côtes d'Azur. Dans le département, la ville est comprise dans l'arrondissement d'Istres et est le chef-lieu de deux cantons (Martigues-est et Martigues-ouest). Elle fait aussi partie de la Communauté d'agglomération du Pays Martégal dont elle accueille le siège.

### Sécurité
Martigues comporte une caserne de pompiers, une gendarmerie, un commissariat de police nationale et un de police municipale.
En 2009, les effectifs des pompiers sont de 56 professionnels et 90 volontaires. Ils ont effectué 7 200 interventions représentant plus de 9 000 sorties d'engins de secours. Les sapeurs-pompiers de Martigues disposent de plus de 30 engins et servent les spécialités de secours nautiques (plongeurs et sauveteurs côtiers), milieux périlleux (GRIMP) et risques chimiques.
Les effectifs de la police municipale pour l'année 2004 sont de 45 agents, 3 surveillants de parkings, 4 postes de secrétariat, 3 apprentis et un C.E.C. Une patrouille permanente de 3 agents est assurée toute l'année. Une brigade nautique est aussi formée du 1er juillet à début septembre.

### Politique environnementale
La politique environnementale de Martigues se développe selon plusieurs axes principaux : prévention des risques industriels, réhabilitation de l'étang de Berre, protection du littoral, maitrîse de l'urbanisme. La prévention des incendies et l'entretien des espaces boisées occupent aussi une place importante.
Martigues participe ainsi au GIPREB (Groupe d'intérêt pour la protection et la réhabilitation de l'étang de Berre). Une réserve marine, au large du cap Couronne et appartenant au cadre du Parc Marin de la Côte Bleue créé au début des années 1980, est présente sur le territoire de la commune et Martigues participe au budget du parc à hauteur de presque 18 000 € (sur 223 000).
Les efforts pour la lutte contre les incendies regroupent le débroussaillage des terrains communaux, l'information voire la verbalisation des individus, l'aménagement et l'entretien (avec le Conseil Général) des pistes forestières, l'implantation et de l'entretien de points d'eau, la surveillance des forêts via des vigies, la mise en place de coupures vertes et de patrouilles (Conseil communal feux de forêts). En 2004, les pompiers ont aussi mené 161 opérations préventives contre les feux de forêt.

### Jumelages
Leuna (Allemagne) depuis 1987.

## Population et société

### Démographie
L'évolution du nombre d'habitants est connue à travers les recensements de la population effectués dans la commune depuis 1793. Pour les communes de plus de 10 000 habitants les recensements ont lieu chaque année à la suite d'une enquête par sondage auprès d'un échantillon d'adresses représentant 8 % de leurs logements, contrairement aux autres communes qui ont un recensement réel tous les cinq ans,.

En 2022, la commune comptait 48 818 habitants, en évolution de +0,07 % par rapport à 2016 (Bouches-du-Rhône : +2,48 %, France hors Mayotte : +2,11 %).
| 1793  | 1800  | 1806  | 1821  | 1831  | 1836  | 1841  | 1846  | 1851  |
| ----- | ----- | ----- | ----- | ----- | ----- | ----- | ----- | ----- |
| 6 695 | 6 869 | 6 888 | 7 255 | 7 438 | 7 299 | 7 772 | 7 873 | 8 640 |

| 1856  | 1861  | 1866  | 1872  | 1876  | 1881  | 1886  | 1891  | 1896  |
| ----- | ----- | ----- | ----- | ----- | ----- | ----- | ----- | ----- |
| 8 099 | 8 433 | 8 011 | 8 053 | 6 963 | 6 483 | 6 494 | 5 918 | 5 659 |

| 1901  | 1906  | 1911  | 1921  | 1926  | 1931  | 1936   | 1946   | 1954   |
| ----- | ----- | ----- | ----- | ----- | ----- | ------ | ------ | ------ |
| 6 280 | 5 734 | 7 450 | 6 304 | 8 876 | 9 394 | 10 489 | 11 295 | 15 150 |

| 1962   | 1968   | 1975   | 1982   | 1990   | 1999   | 2006   | 2011   | 2016   |
| ------ | ------ | ------ | ------ | ------ | ------ | ------ | ------ | ------ |
| 21 515 | 27 945 | 38 373 | 42 037 | 42 678 | 43 497 | 46 318 | 47 614 | 48 783 |

| 2021   | 2022   | - | - | - | - | - | - | - |
| ------ | ------ | - | - | - | - | - | - | - |
| 48 568 | 48 818 | - | - | - | - | - | - | - |

La répartition de la population par tranche d'âge montre que celle-ci tend à vieillir :
|            | 1982            | 1990            | 1999            |
| 0-19       | 12 908 (30,6 %) | 11 259 (26,4 %) | 10 331 (23,7 %) |
| 20-39      | 13 672 (32,4 %) | 12 970 (30,4 %) | 11 844 (27,2 %) |
| 40-59      | 10 304 (24,5 %) | 11 521 (27 %)   | 12 487 (28,6 %) |
| 60-74      | 3 796 (9 %)     | 4 902 (11,5 %)  | 6 186 (14,2 %)  |
| 75 et plus | 1 480 (3,5 %)   | 2 026 (4,7 %)   | 2 731 (6,3 %)   |

La part de la population étrangère, très fortement masculine (62,3 % d'hommes en 1990, 61,2 % en 1999) et plutôt âgée (seulement 14,2 % de moins de 24 ans), est en diminution constante :
|           | 1982            | 1990            | 1999            |
| Français  | 38 144 (90,5 %) | 39 742 (93,1 %) | 41 190 (94,5 %) |
| Étrangers | 3 996 (9,4 %)   | 2 936 (6,9 %)   | 2 389 (5,5 %)   |

### Enseignement

#### Enseignement public
La ville administre 14 écoles maternelles qui accueillent 1 688 enfants (effectif 2004). Les effectifs se répartissent ainsi et 19 écoles élémentaires accueillant 2694 élèves de la manière suivante communales.
Le département gère 4 collèges et la région 2 lycées ; le total des effectifs était en 2004 de 4 485 élèves et sont les suivants.
En 2009, la ville fait état de 437 bacheliers. Les taux de réussite sont respectivement de 81 % pour le lycée Lurçat et 86 % pour le lycée Langevin.

##### Enseignement supérieur
En 2004, l'enseignement supérieur à Martigues se décompose en 7 B.T.S. et 301 étudiants et une école de formation en soins infirmiers comportant 109 étudiants.

#### Enseignement privé
L'enseignement privé compte trois structures d'importance à Martigues : le L.P.P. Brise-Lames depuis 1948, l'AQFA-École de coiffure et d'esthétisme et le Centre national des arts techniques.
Le L.P.P. Brise-Lame compte 290 inscrits dans 8 filières : C.A.P. Vente, C.A.P. Cuisine, Baccalauréat Professionnel Commercialisation et Services en Restauration, Baccalauréat Professionnel Cuisine, Baccalauréat Professionnel Gestion Administration (section européenne), Baccalauréat Professionnel Vente (section européenne), Baccalauréat Professionnel Commerce (section européenne) et BTS Tourisme.
L'AQFA compte 36 inscrits dans 4 filières : CAP Coiffure, CAP Esthétique/Cosmétique, BP Coiffure et BP Esthétique/Cosmétique.
Enfin, le Centre national des arts techniques possède 86 inscrits dans 6 filières : CAP et BP Esthétique, CAP et BP Coiffure, CAP Agent de la qualité de l’eau et Bac Pro Spécialisé Commerce et Cosmétique.

#### École nationale supérieure des pétroles et moteurs formation industrie Institut du pétrole français
L'E.N.S.P.M. Formation Industrie - I.F.P. est une filiale de l'Institut français du pétrole qui fournit des formations aux cadres et techniciens de l'industrie. Il propose des stages de formation initiale pour les opérateurs des industries chimiques et pétrolières, des stages de formation initiale en formation par alternance pour les techniciens de l'industrie pétrochimique, des stages de perfectionnement technique spécialisé dans l'entretien et la gestion des appareils de fabrication et des formations longues (techniques et scientifiques) dans le génie chimique.
En 2004, 1 673 stagiaires ont été reçus dans 176 sessions de formation.

### Santé
Martigues possède un centre hospitalier comprenant l'hôpital des Rayettes, l'hôpital du Vallon, 6 structures de psychiatrie et un service de soins infirmiers à domicile. En 2004, le budget était de 9 378 021 € d'investissements et 94 577 272 € de fonctionnement (dont 67,36 % de dépenses de personnel, 17,77 % de dépenses médicales et pharmaceutiques, 2,85 % de dépenses hotelières et 12,02 % pour l'entretien, les assurances, etc.). La capacité de l'ensemble est de 521 places se divisant de la manière suivante :
| Service                                            | Nombre de lits et places installés |
| Médecine                                           | 157                                |
| Chirurgie                                          | 89                                 |
| Gynécologie/Obstétrique                            | 59                                 |
| Réanimation                                        | 6                                  |
| Postes de dialyse                                  | 8                                  |
| Entrainement à la dialyse                          | 2                                  |
| Lits en Hébergement de Personnes Âgées Dépendantes | 62                                 |
| Lits en Séjours moyens                             | 27                                 |
| Psychiatrie                                        | 107                                |
| Lits aux Urgences                                  | 4                                  |

Pour l'année 2004, 17 075 personnes y ont été admises pour 119 235 jours, 66 872 consultations ont été réalisées et 29 954 passages aux urgences enregistrées. Le bloc opératoire a réalisé 5 142 interventions et la maternité 1 867 accouchements pour 1 878 naissances. Le nombre d'actes de radiologie est de 53 577, celui d'IRM de 7 183, celui de scanners de 10 577 et celui d'actes de laboratoire de 675 984 pour un stock de produits pharmaceutiques gérés s'élevant à 5 115.
L'effectif du centre hospitalier est de 171 médecins et 1 307 agents non médicaux permanents.

### Sports
Martigues compte 91 clubs dans 60 disciplines et 11 200 licenciés, 86 agents et 70 éducateurs pour le service municipal des sports et de nombreuses installations (dont 17 stades éclairés et 11 gymnases).
Les trois principaux clubs sont le Football Club de Martigues (National, voir ci-dessous), le Martigues Volley-Ball (Pro B) et le Martigues Sport Athlétisme (N1 A). Les deux premiers clubs ont néanmoins déjà évolué à des niveaux supérieurs : D1 pour le football de 1993 à 1996, Pro A pour le volley. Cependant, le manque de formation des dirigeants et le manque d'engouement populaire rendent difficile l'émergence du sport de haut niveau à Martigues.

#### Football
F.C. Martigues
Fondé en 1919 sous le nom de Sporting Club de Martigues, le FC Martigues adopte son nom définitif en 1921. Il est aujourd'hui le principal club de football martégal. Il a récemment célébré sa montée en Ligue 2 pour la saison 2024-2025, une performance qu'il n'avait pas réalisée depuis 2003. L'équipe est habituée à la 2e Division, ayant évolué à ce niveau en 1970-1971, de 1974 à 1993, de 1996 à 1998, et en 2002-2003. Elle a également connu la 1re Division pendant trois saisons, de 1993 à 1996. Son palmarès compte un titre de champion de 2e Division (1993), deux quarts de finale de Coupe de France (1981 et 2003) et une Coupe Gambardella (1968).Le budget du club est d'environ 2,9 M€, budget fourni à 60 % par la mairie de Martigues.

#### Volley-Ball
Martigues Volley-Ball
Le Martigues Volley-Ball (M.V.B.) a été fondé en 1985 après sa séparation du club omnisports de Martigues. Il a passé douze saisons en Pro B (2e division) et trois en Pro A (1re division). Pour la saison 2009/2010, le club va évoluer en Ligue B (ex-Pro B). Son budget est de 650 000 €.

#### Rugby à XV
- Rugby club Martigues Port-de-Bouc engagé en Fédérale 2

#### Athlétisme
Martigues Sport Athlétisme
Le Martigues Sport Athlétisme évolue en Nationale 1 A. Aux championnats de France de juillet 2009, il a remporté deux médailles d’or pour Laila Traby (1 500 m) et pour Serge Turlet (lancer de disque) et une médaille de bronze pour Zouhair Oumoussa (3 000 m steeple).

#### Course à pied
Martigues-Carro
La Martigues-Carro est une épreuve de course à pied se déroulant pendant l'été entre Martigues et le village de Carro. Elle est longue de 16,370 km et comprend notamment l'ascension du col de la Gatasse. En 2009, un millier de coureurs y a participé.
- Palmarès de l'épreuve masculine :

| Année | Vainqueur                               | Temps       | 2e                                             | Temps        | 3e                               | Temps        |
| 2005  | Brahim Ibenttalib (AC Salonais)         | 53 min 21 s | Hacene Baali (AC Salonais)                     | à 25 s       | Jean-Michel Coutant (ENA Angers) | à 1 min 13 s |
| 2006  | Benoit Zwierzchiewski (SCO Marathonien) | 52 min 18 s | Nordine Ghezielle (Martigues Sport Athlétisme) | à 2 min 16 s | Brahim Ibenttalib (AC Salonais)  | à 2 min 29 s |
| 2007  | Patrick Tambwe-Ngoie (Marseille Armée)  | 53 min 40 s | Mechkar Bel-Mokhtar (AC Lançon)                | à 16 s       | Brahim Ibenttalib (AC Salonais)  | à 19 s       |
| 2008  | Brahim Ibenttalib (AC Salonais)         | 51 min 54 s | Brahim Chettah (AC Lançon)                     | à 48 s       | Mustapha El-Amadi (AS St-Julien) | à 1 min 20 s |
| 2009  | Larbi Es-Sraidi (UA Sargéenne)          | 51 min 41 s | El-Hassane ben-Lkhainouch (AthleG Provence)    | à 15 s       | Ahmed Khlifat                    | à 3 min 33 s |
| 2010  |                                         |             |                                                |              |                                  |              |
| 2011  |                                         |             |                                                |              |                                  |              |
| 2012  |                                         |             |                                                |              |                                  |              |
| 2013  |                                         |             |                                                |              |                                  |              |

- Palmarès de l'épreuve féminine :

| Année | Vainqueur                                             | Temps           | 2e                                              | Temps        | 3e                                              | Temps        |
| 2005  | Véronique Matur (ASPTT Aix)                           | 1 h 10 min 16 s | Angelina Gours                                  | à 24 s       | Line Dupont (KMS)                               | à 1 min 19 s |
| 2006  | Nathalie Chabran (Athlétisme Saint Julien 74)         | 1 h 05 min 45 s | Magalie Raymonenq (Nice Côte d'Azur Athlétisme) | à 47 s       | Béatrice Taleq (LFA Trets)                      | à 3 min 12 s |
| 2007  | Fatiha Fauvel-Kliech (SCO Ste-Marguerite Marseille)   | 1 h 01 min 43 s | Lidia Vasilevskaia                              | à 2 min 13 s | Carmen Oliveras (SCO Ste-Marguerite Marseille)  | à 3 min 50 s |
| 2008  | Fatima Yvelain (Martigues Sport Athlétisme)           | 1 h 04 min 50 s | Magalie Raymonenq (Nice Côte d'Azur Athlétisme) | à 5 min 29 s | Patricia Signorio (Sport Akileine)              | m.t.         |
| 2009  | Mariana Correa-Oulianova (Martigues Sport Athlétisme) | 1 h 05 min 18 s | Anne Rosati                                     | à 58 s       | Magalie Raymonenq (Nice Côte d'Azur Athlétisme) | à 2 min 39 s |
| 2010  |                                                       |                 |                                                 |              |                                                 |              |
| 2011  |                                                       |                 |                                                 |              |                                                 |              |
| 2012  |                                                       |                 |                                                 |              |                                                 |              |
| 2013  |                                                       |                 |                                                 |              |                                                 |              |

#### Jeune Lance martégale
Les joutes sont un des plus anciens sports à être pratiqué à Martigues. Sa forte implantation est d'ailleurs attestée depuis au moins le XIXe siècle. Le club de la Jeune Lance martégale est ainsi le club martégal de joutes provençales. En 2009, il compte 17 qualifiés pour le championnat de France Senior même si les résultats ont été un peu décevants.
Les Rameurs vénitiens
La section est issue de la Jeune Lance martégale et compte une cinquantaine de licenciés, liés à la FFJSN. Elle pratique la rame traditionnelle sur des barques martégales de 600 kg pour 7,30 m de longueur, avec six rameurs et un barreur. La section obtient la 4e place catégorie Masculine, en Coupe de France à L'Estaque, en septembre 2009. Pour la saison 2010, l'équipage Mixte 1 obtient une 3e place ex aequo en Championnat National.
Pour la Coupe de France 2010, les équipages Homme 1 et Tamalou obtiennent la 3e place, tandis que le Mixte 1 finit en 4e position.

### Médias
La ville possède sa radio, sa télévision locale et son magazine d'informations gêrés par la société Martigues Communications. Respectivement, il s'agit de :
- Radio Maritima, créée en 1982[160], est aujourd'hui la première radio de l'agglomération martégale et du pourtour de l'étang de Berre avec une audience cumulée de 33,7 % et 64 000 auditeurs en 2007[161].
- Maritima Tv, créée en 1994[160]. Elle diffuse ses programmes sur Martigues et Port-de-Bouc. Sa part d'audience cumulée est de 17 %[162].
- Reflets édité depuis 1987[160]. Le numéro de septembre 2009 a été tiré à 23 500 exemplaires[163].

Depuis 2000, la ville a aussi mis en place un portail internet.

### Cultes
Martigues est comprise dans la paroisse catholique de Martigues.
- Temple et Presbytère de l'Eglise Protestante Unie de Martigues, route de Saint-Pierre[166].
- Église Protestante Évangélique, place Henri Dunant, Centre Commercial Paradis Saint-Roch[167].
- Assemblée de Dieu ADD de Martigues, ancien chemin de Saint-Pierre Font Sarade[168].

## Économie
C'est la 4e ville en importance du département. L'économie est très dépendante de l'industrie chimique implantée sur son territoire à Lavéra et à La Mède.
- Antenne de la Chambre de commerce et d'industrie Marseille-Provence.

### Revenus de la population et fiscalité
En 2004, le budget de la commune est de 143 571 966 € se décomposant en frais de fonctionnement (102 886 185 €) et en investissements (40 685 781 €). 
La taxe professionnelle constitue la grande majorité des ressources de la ville. Elle est du ressort de la CAPM depuis 2000 et elle se monte à 73 298 436 € pour les trois communes de Martigues, Port-de-Bouc et Saint-Mitre-les-Remparts :
|                       | Réalisations (en euros) | Part dans les impôts locaux |
| Taxe d'habitation     | 7 119 948               | 45,94 %                     |
| Taxe foncier bâti     | 8 258 574               | 53,28 %                     |
| Taxe foncier non bâti | 120 876                 | 0,78 %                      |

Le revenu fiscal médian par ménage était en 2011 de 28 833 €, ce qui place Martigues au 17 984e rang parmi les 31 886 communes de plus de 49 ménages en métropole.

### Emploi
L'emploi salarié privé représente 12 706 emplois à Martigues en 2004. Cette valeur est en assez forte croissance depuis 2000 comme l'atteste le tableau suivant :
|                         | 1999   | 2000   | 2001   | 2002   | 2003   | 2004   |
| Nombre d'entreprises    | 1035   | 1023   | 1073   | 1074   | 1062   | 1084   |
| Evolution (nombre)      |        | -12    | +50    | +1     | -12    | +22    |
| Evolution (pourcentage) |        | -1,2 % | +4,5 % |        | -1,1 % | +2,0 % |
| Nombre d'emplois        | 11 226 | 11 745 | 11 933 | 11 981 | 12 099 | 12 706 |
| Evolution (nombre)      |        | +519   | +707   | +48    | +118   | +607   |
| Evolution (pourcentage) |        | +4,6 % | +6,0 % | +0,4 % | +1,0 % | +5,0 % |

Cet emploi est caractérisé par une présence forte de l'industrie (supérieure à 30 %). Cependant, la proportion du nombre d'emplois industriels tend à diminuer année après année au profit des services. Le nombre d'emplois commerciaux tend lui aussi à diminuer à cause de la stagnation du commerce local depuis plusieurs années. :
|           | 2000           | 2001           | 2002           | 2003           | 2004           |
| Industrie | 4 004 (34 %)   | 4 052 (34 %)   | 4 033 (33,6 %) | 3 818 (31,5 %) | 3 885 (30,6 %) |
| Commerce  | 2 031 (17,3 %) | 2 085 (17,5 %) | 2 072 (17,3 %) | 2 014 (16,6 %) | 2 043 (16 %)   |
| Services  | 5 710 (48,6 %) | 5 796 (48,5 %) | 5 876 (49 %)   | 6 267 (51,8 %) | 6 778 (53,3 %) |

Par activité, la répartition des emplois est la suivante :
| | 1990                 | 1999                 |
| | Nombre (pourcentage) | Nombre (pourcentage) |
| SALARIES | 14 441 (90,9 %)      | 14 932 (91,5 %)      |
| Profession non déclarée | 1 827 (11,5 %)       | 994 (6,1 %)          |
| Manœuvres et ouvriers spécialisés                                                                                                  | 1 439 (9 %)          | 1 215 (7,5 %)        |
| Ouvriers qualifiés et hautement qualifiés                                                                                          | 3 006 (18,9 %)       | 2 510 (15,4 %)       |
| Agents de maitrîse dirigeant ouvriers ou techniciens                                                                               | 1 481 (9,3 %)        | 1 570 (9,6 %)        |
| Technicines, dessinateurs, VRP | 875 (5,5 %)          | 1 077 (6,6 %)        |
| Instituteurs, infirmiers, techniciens médicaux, catégorie B de la fonction publique, travailleurs sociaux                          | 922 (5,8 %)          | 1 331 (8,2 %)        |
| Ingénieurs et cadres d'entreprise                                                                                                  | 1 012 (6,4 %)        | 965 (5,9 %)          |
| Personnels de catégorie A de la fonction publique et assimilés                                                                     | 608 (3,8 %)          | 898 (5,5 %)          |
| Employés de bureau et de commerce, agents de service, aidessoignants, employés de maison, catégorie C et D de la fonction publique | 3 271 (20,6 %)       | 4 372 (26,8 %)       |
| NON SALARIES | 1 452 (9,1 %)        | 1 371 (8,4 %)        |
| Indépendants | -                    | 618 (3,8 %)          |
| Employeurs | -                    | 684 (4,2 %)          |
| Aides familiers | 354 (2,2 %)          | 69 (0,2 %)           |

Les migrations liées au travail se décomposent ainsi :
|                                               | 1982  | 1990  | 1999  |
| Habitant et travaillant à Martigues           | 9 980 | 9 928 | 9 724 |
| Habitant à Martigues mais n'y travaillant pas | 5 848 | 5 965 | 6 579 |
| Non habitant à Martigues mais y travaillant   | -     | 6 444 | 7 950 |

Il y a donc davantage de salariés qui viennent travailler sur Martigues que de travailleurs qui ont leur emploi à l'extérieur de la commune. Ces travailleurs viennent principalement de Chateauneuf-lès-Martigues et de Port-de-Bouc
Le nombre de chômeurs était en 2004 de 2 095. Par rapport à 2001, cela traduit une légère baisse de 1,23 %.

### Entreprises
En 2004, en comptant tous les statuts, la ville compte 2 677 entités. Elles se répartissent ainsi :
|                                     | Nombre | Pourcentage |
| Matières premières                  | 111    | 4,14 %      |
| Industrie                           | 425    | 15,87 %     |
| Commerce de gros                    | 92     | 3,43 %      |
| Commerce de détail                  | 385    | 14,38 %     |
| Commerce de l'automobile            | 84     | 3,13 %      |
| Services marchands et non marchands | 1580   | 59 %        |
| TOTAL                               | 2677   | 100 %       |

Quatre pôles accueillent la majorité des entreprises de la commune : l'ensemble de Lavéra-La Mède, la zone Martigues Sud sur la rive sud du canal de Caronte au pied du viaduc de Martigues et les zones Caronte/Croix-Sainte et Technopolis sur la rive nord du canal.
Le site industriel de Lavéra/La Mède et le siège de la raffinerie de Lavéra et représente 30 % des capacités de raffinage françaises, 30 % du chiffre d'affaires national dans le domaine du pétrole, 10 % de celui de la chimie, 1,5 milliard d'euros annuel d'investissements et 3 200 emplois directs. 15 millions de tonnes de brut y sont traités chaque année ainsi que 2 millions de tonnes de produits issus du pétrole. La filiale chimie d'Innovene est le seul producteur français d'oxyde d'éthylène et le premier européen de polybutène. Arkema est le premier producteur français de chlore et le troisième européen.
En 2006, les 3 200 emplois du site se décomposent de la sorte:
| Entreprise                            | Effectifs |
| INEOS Manufacturing                   | 1050      |
| Naphtachimie                          | 464       |
| Total                                 | 500       |
| EDF-CCG                               | 70        |
| Soprovise                             | 130       |
| Port autonome de Marseille            | 129       |
| Air liquide                           | 100       |
| Appryl*                               | 70        |
| Nouveau concept de maintenance        | 70        |
| LBC Marseille Fos                     | 68        |
| Oxochimie Usine de Lavéra***          | 60        |
| Géogaz Lavéra                         | 48        |
| SGS Oil, Gas & Chemical               | 46        |
| Lavéra Energies                       | 40        |
| Forclum Méditerranée                  | 35        |
| Arkema**                              | 306       |
| Huntsmann Surface Sciences France SAS | 22        |
| Maintenance et Levage méditerranéen   | 15        |
| Peinture Bâtiment Industrie           | 15        |
| Primagaz Lavéra                       | 14        |
| Gazechim                              | 12        |
| Messer France                         | 4         |
| LBA                                   | 2         |

(*) Fonctionne avec du personnel Naphtachimie.
(**) Arkema possède désormais son propre personnel.
(***) Les personnels Oxochimie ont un statut INEOS depuis le 01/01/2011, Naphtachimie perd donc ces 60 personnes dans son effectif.
La zone d'activité Ecopolis-Martigues Sud accueille 185 entreprises et 3 286 emplois en 2004 et 214 entreprises et 4 220 emplois en 2006. L'industrie, notamment le bâtiment et le travail des métaux, y est majoritaire. En 2006, la répartition des entreprises est la suivante :
| Secteurs d'activités | Entreprises | Emplois        |
| Industrie            | 80 (37,4 %) | 2 263 (53,6 %) |
| Commerce             | 54 (25,2 %) | 423 (10 %)     |
| Services             | 80 (37,4 %) | 1 534 (36,4 %) |

La répartition par structure d'activité est la suivante :
| Secteurs d'activités                                                             | Entreprises | Emplois        |
| Éditions, imprimerie, reproduction                                               | 6 (2,8 %)   | 41 (0,9 %)     |
| Travail des métaux                                                               | 16 (7,5 %)  | 908 (21,5 %)   |
| Construction                                                                     | 37 (17,3 %) | 1 067 (25,3 %) |
| Commerce et réparation automobile                                                | 21 (9,8 %)  | 161 (3,8 %)    |
| Commerce de gros                                                                 | 27 (12,6 %) | 178 (4,2 %)    |
| Commerce de détail                                                               | 6 (2,8 %)   | 86 (2 %)       |
| Hôtellerie-Restauration                                                          | 7 (3,2 %)   | 24 (0,6 %)     |
| Transport/Messagerie/Affrètement                                                 | 10 (4,6 %)  | 310 (7,3 %)    |
| Services fournis aux entreprises (nettoyage, conseil, ingénierie, comptabilité…) | 22 (10,3 %) | 485 (11,3 %)   |
| Divers                                                                           | 62 (29 %)   | 960 (27 %)     |

La zone Ecopolis Croix-Sainte/Caronte est composée de 76 entreprises et 448 emplois. Les services y sont majoritaires et la petite industrie non négligeable :
| Secteurs d'activités | Entreprises | Emplois      |
| Industrie            | 25 (32,9 %) | 128 (28,6 %) |
| Commerce             | 22 (28,9 %) | 106 (23,7 %) |
| Services             | 29 (38,2 %) | 214 (47,8 %) |

Par structure d'activités, la répartition est la suivante:
| Secteurs d'activités                   | Entreprises | Emplois      |
| Travail des métaux                     | 4 (5,3 %)   | 50 (11,1 %)  |
| Construction                           | 10 (13,1 %) | 47 (10,5 %)  |
| Commerce et réparation automobile      | 10 (13,1 %) | 35 (7,8 %)   |
| Commerce de gros                       | 5 (6,6 %)   | 24 (5,3 %)   |
| Commerce de détail                     | 6 (7,9 %)   | 73 (9,6 %)   |
| Hôtellerie-Restauration                | 6 (7,9 %)   | 25 (5,9 %)   |
| Transport et auxiliaire des transports | 3 (4 %)     | 69 (15,4 %)  |
| Divers                                 | 32 (42,1 %) | 293 (65,3 %) |

Enfin, la zone industrielle Technopolis (22 hectares) comprend 15 entreprises et 221 emplois répartis de la sorte :
| Secteurs d'activités | Entreprises | Emplois      |
| Industrie            | 6 (40 %)    | 57 (25,8 %)  |
| Commerce             | 2 (13,7 %)  | 61 (27,6 %)  |
| Services             | 7 (46,3 %)  | 103 (46,6 %) |

### Commerces
En 2005, Martigues compte 825 commerces dont 513 en centre-ville. Le nombre de boutique est globalement en hausse depuis 1998 puisqu'il passe de 733 en 1998 à 825 en 2005. L'évolution annuelle est la suivante:
| Activité                                                                | 1998 | 1999 | 2000 | 2001 | 2002 | 2003 | 2004 | 2005 |
| Auto/cycles                                                             | 61   | 62   | 73   | 81   | 74   | 74   | 76   | 77   |
| Commerce alimentaire spécialisé                                         | 69   | 67   | 73   | 74   | 74   | 70   | 71   | 70   |
| Hypermarché/Supermarché/Supérette                                       | 21   | 22   | 26   | 25   | 25   | 27   | 26   | 30   |
| Culture & Loisirs (librairie, presse, photos…)                          | 51   | 49   | 57   | 60   | 59   | 61   | 59   | 59   |
| Électronique domestique                                                 | 17   | 15   | 20   | 21   | 15   | 16   | 17   | 19   |
| Équipement de la maison (décoration, ameublement, tissus…)              | 46   | 49   | 43   | 39   | 37   | 37   | 40   | 37   |
| Équipement de la personne                                               | 103  | 103  | 102  | 103  | 104  | 104  | 107  | 99   |
| Hôtellerie                                                              | 13   | 13   | 13   | 12   | 12   | 12   | 11   | 11   |
| Hygiène/Santé/Soins de la personne                                      | 91   | 92   | 92   | 95   | 100  | 102  | 100  | 101  |
| Restauration traditionnelle                                             | 67   | 66   | 74   | 72   | 70   | 68   | 71   | 69   |
| Restauration rapide                                                     | 9    | 14   | 18   | 22   | 33   | 34   | 37   | 38   |
| Snack Bar                                                               | 55   | 52   | 53   | 50   | 48   | 46   | 47   | 47   |
| Services divers (pressing, cordonnerie…)                                | 35   | 39   | 41   | 40   | 44   | 52   | 56   | 53   |
| Services tertiaires (voyages, immobilier, banques, travail temporaire…) | 95   | 103  | 102  | 103  | 104  | 107  | 108  | 115  |
| TOTAL                                                                   | 733  | 746  | 787  | 797  | 809  | 810  | 826  | 825  |

Le principal centre commercial de la commune est situé autour du Centre commercial nord qui comprend un hypermarché Auchan entouré de plusieurs moyennes surfaces englobant 53 entreprises et 977 emplois. La répartition des entreprises et des emplois par secteur d'activité est la suivante en 2006 :
| Secteur d'activité | Entreprise  | Emploi     |
| Commerce           | 41 (77,4 %) | 858 (88 %) |
| Services           | 12 (22,6 %) | 119 (12 %) |

Parmi les entreprises implantées, la répartition des emplois est la suivante pour l'année 2006 :
| Entreprise                  | Emploi |
| Auchan                      | 565    |
| Galerie marchande Auchan    | 194    |
| Kiabi                       | 28     |
| Norauto                     | 25     |
| Mac Donald's                | 45     |
| La Halle aux Chaussures     | 5      |
| LeRoy Merlin                | 93     |
| Monsieur Euro               | 6      |
| K'Dance                     | 2      |
| Savam Citroën               | 7      |
| École de conduite française | 7      |

La ZAC de Figuerolles et de l'Escaillon est une implantation commerciale plus récente centrée sur le multiplexe. En 2006, elle compte 13 entreprises et 195 emplois dont la répartition est la suivante :
| Secteur d'activité | Entreprise  | Emploi       |
| Commerce           | 3 (23,1 %)  | 66 (36,7 %)  |
| Services           | 10 (76,9 %) | 109 (62,9 %) |

La répartition par entreprise est la suivante :
| Entreprise                       | Emploi |
| Azur et Construction             | 8      |
| Centre de santé                  | 3      |
| Clinique vétérinaire             | 2      |
| Maison de retraite Val Soleil    | 22     |
| Mutoptic                         | 3      |
| Pharmacie de l'Avenir            | 8      |
| Quick                            | 26     |
| Hôtel Balladins                  | 6      |
| Au Bureau                        | 20     |
| Decathlon                        | 55     |
| Société d'Exploitation du Palace | 22     |

Enfin, la ZAC des Etangs (dans la commune de Saint-Mitre les Remparts) est située sur l'axe routier reliant Martigues à Istres. Cette zone, qui est désormais la première zone commerciale de la CAPM (hors alimentaire) est en pleine croissance. En effet, elle comptait 66 entreprises pour 466 emplois en 2004,, 72 entreprises et 498 emplois en 2006 et 84 entreprises pour 589 emplois en novembre 2007.

### Tourisme
Le tourisme est une activité en plein développement à Martigues notamment depuis le classement de la commune en « station balnéaire et touristique » (2008).
L'étude des périodes précédentes montre un tourisme croissant avec le passage du nombre de demandes de renseignements sur les sites de l'office du tourisme de 83 286 en 2000 à 93 550 en 2004. En 2007, ce nombre a cependant baissé, soit 81 620 personnes, quatrième meilleur résultat des Bouches-du-Rhône. Pour l'essentiel, il est lié à la fréquentation des plages du littoral sud qui accueillent plus de 11 000 personnes par jour en été dont 9 000 pour la plage du Verdon à La Couronne. De plus, la population des villages côtiers de Carro et La Couronne passe l'été de 4 500 à 15 000 habitants
Les activités liées à la plage sont donc en forte croissance. En 2003, la capacité hôtelière était de 900 personnes par jour et celle des campings de 6 000 personnes par jour. L'Office du Tourisme estimait les revenus touristiques 2007 à Martigues à au moins 49 millions d'euros. La navigation de plaisance dispose de plusieurs ports qui accueillent 1 773 bateaux en 2004.

### Pêche et agriculture

#### Pêche
Le quartier des Affaires maritimes de Martigues s'étend de Sausset les Pins à la limite est du département. Il comprend l'ouest de la Côte bleue, le golfe de Fos, le delta du Rhône, sur l'étang de Berre et le golfe de Sainte-Maries sur 250 km de littoral et 200 km de fleuves et canaux maritimes. Il compte 200 navires de petite pêche, 30 chalutiers et 610 marins. La production annuelle du quartier maritime de Martigues est de 12 000 tonnes (20 000 sur l'ensemble des Bouches-du-Rhône) pour une valeur de 38 millions d'euros.
Le port de Carro, premier port régional de pêche, joue un rôle primordial dans le quartier de Martigues. Il compte 24 points de vente (sur un total de 45 pour Martigues et un total de 96 pour tout le quartier).

#### Agriculture
La plaine agricole de Saint-Pierre/Saint-Julien s'étend sur 974 hectares. Elle compte 10 agriculteurs, une vingtaine de pluri-actifs mais seuls 3 ménages y vivent à plein de l'agriculture. Les champs sont surtout cultivés en labours (céréales, légumes…) et en vignes. L'élevage, les vergers et les cultures maraîchères y sont marginales.
L'utilisation des sols de la plaine est la suivante :
| Utilisation                                | Pourcentage |
| Labours (céréales, légumes, jachères)      | 44 %        |
| Vignes                                     | 19 %        |
| Vergers (cerisiers, abricotiers, oliviers) | 1 %         |
| Garrigue                                   | 24 %        |
| Bois                                       | 5 %         |
| Bâti                                       | 7 %         |

La coopérative viticole de Saint-Julien-les-Martigues récupère le raisin de toute la plaine de Saint-Julien/Saint-Pierre mais aussi celui de Chateauneuf-les-Martigues, de Saint-Mitre-les-Remparts et d'Istres. Elle produit 11 000 hl par an dont l'AOC Coteaux d'Aix-en-Provence depuis 1986.

## Culture locale et patrimoine

### Manifestations culturelles et festivités
- Chaque été se déroulent des concours de joutes provençales sur les canaux.
- Depuis 1989, entre juillet et août, a lieu le « Festival de Martigues : Danses, Musiques et Voix du Monde. » La ville de Martigues héberge l'association « La Capouliero », organisatrice du festival et ambassadrice du folklore provençal.
- La fanfare municipale de la Ville a fêté ses 100 ans le 25 juin 2006.
- Le 27 juin, a lieu la fête de la Saint-Pierre (le patron des pêcheurs). Toute la journée se déroulent différentes animations variées ainsi qu'une commémoration sur l'étang de Berre. Le jour est férié pour les différents services dépendant de la Ville. Depuis 2007, une course à la rame a lieu sur le canal Galliffet entre les lycées Paul Langevin et Jean Lurçat. Elle est nommée Défi Martégal et le vainqueur se voit remettre le trophée Paul-Lombard[198]. Le palmarès est le suivant[199] :

| Année | Vainqueur      | Equipage |
| 2007  | Lycée Langevin | Émilie Lay - Julie Curgut - Pascal Blazy - Johan Sochor - Matéo Florès (barreur) |
| 2008  | Lycée Lurçat   | Bordelly Loic - Lipari Christopher - Rico Julie - Della Salla Noémie - Molinier Justine - Fouque Guillaume - Bessière Clément - Markuse Maeva - Zavattoni Stéphanie - Sugier Céline |
| 2009  | Lycée Langevin | Reljic Tristan - Devrieux Tristan - Charrière Hélène - Langlois Margaux - Simmonet Baptiste - Perez Lucas - Humbert Jérémy - Della salla Noémie - Pujol Anais - Ghezzani Mathilde   |
| 2011  | Lycée Langevin | Berthet Julien - Berthet Axel - Pascal Clémence - Colombo Lucie - Faivre Frédéric - Raimond Clara - Andrieux Julien - Bascougnano Bastien - Ajmard Laura - Perez Lucas              |

- Le 1er samedi de juillet se déroule la fête de Martigues appelée « Fête Venitienne » (inspirée du surnom de Martigues : « La Venise provençale »). Fête qui se termine le soir par un grand feu d'artifice sur l'étang de Berre.

### Édifices religieux

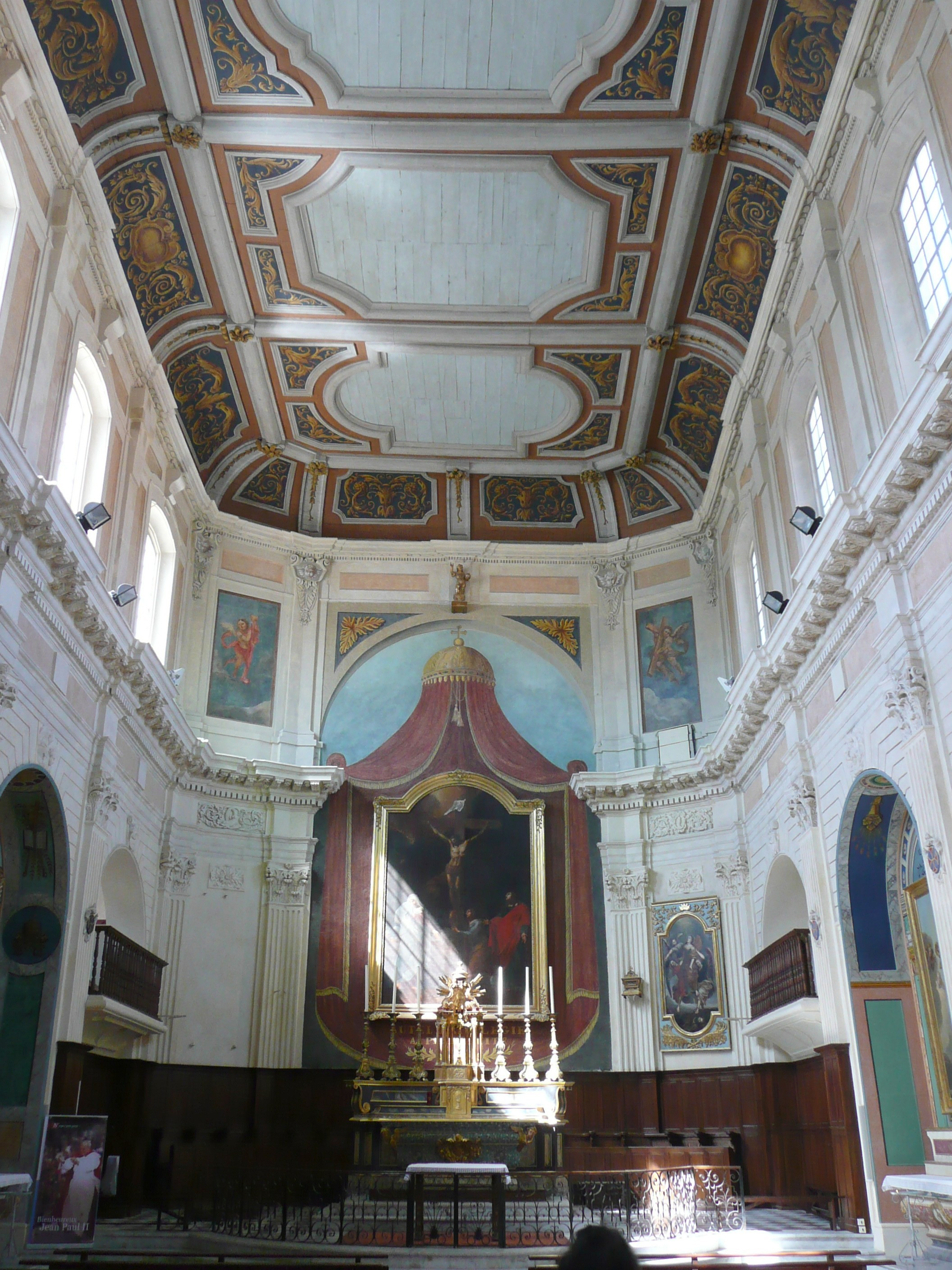
Intérieur de l'église Sainte-Madeleine-de-l'Île (XVIIe siècle).

- L'église Saint-Génies (Saint-Genest), quai du Général Leclerc, de style sobre classique (1625), quartier de Jonquières. L'intérieur est fort dégradé par des remontées d'eau par capillarité et les tableaux ont récemment[Quand ?] été vandalisés.
- L'église Sainte Marie-Madeleine (église de la Madeleine), place Rouget de l'Isle, quartier de l'Île, de style baroque, fut construite entre 1681 et 1688[200]. Son intérieur est richement orné de peintures murales et sur boiseries, avec un original plafond plat en bois avec peintures. Un orgue construit par Prosper-Antoine Moitessier en 1851 arbore un buffet plat à la mode italienne et de style Charles X; il est classé aux Monuments historiques tant pour son buffet que pour sa partie instrumentale. L'extérieur présente à l'est une riche façade sculptée de style baroque et au nord-ouest un clocher surmonté d'un campanile en fer forgé.
- L'église Saint-Louis d'Anjou, rue du Colonel Denfert, est l'église du quartier de Ferrières. Elle fut construite à partir du XIVe siècle puis rebâtie vers 1675. C'est entre les murs de cette modeste église que fut signé, le 21 avril 1581, l'Acte d'union des trois bourgs, Jonquières, l'Île et Ferrières, donnant ainsi naissance à la Ville de Martigues.
- L'église Saint-Pierre, place de l'Église la Couronne de Saint-Pierre.
- L'église Saint-Julien, chemin de la Beaumanière de Saint-Julien-les-Martigues.
- L'église Saint-Jean-Baptiste, place des Traceurs de Pierres à la Couronne.
- La chapelle Notre-Dame-des-Marins, route de la Vierge (Notre-Dame-de-Miséricorde, XVIIe siècle), domine la ville sur une colline de plus de 100 mètres d'altitude au nord de la cité. Cette église servit de patronne et de gardienne de la ville, en particulier auprès des marins et des pêcheurs[201]. Depuis cette chapelle, se déploie un remarquable panorama[202] sur l'ensemble de la ville au sud, l'étang de Berre à l'est, le Canal de Caronte, Port de Bouc et le golfe de Fos à l'ouest. Cette église a reçu de nombreux noms différents au cours des siècles comme Notre-Dame de la Mer[203] ou Notre-Dame de la Bonne-Mère[201].
- La chapelle de l'Annonciade, place Lamartine, fut édifiée de 1664 à 1671. Elle est classée monument historique. Elle fut construite par les Pénitents Blancs et abrite des décors exceptionnels en Basse-Provence : murs peints en trompe-l'œil, lambris sculptés, retable doré, plafond peint à la manière vénitienne[204].
- La chapelle Saint-Jean ou de Croix Sainte, avenue du Thym.
- La chapelle des Filles, rue du Docteur Sérieux Jonquières.
- La chapelle Notre-Dame, boulevard de Provence de Lavera.
- La chapelle Sainte-Croix à la Couronne.
- L'ancienne Sainte-Croix à la Couronne (vestiges).
- La chapelle des pénitents bleus, rue du Colonel Denfert.
- L'église réformée, rue de Saint-Pierre (achevée en 1964, architecte Pierre Monheim). Sa cloche provient de l'ancien temple d'Aigaliers (Gard).
- L'église protestante évangélique, place Henri Dunant.
- L'église évangélique de pentecôte, Ancien chemin de Saint-Pierre.
- La salle du royaume, boulevard Jean Jacques Rousseau.

### Monuments civils
- De nombreuses maisons possèdent des façades pittoresques le long des quais et au sein de l'Île qui a profité des programmes de rénovation de la mairie. En particulier, la Maison en Chapeau de Gendarme le long du canal Saint-Sébastien.
- Le pont de Caronte, un viaduc tournant ferroviaire qui enjambe le chenal à l'ouest de la ville depuis 1915. Ce pont fut construit entre 1908 et 1915. Dynamité en 1944 par les Allemands, il fut reconstruit en 1946.
- Le viaduc de Martigues, un viaduc autoroutier qui porte l'A55. Ouvert en 1972, c'est un pont à béquilles d'une longueur de 875m.
- Le fort de Bouc surveille l'entrée du canal de Caronte. Plusieurs fortifications successives furent établies sur la position. Les constructions actuelles datent du XVIIe siècle et sont le fruit d'une reconstruction conduite par Vauban. Les Allemands ont aussi établi de nombreux ouvrages lors de la Seconde Guerre mondiale. La mairie a restauré le fort de 1992 à 2007[81]. Il porte un phare : phare du Fort de Bouc.
- L'Hôtel des gens de mer, construit en 1962 sur les plans de l'architecte André Marie Guez, initialement pour servir comme centre d'accueil des marins avant de faire l'objet d'une exploitation commerciale, avec des intermittences, jusqu'en 2003 et sa démolition en 2011. Son histoire est relatée dans HOT.. le jardin des gens de mer, histoire d'une disparition, écrit et illustré par Sophie Bertran de Balanda, architecte et longtemps urbaniste de la Ville de Martigues[205]. Ce bâtiment et l'histoire des gens qui l'ont exploité, habité ou y ont vécu, témoignent de la manière dont la zone industrielle de Lavéra, loin d'être une enclave séparée du reste de la ville et du territoire, y est en réalité profondément reliée.
- Le Château de Ponteau.
- Les quatre cheminées de la centrale EDF de Ponteau, achevée en 1971, sont un repère emblématique du paysage du littoral martégal. Elles apparaissent notamment dans le film A la vie, à la mort, de Robert Guédiguian, sorti en 1995. Ces cheminées, devenues inutiles depuis l'installation des deux cycles combinés, vont pourtant être démolies en 2023-2024.
- L'hôtel Colla de Pradines, hôtel particulier construit en 1678 pour la famille Colla de Pradines. L'édifice accueil l'hôtel de Ville de 1808 à 1983, puis le tribunal d'instance jusqu'en 2018.
- Bâtie au XVIe siècle, la maison du Chemin de Paradis est la demeure de Charles Maurras, classée monument historique.

### Sites archéologiques
Le territoire de la ville abrite de nombreux sites archéologiques et Martigues possède son propre service d'archéologie. Ce dernier effectue chaque année de nombreuses fouilles qui ont révélé un riche passé. Les principaux sites recensés sont, :
- Le village lacustre de l'Albion.
- Le village de L'Arquet qui fut un village bâti dès le VIe siècle av. J.-C. et occupé par intermittence sur un cap du littoral sud de la commune.
- Le site de Barboussade.
- Le site néolithique de la Baume Longue.
- La villa de Beaumenière.
- Le site de Bonnieu.
- Le site mésolithique de la Cacharelle.
- Le site de Campeu.
- Le site de Canto-Perdrix.
- Le site de Collet Redon.
- La villa de La Couronne-Vieille.
- Le site de l'Escourillon.
- La nécropole de La Gatasse.
- Les villages gaulois sous le quartier de l'Île.
- La villa de Lavaux.
- Maritima Avaticorum qui fut la ville principale des Avatiques sous l'Empire romain.
- Le site de la Mourre du Bœuf.
- L'abri néolithique, les tertres funéraires préhistoriques et la villa romaine de Ponteau.
- La villa de Saint-Julien.
- L'oppidum de Saint-Pierre qui joua probablement le rôle de principale agglomération de la partie occidentale de la chaîne de la Nerthe avant la construction de Maritima Avaticorum.
- Le village lacustre des Salins.
- La villa de Sénèmes.
- La villa de Tabouret.
- Le site gaulois du cap Tamaris qui est l'un des plus anciens sites urbanisés de France.
- La villa de Valeuil.
- L'abri du Verdon.

### Histoire
- Galerie de l'Histoire de Martigues, au Rond-point de l'Hôtel de Ville, dans une galerie, du rez-de-chaussée de l'hôtel de ville sur plus 500 m2, présentation de la Préhistoire, de l'Histoire et de l'Avenir de la ville de Martigues au travers de documents écrits, photographies, maquettes, objets muséographiques, écrans interactifs.

### Musique
- Festival de Musique de Chambre de Martigues (créé en avril 1988) — De la musique baroque à la musique actuelle — 20e édition en juillet 2007
- Côté chanson, on retiendra Adieu, Venise provençale, créé par Alibert dans l'opérette de Vincent Scotto Arènes joyeuses, paroles d’Henri Alibert et René Sarvil, musique de Vincent Scotto (1934). Opérette adaptée à deux reprises au cinéma (voir section « Cinéma »)
- Orgues de l'église Sainte-Madeleine-en-l'Isle, classées monument historique. Ces orgues construites par Prosper-Antoine Moitessier en 1851 ont été récemment restaurées[207] et inaugurées le 6 octobre 2005.

### Cinéma et télévision

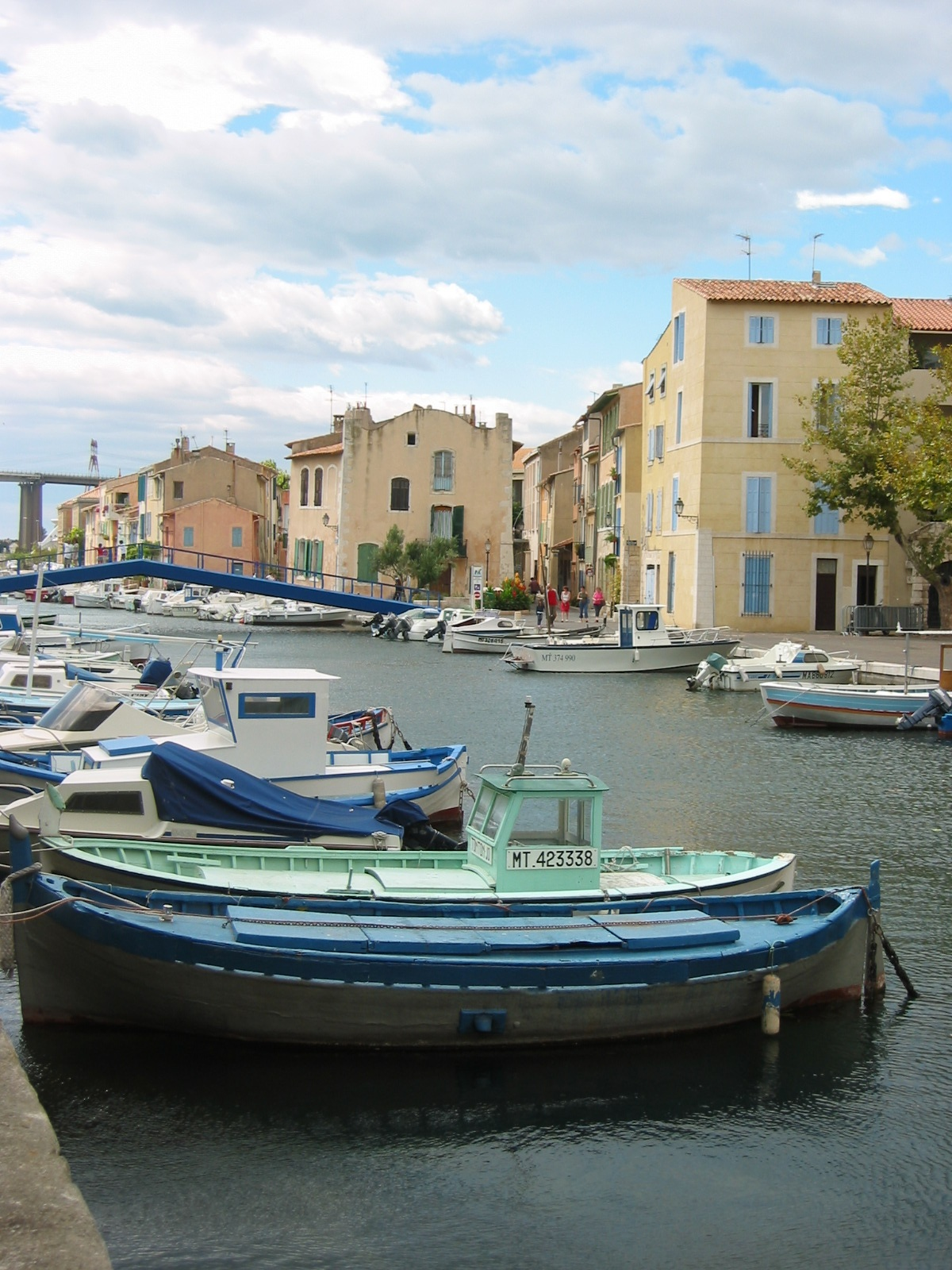
Le canal Saint-Sébastien

Si le film martégal le plus populaire est sans doute La Cuisine au beurre (1963) avec Bourvil et Fernandel, Martigues, passant, avec le temps, de la petite ville de pêcheur à la cité fortement industrialisée avec ses complexes pétrochimiques implantés sur ses rivages, est le lieu de tournage, presque tous les trente ans, d’un film social emblématique reflétant les problèmes cruciaux de son époque :
- Jean Renoir, avec Toni en 1935, filme les difficultés de l’arrivée massive de l’immigration italienne.
- Bernard Paul, en plein mois de mai 1968, étudie avec sensibilité un couple d’ouvriers cherchant de nouveaux repères dans une société de consommation à outrance dévorant Le Temps de vivre.
- En 1995, le Marseillais Robert Guédiguian filme un groupuscule qui survit tant bien que mal, grâce à son bel élan solidaire À la vie, à la mort !, dans ses cabanons et avec ses pauvres combines (le cabaret du « Perroquet bleu » sur la plage).
- Enfin, en 2002, c'est un autre Marseillais, Paul Carpita, qui traitera, dans le ton de la comédie, de sujets graves comme ceux de la délocalisation et de ses répercussions sur l'emploi en France (Marche et rêve ! Les homards de l'utopie).

Avec sa luminosité qui en a fait un lieu réputé des peintres (André Derain, Raoul Dufy, Auguste Renoir, Félix Ziem), l’agglomération martégale ne manque pas d’attirer toute une diversité de réalisateurs qui trouvent leur compte en pinèdes, garrigues, plages et canaux pittoresques pour leurs drames et leurs comédies provençales ou policières :
- 1910 : Les Martigues, documentaire de Léonce Perret (court métrage)
- 1935 : Toni de Jean Renoir avec Charles Blavette, Édouard Delmont, Andrex, une œuvre instigatrice du cinéma néoréaliste…
- 1935 : Arènes joyeuses, 1re version, de Karl Anton, avec Rellys et Alibert qui interprète la chanson de l’opérette originale éponyme Adieu, Venise provençale
- 1938 : Titin des Martigues de René Pujol avec Alibert, Paulette Dubost, Rellys
- 1938 : Orage de Marc Allégret avec Charles Boyer, Michèle Morgan (gare SNCF, Caronte)
- 1943 : La Bonne Étoile de Jean Boyer avec Fernandel, Julien Carette, Édouard Delmont (Carro)
- 1947 : Rumeurs de Jacques Daroy avec Jacques Dumesnil, Jany Holt (Sainte-Anne)
- 1956 : Le Secret de sœur Angèle de Léo Joannon avec Sophie Desmarets, Raf Vallone
- 1957 : Amour de poche de Pierre Kast avec Jean Marais, Geneviève Page
- 1957 : Vacances explosives (L’aventure est sur la route) de Christian Stengel avec Arletty, Raymond Bussières et Marthe Mercadier
- 1957 : Action immédiate de Maurice Labro avec Henri Vidal, Lino Ventura (Sainte-Croix)
- 1958 : Le Piège de Charles Brabant avec Magali Noël, Raf Vallone, Charles Vanel
- 1958 : Arènes joyeuses, 2e version, de Maurice de Canonge avec Fernand Raynaud, Rellys, Marie-José Nat et toujours la chanson Adieu, Venise provençale…
- 1958 : La Fille de feu d’Alfred Rode avec Claudine Dupuis, Raymond Souplex, Armand Mestral (La Couronne)
- 1960 : Normandie-Niémen de Jean Dréville et Damir Vyatich-Berezhnykh avec Giani Esposito, Georges Rivière (route de La Mède)
- 1960 : Les Héritiers de Jean Laviron avec Roger Pierre, Jean-Marc Thibault, Jacqueline Maillan (Lavéra et Caronte)
- 1961 : Un nommé La Rocca de Jean Becker avec Jean-Paul Belmondo et Pierre Vaneck (séquences du « champ de mines » à La Couronne)
- 1963 : Peau de banane de Marcel Ophüls avec Jeanne Moreau et Jean-Paul Belmondo (quai des Girondins, quai Maurice-Tessé)
- 1963 : La Cuisine au beurre de Gilles Grangier avec Bourvil, Fernandel, Claire Maurier
- 1969 : Le Temps de vivre de Bernard Paul avec Marina Vlady, Frédéric de Pasquale, Catherine Allégret, Éric Damain
- 1991 : Dieu vomit les tièdes de Robert Guédiguian avec Jean-Pierre Darroussin, Ariane Ascaride
- 1994 : Le Fils préféré de Nicole Garcia avec Gérard Lanvin, Bernard Giraudeau et Jean-Marc Barr
- 1995 : À la vie, à la mort ! de Robert Guédiguian avec Ariane Ascaride, Pascale Roberts, Jacques Gamblin, Jean-Pierre Darroussin (route d’Auguette, Ponteau)
- 1999 : Les Collègues de Philippe Dajoux avec Joël Cantona, Patrick Bosso, Albert Cantona, Sacha Bourdo, avec la participation de Franck Fernandel
- 2002 : Marche et rêve ! Les homards de l'utopie de Paul Carpita avec Daniel Russo, Roger Souza
- 2003 : Les Corps impatients de Xavier Giannoli avec Laura Smet, Nicolas Duvauchelle (crique de l'Arquet)
- 2004 : Une autre vie, téléfilm de Luc Béraud avec Assumpta Serna, Pierre Maguelon
- 2005 : Les Femmes d'abord, téléfilm de Peter Kassovitz avec Bernard Le Coq, Clémentine Célarié
- 2006-2011 : Mafiosa, le clan, série télévisée Canal+ de Hugues Pagan avec Hélène Fillières et Thierry Neuvic
- 2006-2013 : Camping Paradis, série télévisée TF1 Production, avec Laurent Ournac, Jennifer Lauret, Princesse Erika (Sainte-Croix, camping de l'Arquet, anse du Verdon, Miroir aux Oiseaux, Martigues-ville)

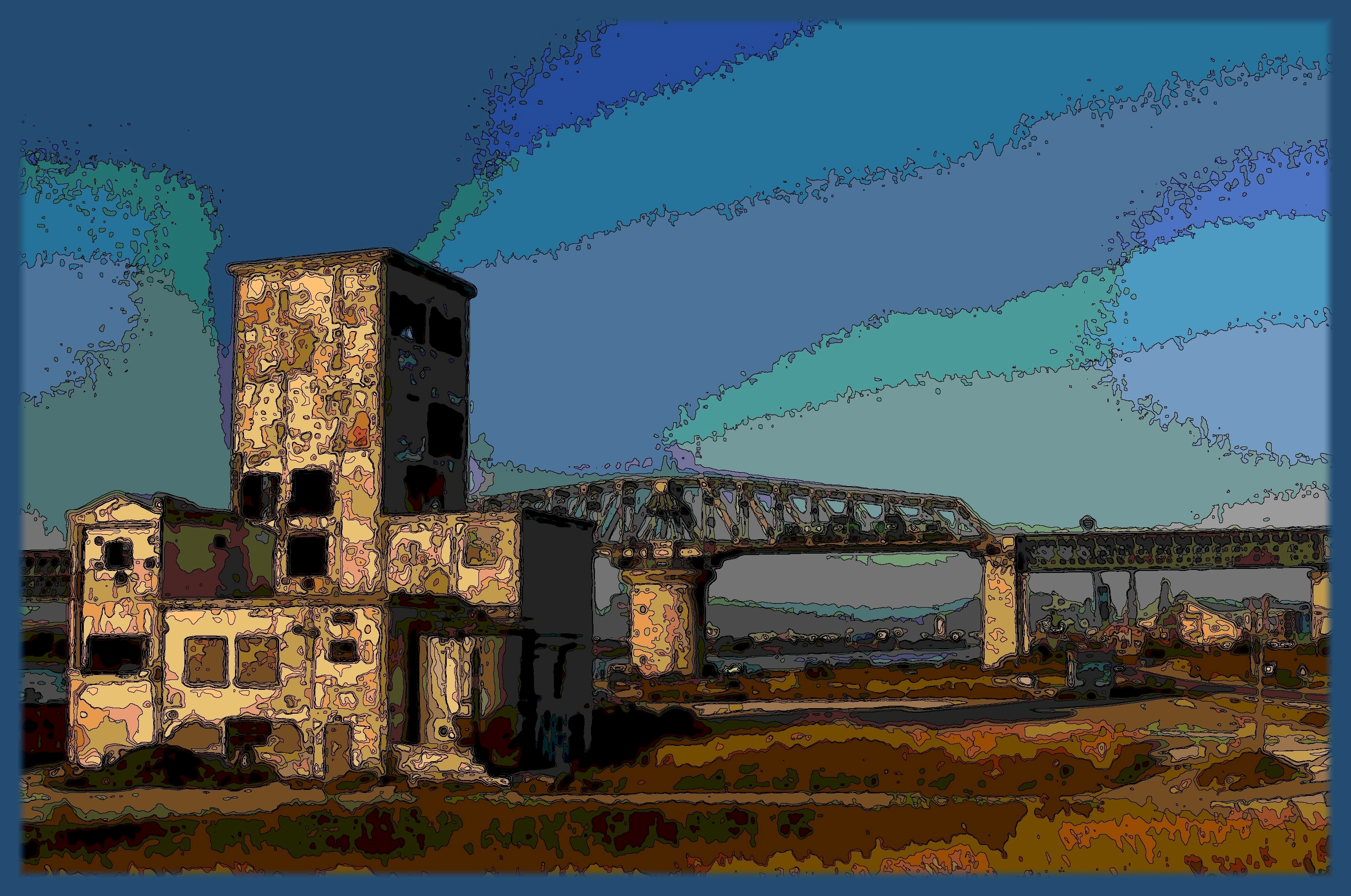
Près du Canal de Caronte :
Mystère (2007)
Les Insoumis (2008)

- 2007 : Mystère, feuilleton télévisé TF1 réalisé par Didier Albert avec Patrick Bauchau, Marisa Berenson, Lio (Caronte)
- 2008 : MR 73 d'Olivier Marchal avec Daniel Auteuil et Olivia Bonamy
- 2008 : Les Insoumis de Claude-Michel Rome avec Richard Berry, Zabou Breitman, Aure Atika (Caronte/Croix-Sainte, complexe pétrochimique de Lavéra, Ponteau)
- 2008 : Le Transporteur 3 d'Olivier Megaton avec Jason Statham, François Berléand et Robert Knepper (séquence Côte Bleue)
- 2009 : Les Toqués, série télévisée de Catherine Touzet, Ludovic Pion-Dumas, Marie Deshaires, avec Ingrid Chauvin, Édouard Montoute et Andréa Ferréol (Les Tamaris)
- 2010 : L'Immortel de Richard Berry avec Jean Reno, Kad Merad, Jean-Pierre Darroussin (Complexe pétrochimique de Lavéra, Ponteau)
- 2010 : Alter ego, court métrage de Jérôme Nunes (résidence de vacances de Carro)
- 2010 : Vieilles Canailles, téléfilm d'Arnaud Sélignac avec Claude Brasseur, François Berléand et Patrick Chesnais (Grand Parc de Figuerolles)
- 2012 : Dans la tourmente de Christophe Ruggia avec Clovis Cornillac, Mathilde Seigner et Yvan Attal (Lavéra, Ponteau/Les Laurons)

### Littérature

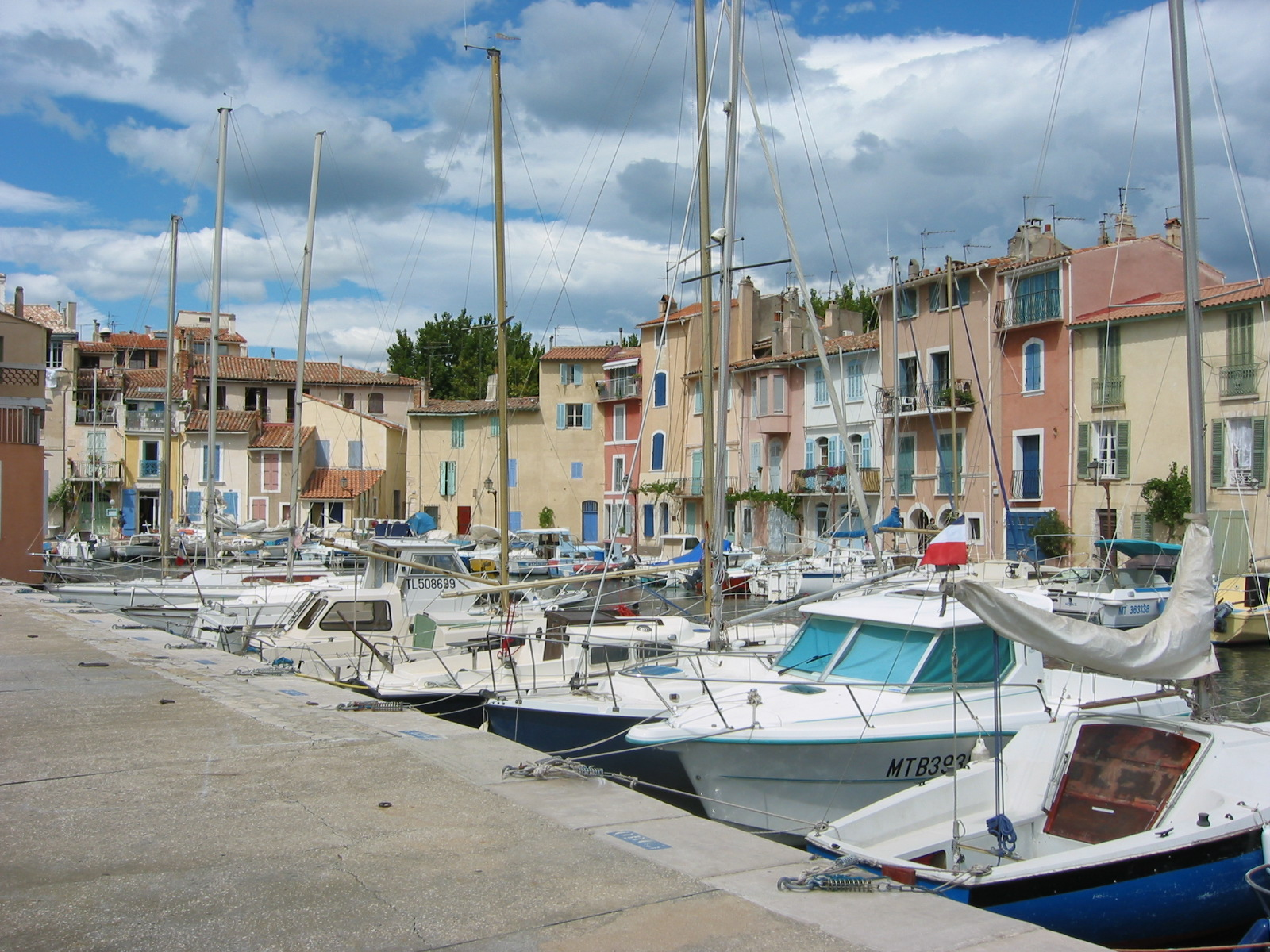
Les maisons du quai Brescon

#### La célébration de la Venise provençale
On doit à Alexandre Dumas une citation fameuse comparant Martigues à Venise, dans "La chemise de la Sainte Vierge", qui fait partie des Contes à dire dans une diligence : "Je n’ai jamais vu d’aspect plus original que celui de cette petite ville, placée entre l’étang de Berre et le canal de Bouc, et bâtie non pas au bord de la mer, mais dans la mer. Martigues est à Venise ce qu’est une charmante paysanne à une grande dame ; mais il n’eût fallu qu’un caprice de roi pour faire de la villageoise une reine."
Martigues est la ville natale de l'académicien Charles Maurras. Dans son discours prononcé le 11 juillet 1888 à la société des Félibres de Paris, présidée ce soir-là par Maurice Faure, ancien ministre et vice-président du Sénat, alors député de la Drôme, Charles Maurras livre son indéfectible attachement à sa ville natale. C’est une sorte de préambule à son énumération des « Trente beautés de Martigues » dont il subsiste peu, la plupart ayant été éradiquées par l’ère moderne (la pêche et sa flotte de tartanes, les salines, les 12 moulins, etc.) :
« Puisque nous sommes ici pour parler de nos pays d'origine, je puis bien vous le dire, c'est Martigues que je vois dans ces moments-là. Quelques disques de terre entourés par la mer, trois petites îles qui font la chaîne au couchant de l'étang de Berre, avec un ruban de maisons qui flotte sur les deux rives : on dirait qu'elles sont là pour amarrer au continent les trois perles que l'eau emporterait ou qu'elle engloutirait.
« J'aime mon village mieux que ton village », nous chante Félix Gras. Je le crois bien, que je l’aime ! Et tous mes compatriotes sont comme moi. Nos hommes de mer en savent quelque chose. Autrefois, qu'un vaisseau sortît de Marseille et qu'un des nôtres y commandât, avec le meilleur vent, la mer juste assez émue pour le charrier doucement à Sète, à Barcelone ou à Majorque, croyez-vous que notre capitaine pût s'éloigner ainsi ? Ah ! Mais non ! Là-bas, miroitaient les trois clochers de la patrie. Vite ! Un coup de barre sur Bouc, vite, le canot à la mer pour le mener jusqu'à Martigues, et embrasser une dernière fois les places vives de son cœur ! »

#### Martigues et l'imagination de l'Anthropocène
Si l'écologie entre terres et eaux de Martigues a retenu l'attention des peintres et des écrivains, au vingt-et-unième siècle, ce sont les transformations et les dégradations écologiques du territoire qui stimulent l'imagination des artistes, notamment romancier.es ou auteurs et autrices de récits fictionnels.
Dans le roman publié à la fois sur papier et en format numérique enrichi, Aujourd'hui Eurydice (2018), Claire Dutrait revisite le mythe d'Orphée. Le roman s'appuie sur des notes et des repérages vidéos, accessible sur l'"avant-site" du livre, où sont mises en avant l'esthétique rude mais poétique du site mais aussi sa nocivité à travers les pollutions qui ont affecté la santé des ouvriers des usines chimiques de la zone de Caronte.
Deux récits récents font de Martigues un site emblématique des transformations de l'Anthropocène, cette époque géologique où l'homme est devenu une force géologique. Le philosophe, performeur et plasticien Mathieu Duperrex, dans son livre Voyages en sol incertain. Enquête dans les deltas du Rhône et du Mississipi (2019) documente les effets écologiques de ces transformations géologiques et des flux de matière sous, sur et au dessus des sols de Martigues et de sa région. Il s'intéresse au réseau de réservoirs souterrains d'hydrocarbure maintenus sous pression grâce à la saumure, qui vont bien au-delà de Martigues, aux remblais qui bordent le canal, et aux pollutions de l'industrie pétrochimique, tant aériennes qu'hydriques. Il évoque en particulier le canal de Caronte et, au-delà des traditionnels calens, la fabrique de saumure qui fut l'industrie pionnière de cette petite région, et ses dérivés industriels que sont aujourd'hui le brome, le chlore et le plastique, causes de lentes et invisibles pollutions ingérées par les mulets que pêchent les calens pour produire la traditionnelle poutargue. (L'Alchimie du sel, pp. 85-88).
Dans cet environnement qui pourrait apparaître maudit, il se fait attentif aux traces de vie, au "bestiaire des zones sédimentaires" selon Cathy Jurado : . ceux qu'il dénomme les "spectres", les "résidents" et les "sentinelles" : "Ce matin, à l'occasion d'un retour à Lavéra, sur la plage de Ponteau, je tourne un temps le dos aux cheminées rouge et blanc et aux torchères de Naphtachimie. Et même si ce porte-conteneur de la CMA-CGM qui va droit en direction du terminal de Fos attire le regard, et bien que les lâchers bruyants et méphitiques de vapeur industrielle ne fassent guère oublier longtemps le singulier contour paysager, on peut tout de même vaquer un moments aux innocentes trouvailles de la place. [...] Il y a aussi, sur la plage de Ponteau, ce poudingue ferreux du littoral, caillou rougeâtre dense, lourd, au faciès criblé et grenu. Je place celui ci dans le coffre de ma voiture pour examen ultérieur. Mais une fois à la maison, je me rends compte que c'est un milieu habité que j'ai fait voyager sans y prendre garde. Sur ce rocher évolue à présent un petit escargot des haies."(pp.129-130).
Pour sa part, l'architecte Sophie Bertran de Balanda reconstitue dans son livre HOT.. le jardin des gens de mer, histoire d'une disparition, les vies des habitants de ce haut-lieu de l'histoire industrielle et portuaire. A travers l'effacement de ce lieu, au nom des contraintes de sécurité, elle interroge aussi la place durable et structurante de l'industrie sur le territoire et la manière dont malgré sa mise à distance, les liens mémoriels mais aussi écologiques vont marquer l'avenir de la ville. "Le site n'est pas mort ; peut-être est-il même en pleine renaissance. Épousant la pente naturelle, "le quartier du port" s'est mué avec le temps en jardin expérimental tout en résistance. Les plantes et les arbres apprennent à vivre en milieu hostile et l'air a gardé quelques effluves de l'hôtel. A notre insu, il se fabrique ici un univers, certes modeste mais vivant, qui prépare un avenir apaisé et poétique à ce mirage portuaire construit avec enthousiasme et détruit dans l'indifférence, enfin presque" (p.190). La réflexion mené dans cet ouvrage prolonge celle ouverte dans une contribution pour la revue Rives méditerranéennes.
Deux romans de Sigolène Vinson inscrivent leur fil narratif dans les mutations écologiques de l'Etang de Berre et des rives de Caronte à Martigues. Dans Maritima (2019), qui reprend les codes du polar, on suit deux familles de pêcheurs au calen, ces filets qui attrapent les muges qui vont et viennent entre la mer et l'Etang de Berre. Leurs péripéties sont l'occasion de souligner la disparition d'un mode de vie déclassé par la modernité mais aussi en raison de la pollution de l'eau par l'industrie. Celle-ci attire, qui attire les nouvelles générations, dont notamment un jeune ingénieur d'origine maghrébine, mais se révèle mortifère, ce dernier étant atteint d'un cancer vraisemblablement lié à son travail dans la pétrochimie. Le Monde évoque ce roman ainsi : "Mêlée aux odeurs des raffineries et du pétrole, une sensualité très méditerranéenne baigne ce portrait d’une femme étrange, comme étrangère à elle-même" 
La Palourde, dont l'action se déroule principalement à Saint Chamas, inscrit une romance entre une journaliste qui est la narratrice et un pêcheur, dans une autre histoire de dégradation environnementale, cette fois-ci celle de l'Etang de Berre dont les eaux salines sont remplacées par les eaux douces et limoneuses de la Durance qui sont turbinées dans l'usine hydroélectrique de cette localité. La journaliste Florence Bouchy du Monde présente ainsi le décor du livre : "Dans l’eau saumâtre de la lagune, sous l’effet des canicules répétées et du rejet massif d’eau douce par une centrale hydroélectrique, qui modifient son équilibre écologique, les espèces animales les plus courantes sont menacées d’extinction." Pour elle, "La Palourde devient ainsi la somme des récits que s’invente la protagoniste pour se sentir vivante, et des enquêtes qu’elle mène pour trouver l’envie de continuer à vivre." Il établit ainsi une équivalence entre le récit ancré dans la géographie locale en transformation et la vie de la romancière, victime de l'attentat de Charlie Hebdo en 2015 et qui reconstruit sa vie sur les rives de l'Etang de Berre. Le journal marseillais Mars Actu relate d'ailleurs un article paru dans Charlie Hebdo sous la plume de Sigolène Vinson qui analyse les problèmes environnementaux de la région, et notamment les pollutions industrielles. Dans un portrait, Mars Actu revient sur l'inspiration que tire Sigolène Vinson de l'étang de Berre et de ses problèmes écologiques, qui a motivé son engagement politique au conseil municipal de Martigues en 2020, où elle détient une délégation consacrée aux problèmes de l'Étang de Berre.

### Dans la fiction
- Le roman Les Six Compagnons à l'Étang de Berre, paru en 1983, se déroule en partie à Martigues.

### Art dans l'espace public
(liste non exhaustive)
La Ville possède des œuvres exposées de façon permanente dans ses rues :
- Quartier de l'Île/le Brescon : buste d'Étienne Richaud (bronze) sur un socle en pierre, avec un garçonnet (bronze) hissé sur la pointe des pieds pour écrire la genèse de l’hommage sur la plaque apposée sur le socle ;
- Quartier de l’Île, devant la Prud'homie de pêche : Femme nue assise, bronze de Baltasar Lobo ;
- Quartier de l'Île, quai Toulmond : peinture de 80 m2, sans titre de Guillaume Bottazzi[223]
- Quartier de Ferrières, à l'entrée du pont quai des Girondins : Le Pêcheur et la Ramendeuse[224] au début du XXe siècle (bronze), pêcheur debout portant un filet et faisant face à une ramendeuse assise sur un banc et occupée à sa tâche, pièce unique de Sébastien Langloÿs, 2010, Fonderie Michel Ilhat.
- Trois œuvres du sculpteur Bernar Venet sont exposées depuis 2019 dans l'espace public martégal, initialement pour un an et de manière temporaire mais qui dure. Il s'agit « 219.5° Arc x 15 » installée sur la pointe San Christ, à l'Île, et "Deux lignes indéterminées" et  « 9 Lignes obliques » au jardin du Brescon, en bordure de l'Etang de Berre[225].

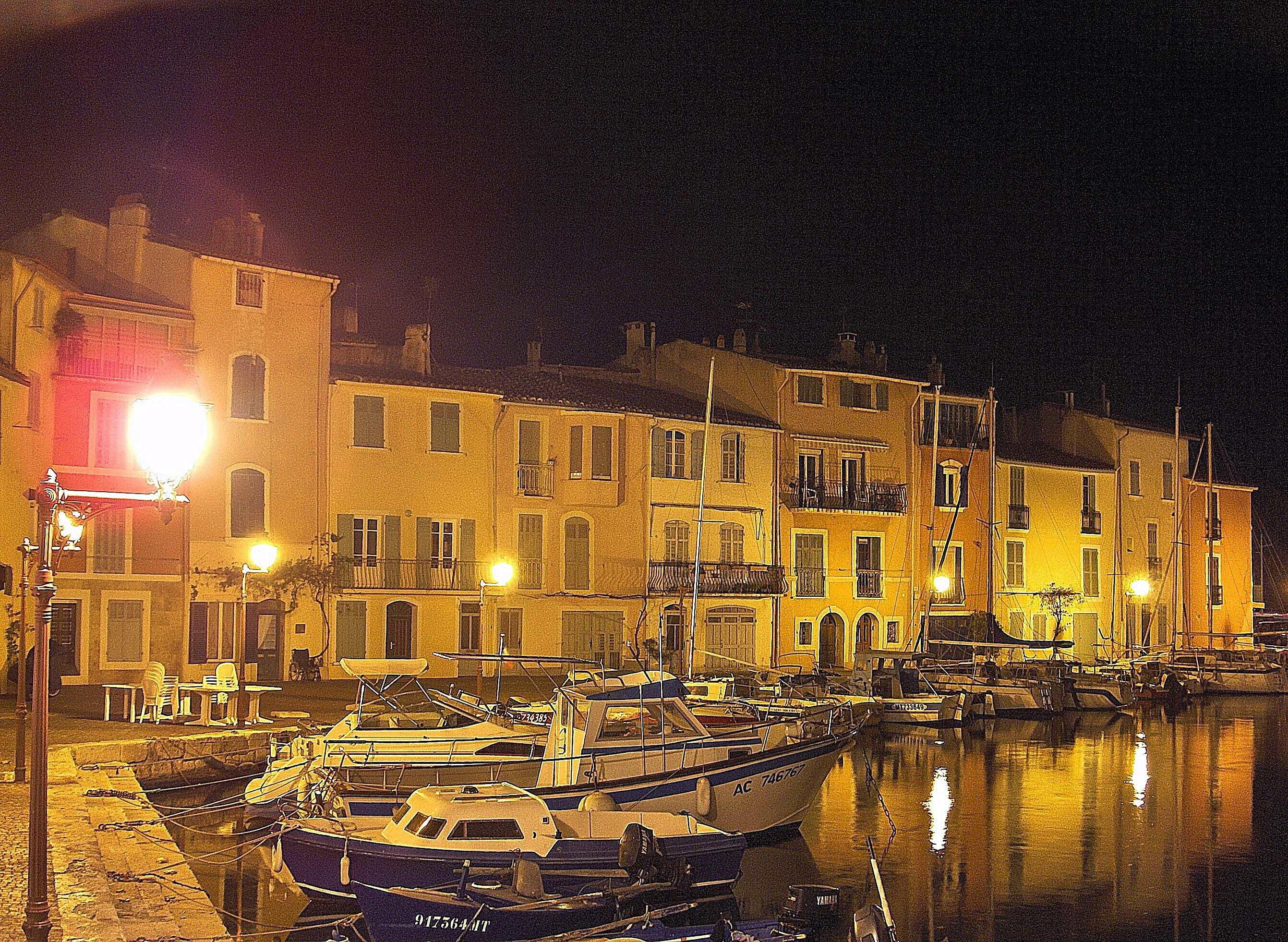
Le Miroir aux oiseaux (nuit).

### Peinture
Plus que tout autre, Félix Ziem (1821-1911) sera « Le peintre de Venise ». Né à Beaune et formé à l'École d'Art de Dijon, après ses voyages initiatiques d'artiste en Italie où il séjourna longtemps à Venise, c'est à Martigues qu'il fera construire son atelier, berceau d'une multitude de peintures, aquarelles et dessins. Il écrivait : « Je pars pour le Midi pousser une pointe de travail et d'observation. Le travail incessant de l'atelier m'énerve et efface les souvenirs. Je pense donc voir Sète, Martigues, Marseille, faire quelques études de mer, de montagne, de nature, quelques impressions pouvant produire un résultat. »
La ville crée en 1908 le musée Félix-Ziem.
Après Félix Ziem, d'autres artistes attirés par la lumière du Midi, viendront peindre à Martigues parmi lesquels : Raoul Dufy, André Derain, Francis Picabia, Émile Beaussier, Louis Bonamici, Henry Gérard…

### Gastronomie
- La spécialité martégale la plus connue est la poutargue, également appelée « Caviar Martégal ». Il s'agit d'œufs séchés de poissons mulets[226].
- L'AOC Coteaux d'Aix-en-Provence, La Venise Provençale, est produite par la coopérative de Saint-Julien-les-Martigues depuis 1986 à raison de 11 000 hl[197]. Cette partie des vignobles AOC (250 hectares) est celle située le plus près de la mer.

### Cadre de vie
- La commune est récompensée par quatre fleurs depuis 1989[181]. La ville est aussi récompensée du Grand Prix National depuis 1996. Ce prix a été confirmé pour trois ans pour 1997, 2000, 2003[181] et en 2007 au concours des villes et villages fleuris[227].
- Martigues a été classée au rang des stations balnéaires françaises le 23 juin 2008.
- Grand Parc de Figuerolles : d’une surface de 131 ha, ce parc naturel destiné à la détente, succession de plaines et de vallons recouverts de pinèdes, situé en bordure de l’étang de Berre, offre aux visiteurs :
  - Petit train touristique
  - Aires de pique-nique
  - Parcours ludiques pour enfants
  - Sentiers de randonnée : des plus accessibles (aux familles) jusqu’aux plus sportifs
  - Espace équestre : promenades à poney, école de monte
  - Parcours acrobatiques
  - 3,5 km pour jogging
  - 3 km de parcours VTT
  - Une ferme pédagogique (300 animaux)
  - Observation de la faune aquatique sur les rives de l'étang de Berre : canards, échassiers, goélands, etc.
  - Patrimoine rural : vestiges (certains datent des XVIIe et XIXe siècle) de constructions traditionnelles agricoles telles que bergeries et installations hydrauliques (puits et citernes en pierre)
  - Serres municipales
  - Découverte de la flore méditerranéenne (une cinquantaine de plantes) en 27 stations grâce à la visite guidée du sentier botanique des restanques cheminant dans un environnement naturel remarquable

## Personnalités liées à la commune

### XVIesiècle
- Sébastien de Luxembourg-Martigues, vicomte de Martigues, fut gouverneur de Bretagne et l'un des commandements des armées catholiques lors des guerres de religion. Il participa notamment à la bataille de Montcontour et trouva la mort le 20 novembre 1562 au siège de Saint-Jean-d'Angély[228].

### XVIIesiècle
- Le duc César de Vendôme (1594 - 1665), prince de Martigues en 1609, par son mariage avec Françoise de Lorraine-Luxembourg, fille de la princesse de Martigues.

### XVIIIesiècle
- Jean-Baptiste Bertrand, médecin à Marseille pendant la peste de 1720, né à Martigues en 1670 et décédé à Marseille en 1752.
- Barthélemy Vidal, médecin, consul de Martigues et directeur de l'Académie de Marseille, né à Martigues en 1741.

### XIXesiècle
- Joseph Boze, peintre, né à Martigues en 1745 et décédé à Paris en 1825.
- Joseph Flaugier, peintre, né à Martigues en 1757 et mort à Barcelone en 1813, directeur de l'école des Beaux-Arts de Barcelone, la célèbre Llotja.
- Paul-Michel-Frédéric Caudière, officier de marine et gouverneur colonial français, né à Martigues en 1822 et décédé à Marseille en 1887.
- Étienne Richaud (Étienne Antoine Guillaume Richaud), gouverneur général de l'Indochine française, né à Martigues le 10 janvier 1841 et mort le 31 mai 1889 dans le golfe du Bengale.

### XXesiècle
- Henri Fabre réalisa en 1910 à Martigues le premier vol en hydravion.
- Charles Maurras, académicien, fondateur de l'Action française, né à Martigues en 1868 et décédé à Saint-Symphorien-lès-Tours en 1952.
- Louise Dupau (1874-1966), peintre, y est morte.
- Laurent Di Lorto (1909-1989), gardien international de football français.
- Joseph Hurard, membre des artistes peintres et sculpteurs du Groupe des Treize Avignonnais, né à Avignon en 1887 et décédé à Martigues le 18 février 1956[229].

### XXIesiècle
- Lucien Bérardini, alpiniste, né à Martigues en 1930 et décédé en 2005.
- Paul Brot, ancien footballeur de Sochaux-Montbeliard, Louhans-Cuiseaux et AJ Auxerre, né à Martigues en 1950.
- Christophe Tarkos, poète, né à Martigues en 1963.
- Georges-Pascal Ricordeau, né à Martigues en 1963, peintre et sculpteur, connu pour ses œuvres sculptées à partir de sacs plastiques tressés.
- Éric Bernard, pilote de F1 né à Martigues en 1964.
- Jean-Noël Cabezas, ancien footballeur, né à Martigues en 1966.
- Christophe Cazenove, scénariste de bandes dessinées, né à Martigues en 1969.
- Imany, auteure-compositrice-interprète et mannequin, née à Martigues en 1979.
- Armelle Deutsch, actrice, née à Martigues en 1979.
- Rod Fanni, footballeur, né à Martigues en 1981.
- Victorien Delamare, né à Martigues en 1982, acteur, notamment du film La Gloire de mon père, adaptation cinématographique du roman de Marcel Pagnol.
- Johann Chapoutot, né le 30 juillet 1978 à Martigues est un historien spécialiste de l'histoire culturelle du nazisme.
- Clara Sanchez, pistarde, née à Martigues en 1983.
- David Gigliotti, footballeur, né à Martigues en 1985.
- André-Pierre Gignac, footballeur international, né à Martigues en 1985.
- Fabrice Begeorgi, footballeur, né à Martigues en 1987.
- Yohan Mollo, footballeur, né à Martigues en 1989.
- Ali Ahamada, footballeur, né à Martigues en 1991.
- Foued Kadir, footballeur, né à Martigues en 1983.
- Clara Luciani, chanteuse, née à Martigues en 1992.
- Mahdi Camara, footballeur, né à Martigues en 1998.
- Amélie Rotar, volleyeuse internationale, née à Martigues en 2000.
- Jacques Rémy, footballeur, marqua en 1999 une vingtaine de buts avec le FCM.
- Les frères Gilles et Giacomo Coustellier y sont nés. Ils sont tous les deux champions du monde de VTT Trial.
- Le comédien marseillais Titoff est passé, sans grand résultat, par le centre de formation du FCM.

### Héraldique
| Blason de Martigues | Blason  | De gueules à la tour d'argent, ouverte et ajourée du champ, maçonnée de sable, accompagnées de deux clefs adossées aussi d'argent. Devise / CriTuta manet in pelago damnoque fit tutior » (elle reste forte dans la mer calme et devient plus forte dans la tourmente) |
| Blason de Martigues | Détails | Le statut officiel du blason reste à déterminer. |

## Codes
Martigues a pour codes :
- MT, selon la liste des quartiers maritimes.

## Divers
Selon les archives du GEIPAN (qui regroupent les archives du GEPAN et du SEPRA), Martigues est la commune française où a été recensé le plus grand nombre de cas d'OVNI (1980, 1982 à deux reprises,, 1994, 1997, 1998 et 2001). Cependant, la ville est entourée d'aéroports, la plupart des autres villes portuaires françaises présentent un nombre de cas élevé (par exemple, Marseille a six cas recensés et Le Havre en compte cinq) et le département des Bouches-du-Rhône est le plus prolifique de France en OVNI.

## Iconographie

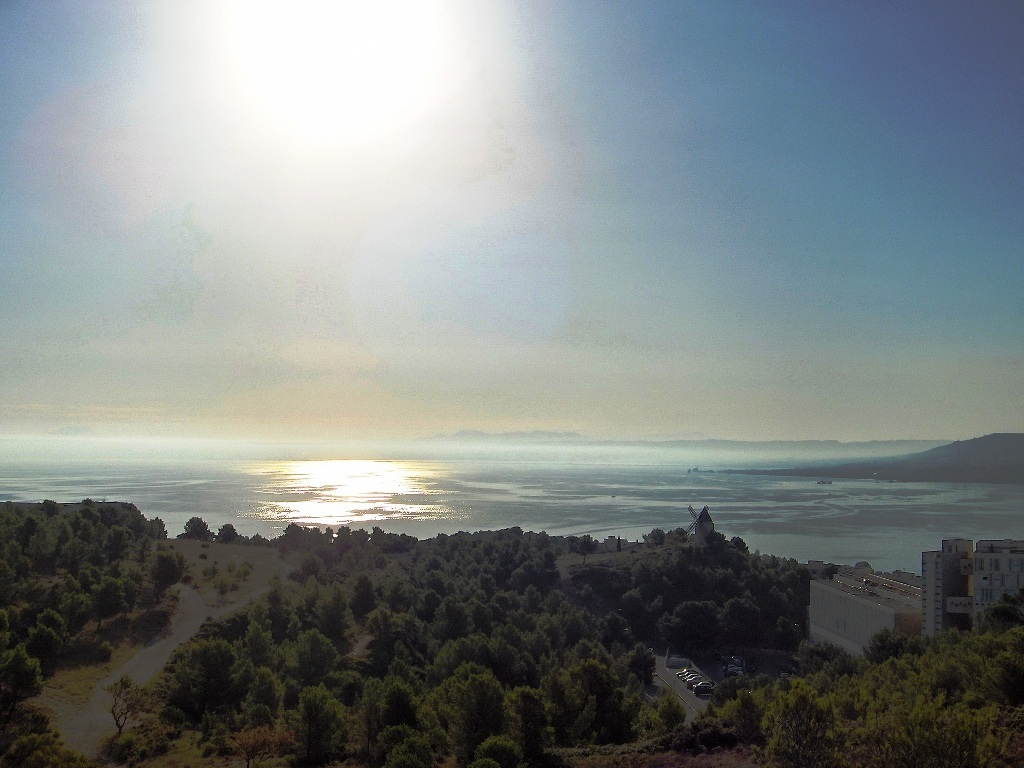
Lever de soleil sur l’étang de Berre. Vue depuis la chapelle Notre-Dame-des-Marins.
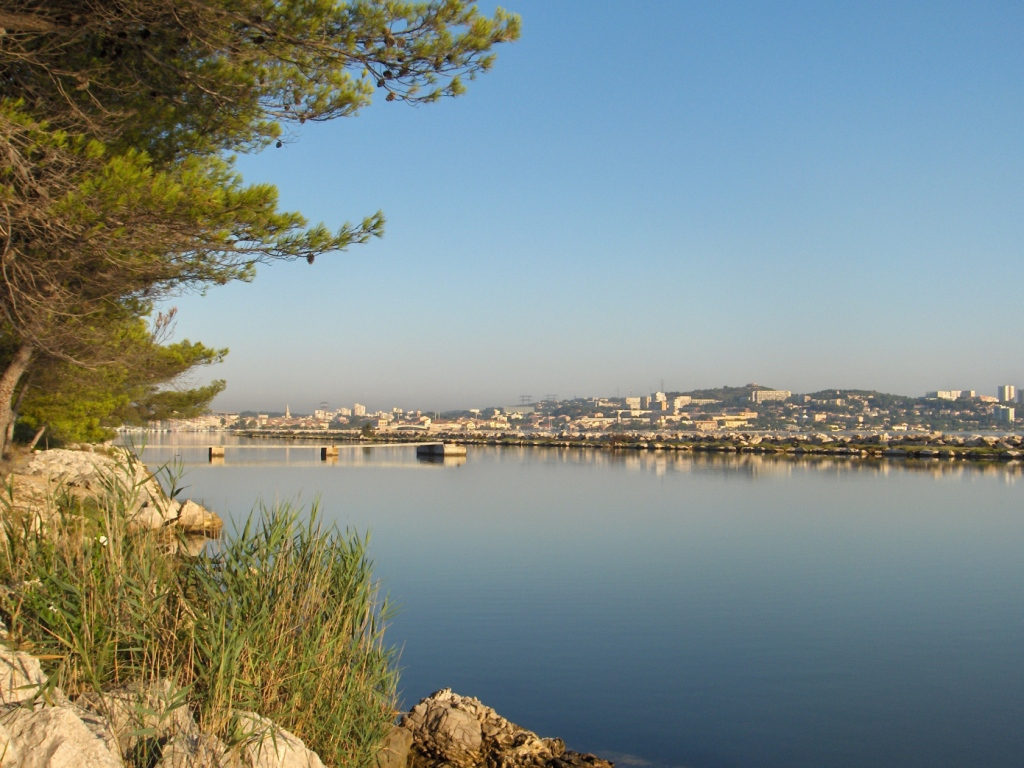
Vue générale depuis Khariessa.
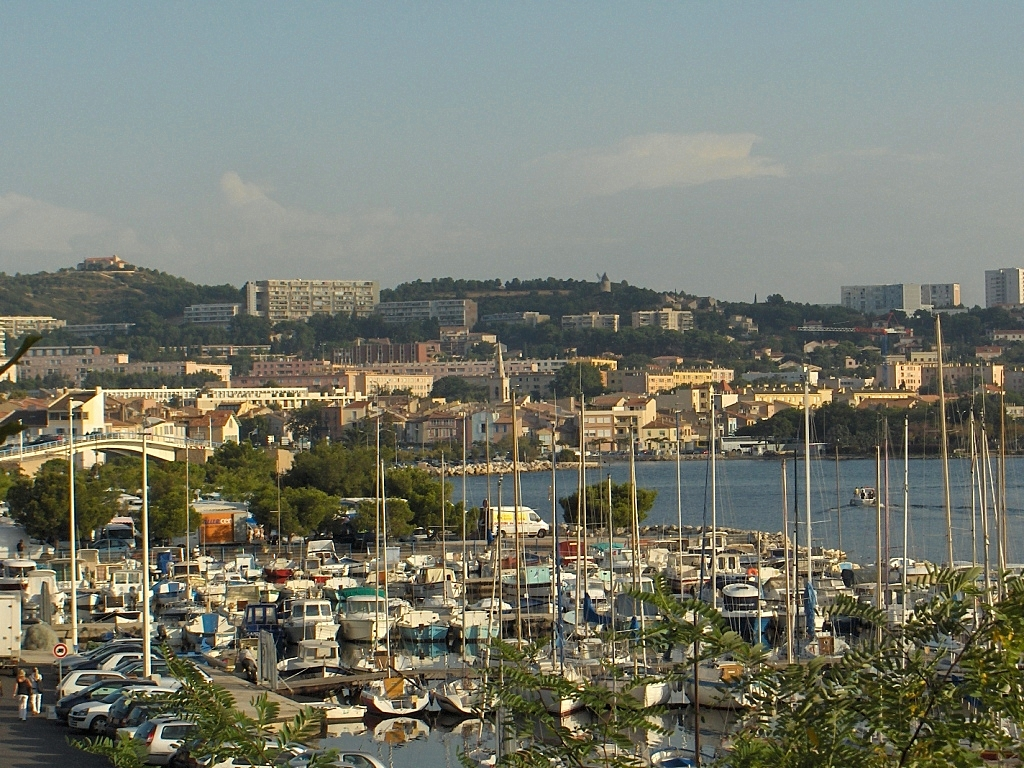
Le port de Jonquières et en haut à gauche, la chapelle Notre-Dame-des-Marins.
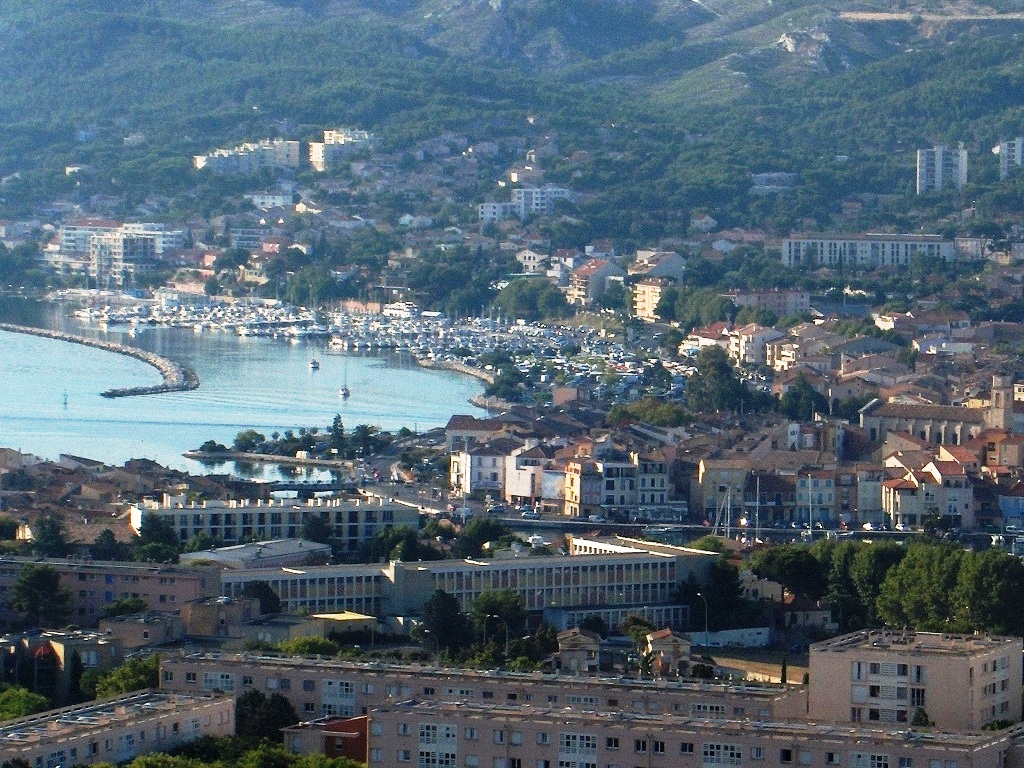
Vue générale depuis la chapelle Notre-Dame-des-Marins.
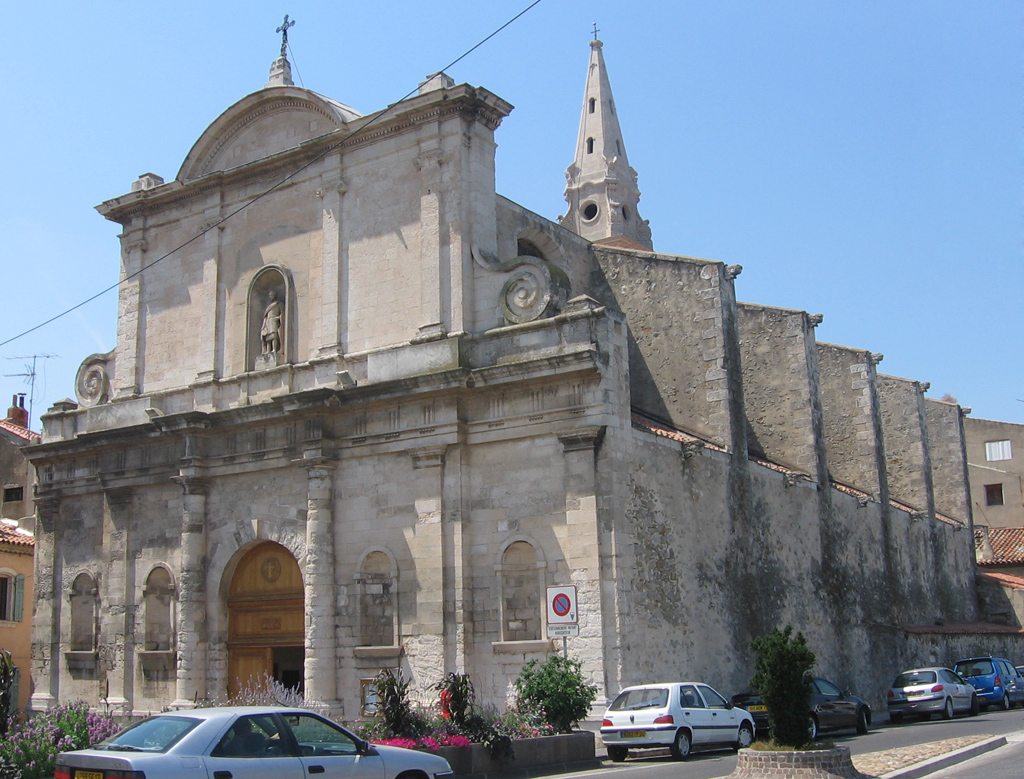
Église Saint-Genest du XVIIe siècle (quartier de Jonquières).
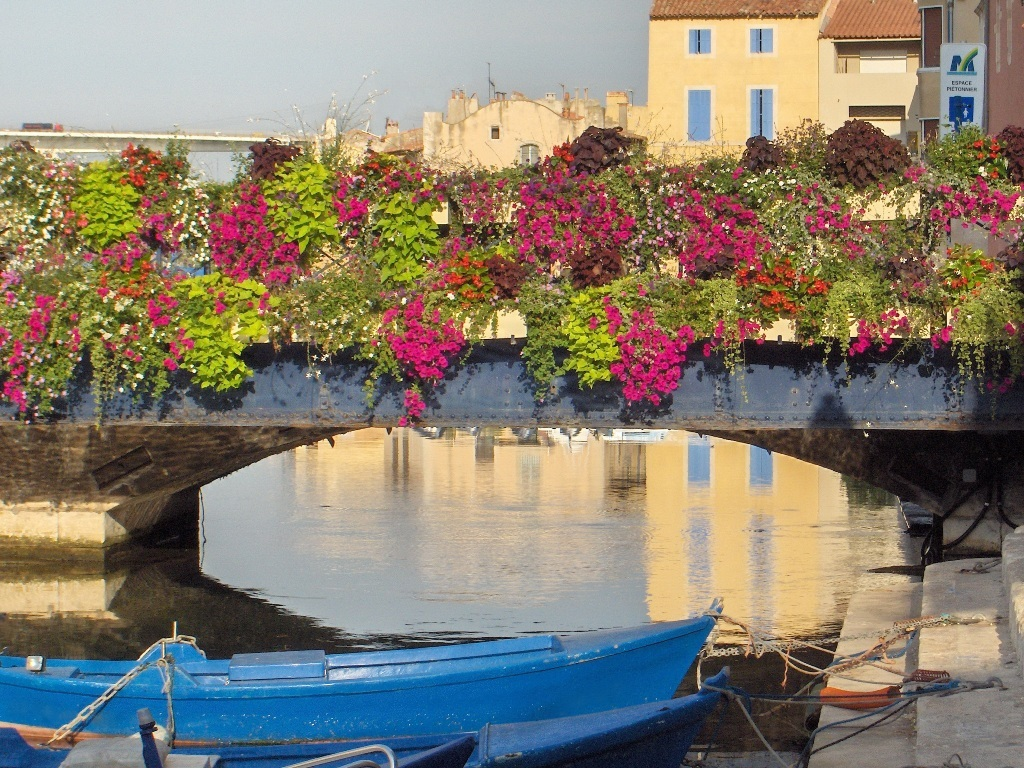
Pont sur le canal Saint-Sébastien (quartier de L'Île).
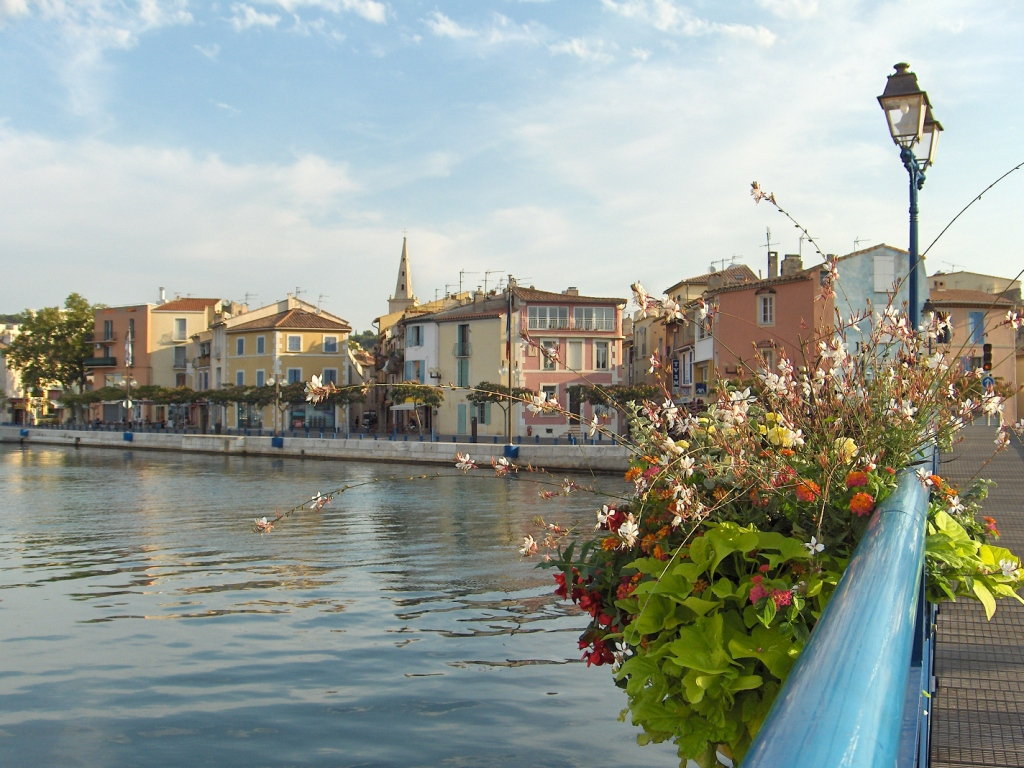
Quai Maurice Tessé (quartier de Ferrières).
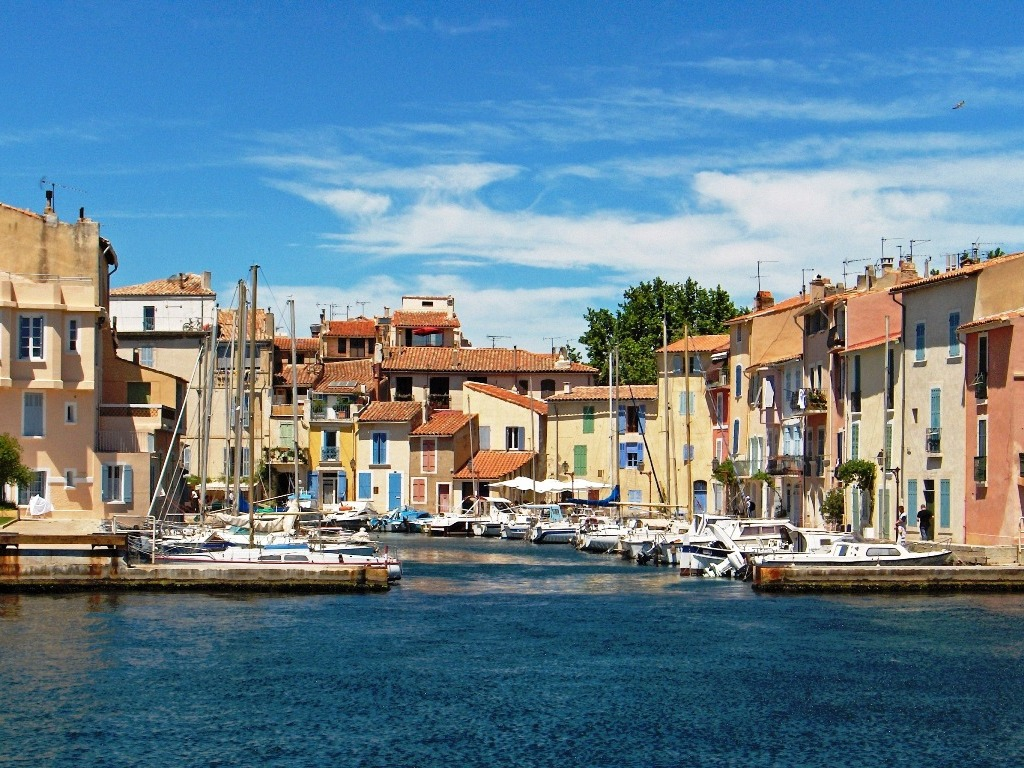
Quai Brescon et canal Saint-Sébastien (quartier de L'Île).
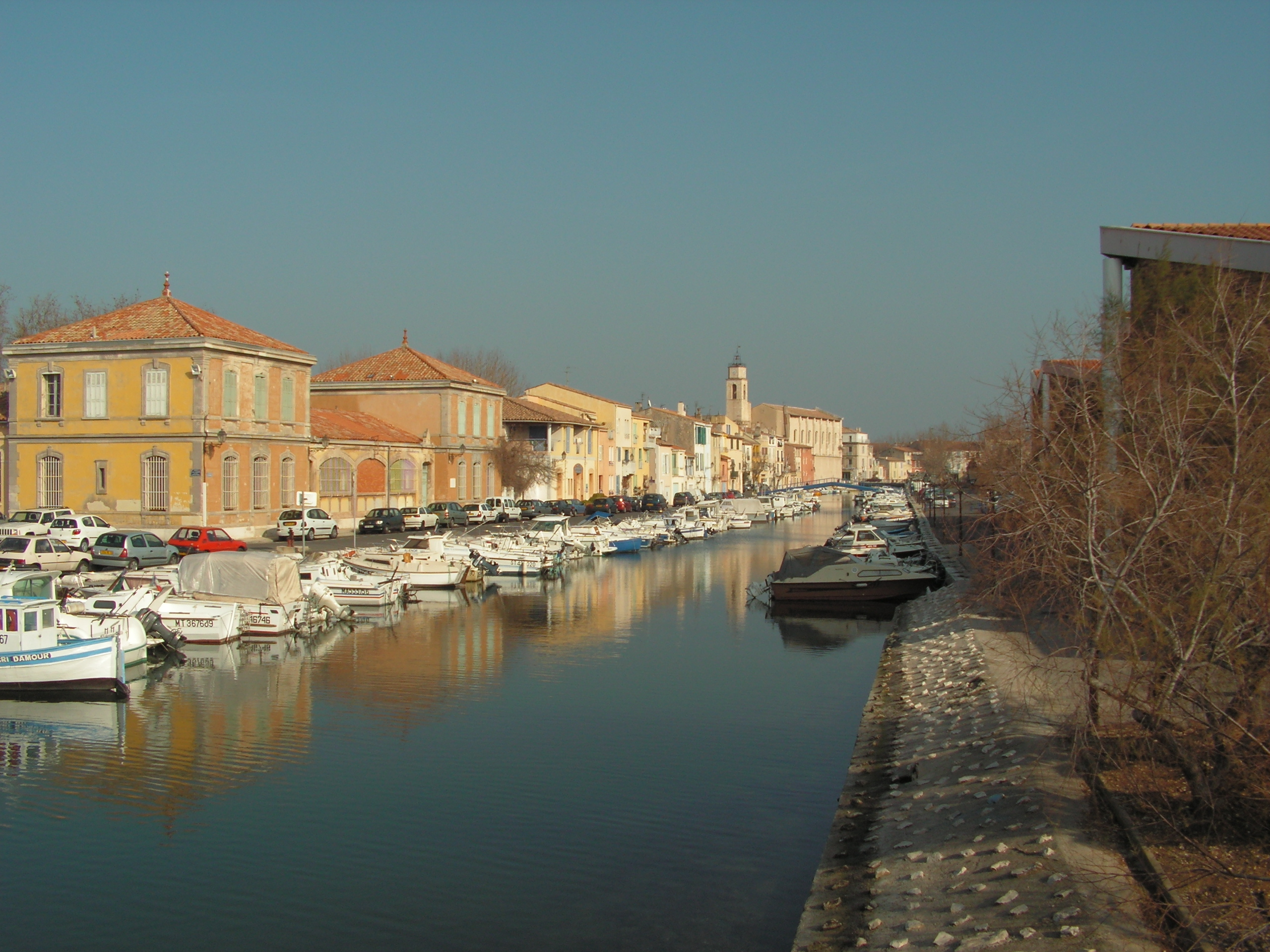
Canal Saint-Sébastien (quartier de L’Île).
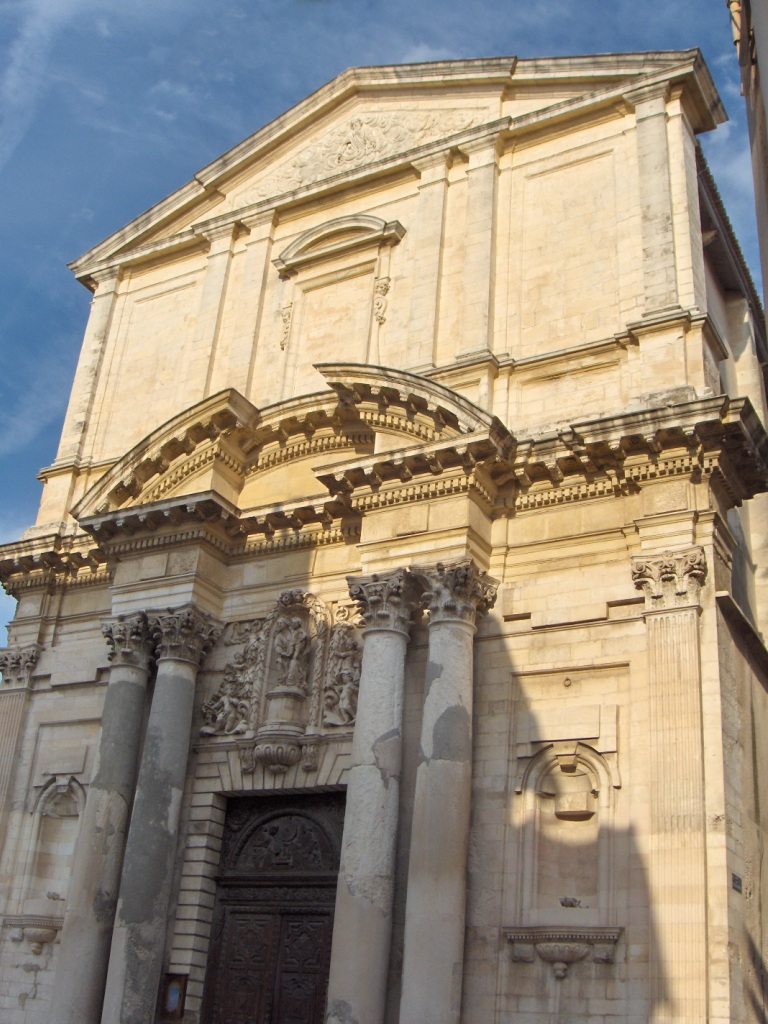
Façade baroque de l'église Sainte-Madeleine (XVIIe siècle, quartier de L'Île).
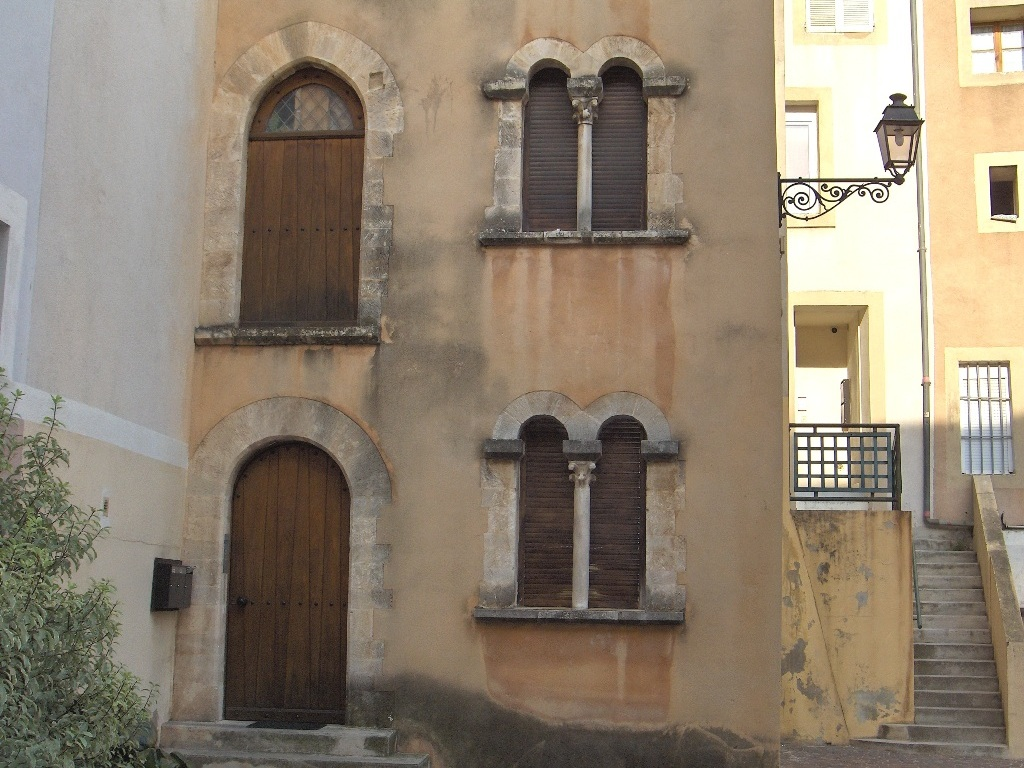
Une façade romane (quartier de L'Île).
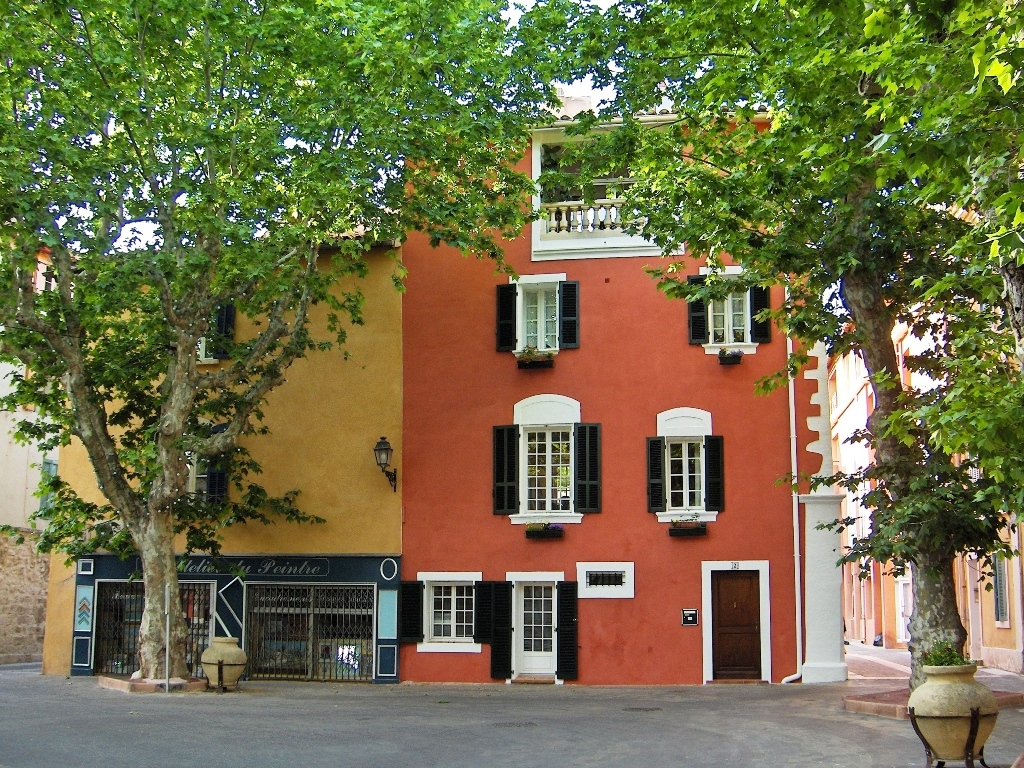
Place Mirabeau (quartier de L'Île).
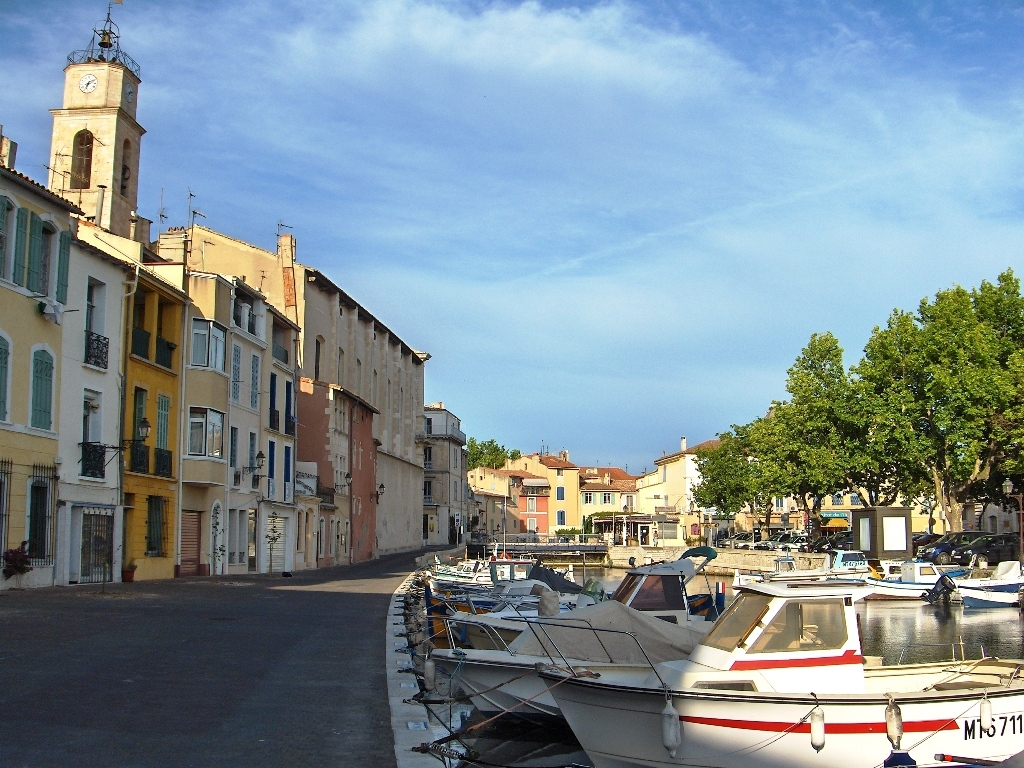
Église Sainte-Madeleine. Quai Marceau. Canal Saint-Sébastien (quartier de L'Île).
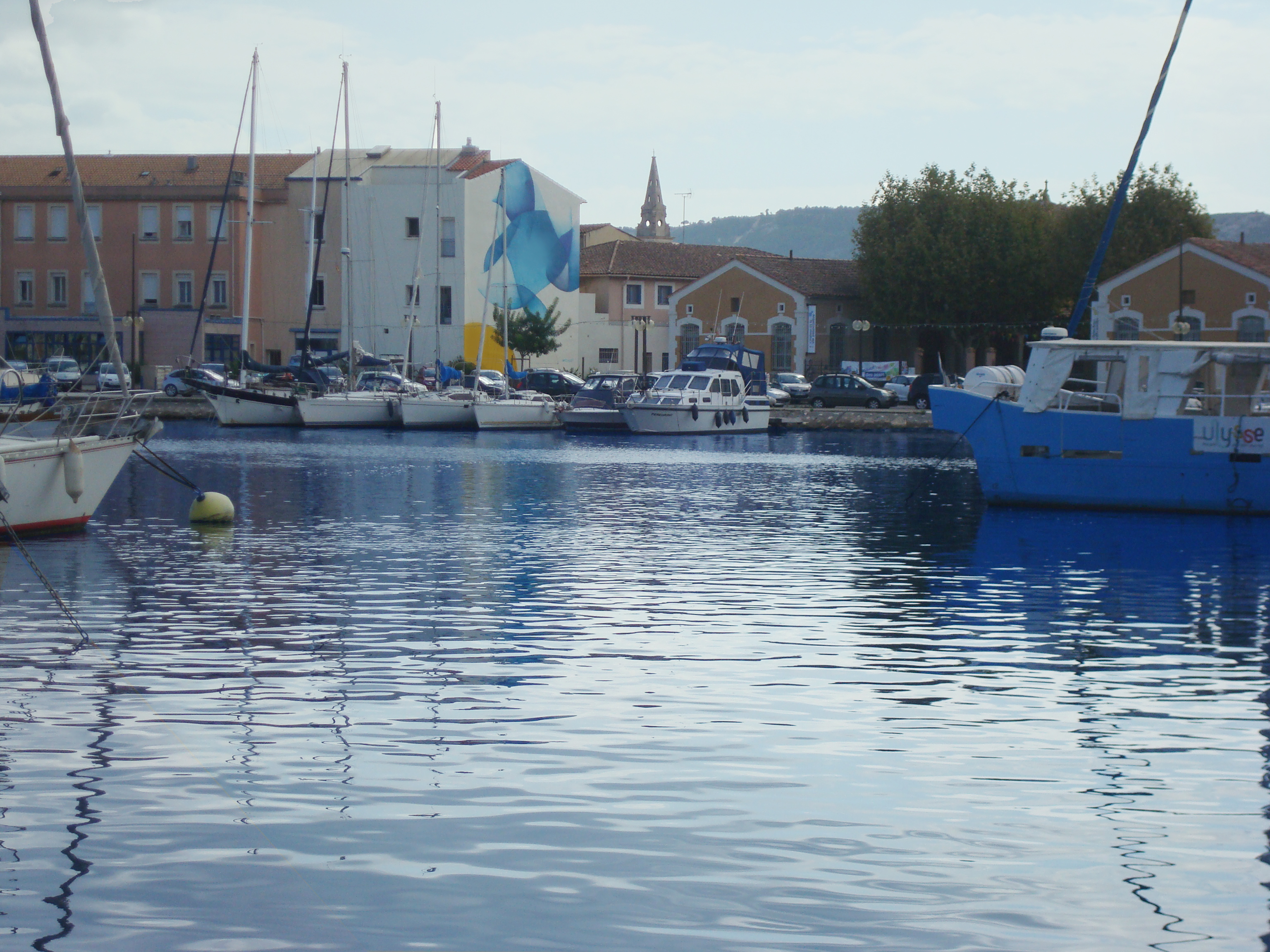
Peinture monumentale de Guillaume Bottazzi (quartier de L'Île).
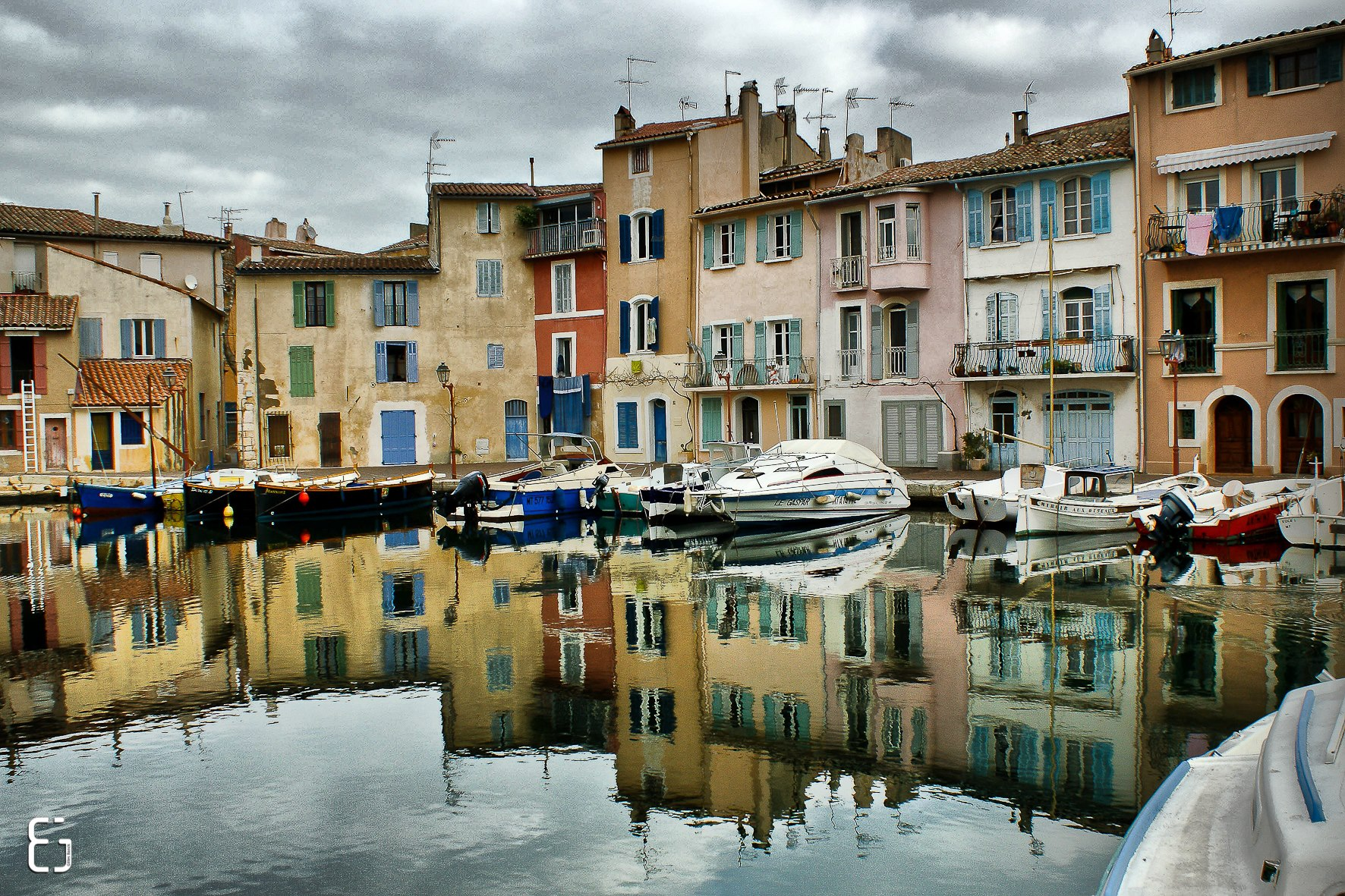
Le miroir aux oiseaux (quartier de L'Île).
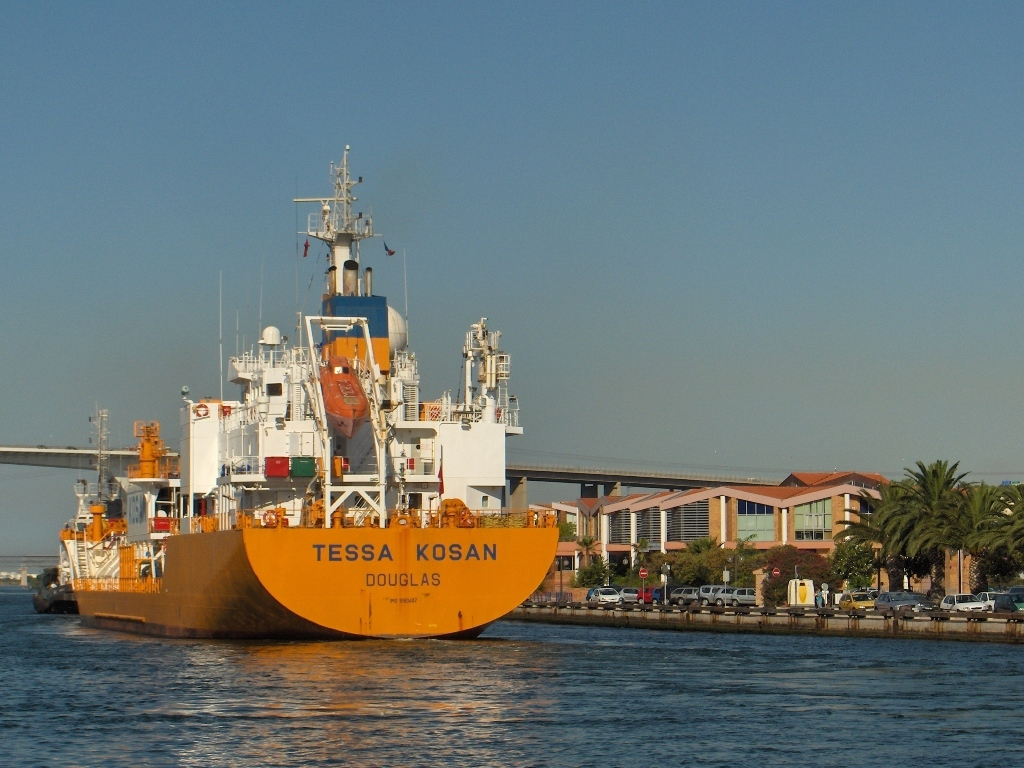
Viaduc de Martigues, A55, tanker Tessa Kosan (Île de Man) et médiathèque Louis Aragon.
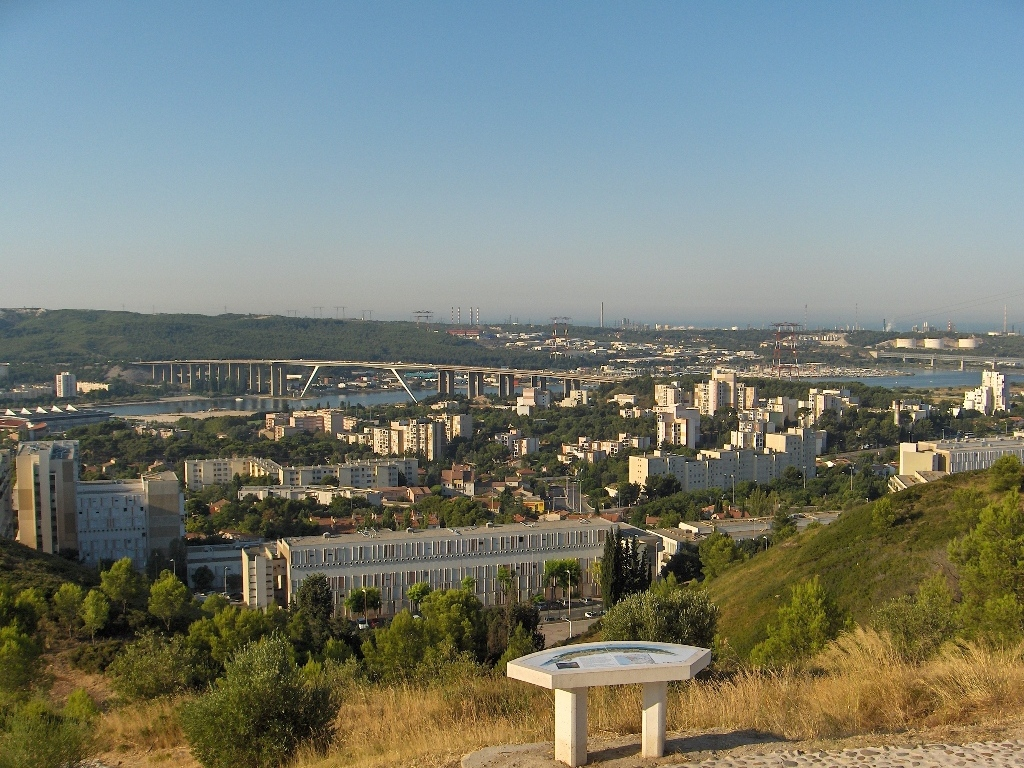
Le viaduc de Martigues sur le canal de Caronte. Au fond à droite, le complexe pétrochimique de Lavéra.
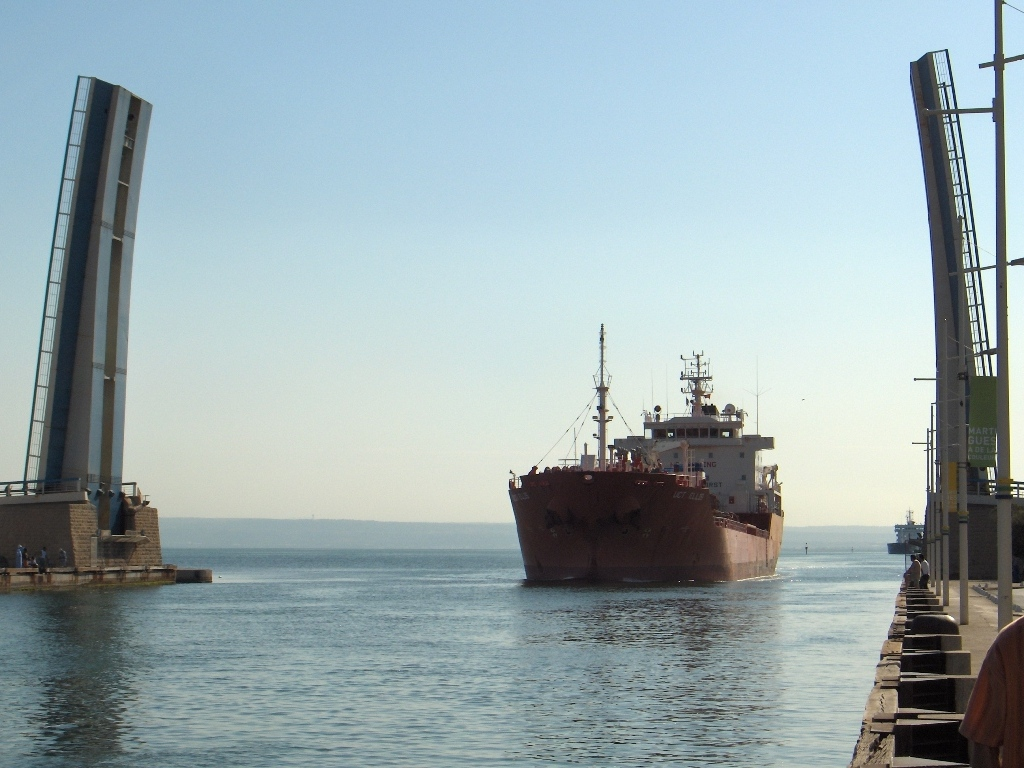
Pont levant sur le canal Galliffet.
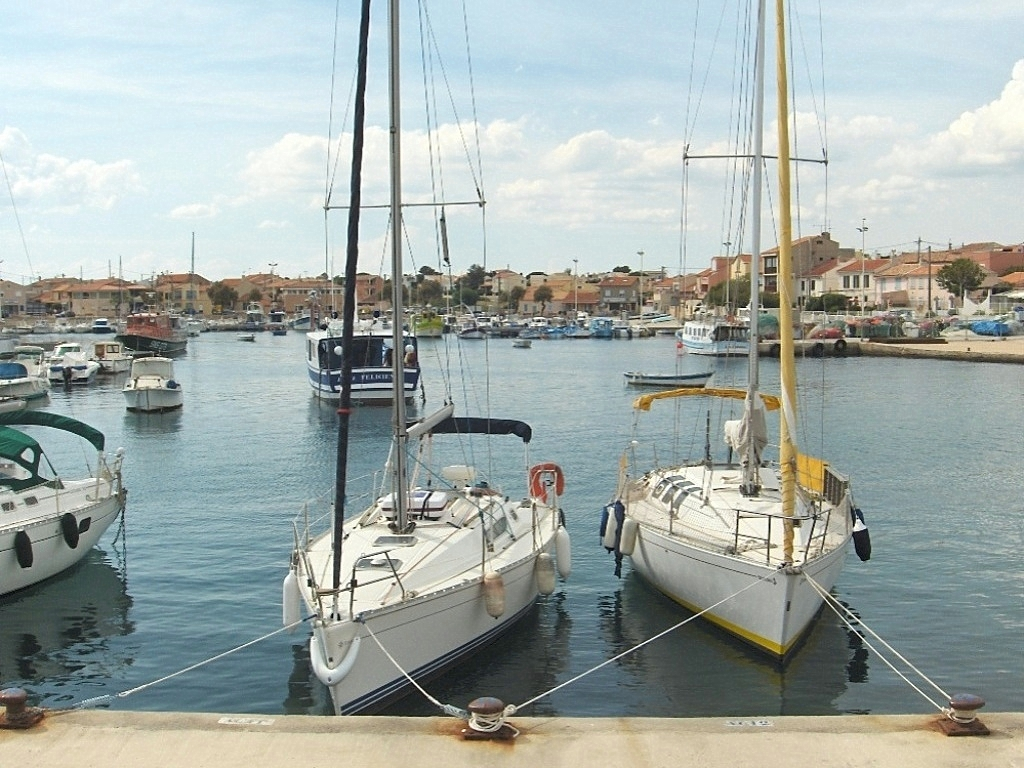
Port de pêche de Carro.
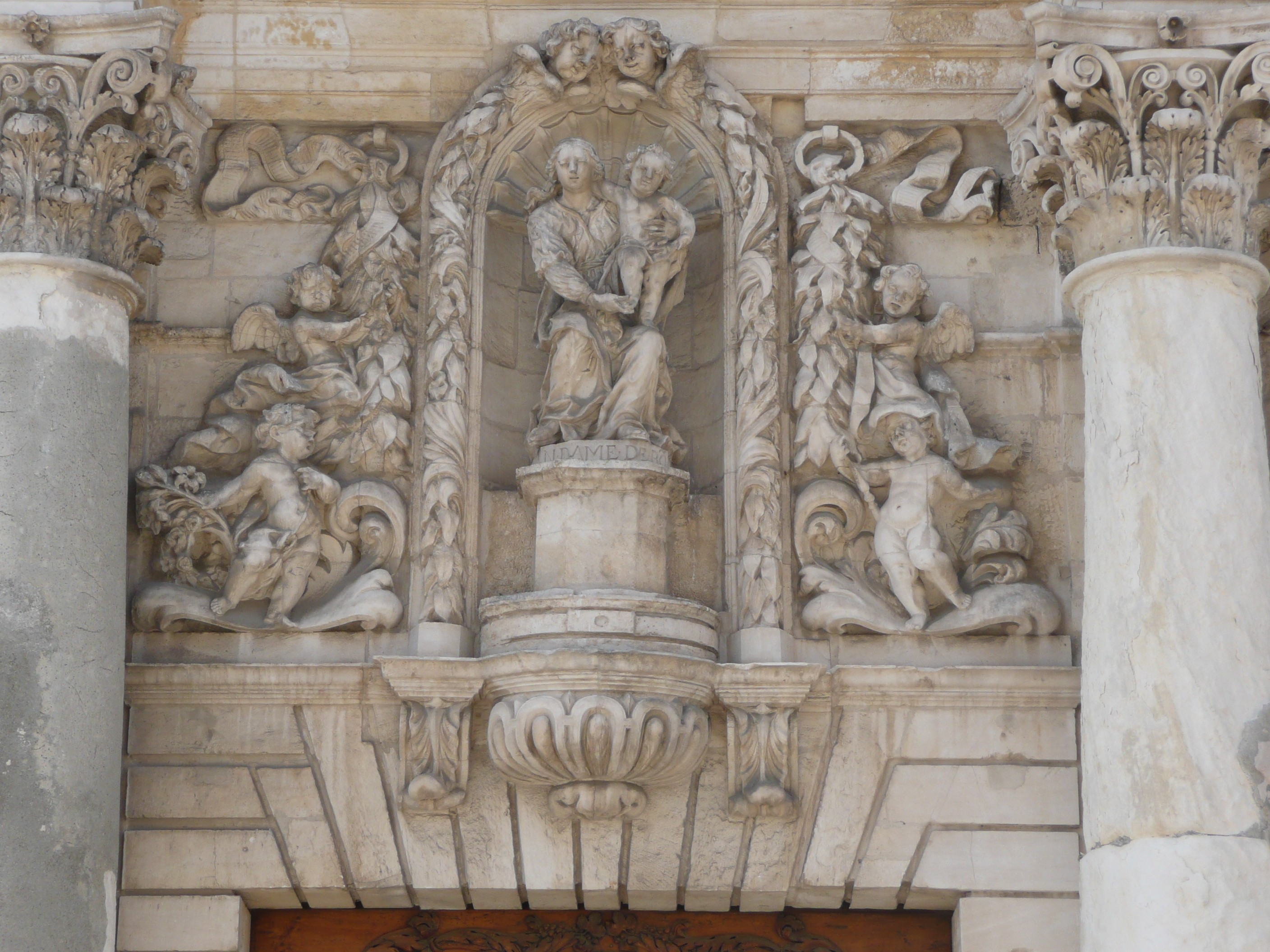
Porche de l'église Sainte-Madeleine-de-l'Île (quartier de l'Île).
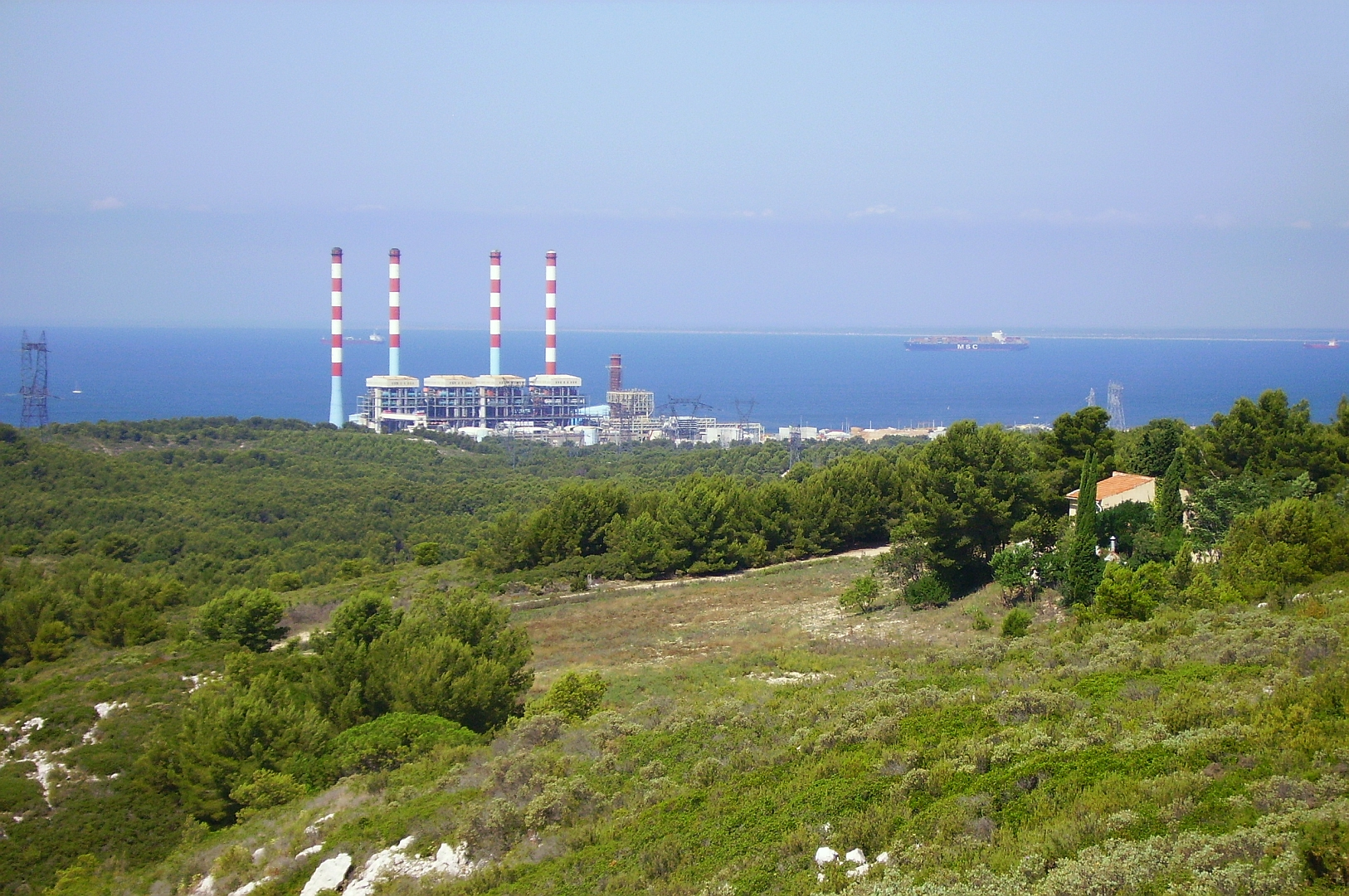
La centrale thermique de Martigues à Ponteau, et ses anciennes cheminées peintes en rouge et blanc qui forment un repère majeur.